# Patrimoine syrien pendant la guerre civile
Batailles
- 1re Deraa
- 2e Deraa
- Homs
- Banias
- Telkalakh
- 1re Rastane
- Talbiseh
- 1re Jisr al-Choghour
- 1re Jabal al-Zawiya
- 1er Hama
- Lattaquié
- 2e Rastane
- 1er Zabadani
- Douma
- 3e Rastane
- 2e Zabadani
- 1er Qousseir
- 1re Azaz
- 1re Idlib
- Taftanaz
- 4e Rastane
- Nobl et Zahraa
- Tremseh
- 1re Damas
- Ghouta orientale
- Alep
- Al-Tel
- Menagh
- 1er Régiment 46
- 1re Maarat al-Nouman
- Cheikh Souleimane
- 2e Taftanaz
- 2e Hama
- Kuweires
- 1re Al-Chaddadeh
- 1re Yaaroubiyé
- 1re Raqqa
- 2e Qousseir
- 3e Qousseir
- Ras al-Aïn
- Daraya
- Maaloula
- 2e Azaz
- Mahin et Sadad
- 2e Yaaroubiyé
- 1re Tall Hamis
- 2e Raqqa
- 1re Jarablous
- Al-Manajir
- Otaybah
- Yabroud
- Markada
- Kassab
- 1re Khan Cheikhoun
- Rankous
- 1re Boukamal
- Tall al-Jabiyah
- 1re Deir ez-Zor
- 1re Kobané
- Ras al-Maara
- 2e Deir ez-Zor
- Al-Chaer
- Division-17
- Brigade 93
- 1re Tabqa
- Djezaa
- 2e Kobané
- Mabrukah
- 3e Yaaroubiyé
- 2e Jabal al-Zawiya
- Wadi al-Deïf
- 2e Tall Hamis
- Tall Tamer
- 2e Régiment 46
- Bosra
- Cheikh Hilal
- 2e Idlib
- Foua et Kafraya
- Bousra al-Harir
- Qalamoun
- 2e Jisr al-Choghour
- 1re Palmyre
- Al-Amr
- 1re Tall Abyad
- Sourane
- 1re Hassaké
- Brigade 52
- Aïn Issa
- 2e Hassaké
- 3e Zabadani
- Sarrine
- Sahl al-Ghab
- Malkiyé
- Al-Qaryatayn
- 1re Marea
- 1re Abou Douhour
- 3e Hama
- Al-Hol
- Tichrine
- Cheikh Meskin
- 1re Tall Rifaat
- 2e Al-Chaddadeh
- Khanasser
- 2e Tall Abyad
- 2e Palmyre
- Al-Raï
- 2e Maarat al-Nouman
- 1re Tasil
- Qamichli
- 2e Tall Rifaat
- Khan Touman
- 3e Raqqa
- 2e Marea
- 1re Manbij
- 2e Tabqa
- 2e Boukamal
- 3e Hassaké
- Opération Bouclier de l'Euphrate
- 2e Jarablous
- 4e Hama
- 4e Raqqa
- 3e Palmyre
- Al-Bab
- Wadi Barada
- 4e Palmyre
- 1re Poche d'Idlib
- 2e Tasil
- 5e Hama
- al-Hamad
- 3e Tabqa
- Badiya
- al-Tanaf
- Aqareb et Maboujé
- 5e Raqqa
- 2e Poche d'Idlib
- 1re Al-Soukhna
- Ouqayribat
- 3e Deir ez-Zor
- 2e Abou Douhour
- Beït Djine
- Mayadine
- 3e Boukamal
- Afrine
- Khoucham
- 3e Poche d'Idlib
- 4e Boukamal
- 3e Deraa
- Soueïda
- Al-Safa
- 4e Poche d'Idlib
- 2e Khan Cheikhoun
- Opération Source de paix
- Baricha
- Maarat al-Nouman et Saraqeb
- 2e Al-Soukhna
- 4e Deraa
- Al-Sinaa
- 2e Afrine et al-Bab
- Opération Griffe-Épée
- 4e Deir ez-Zor
- Offensive rebelle de 2024 en Syrie
- 2e Alep
- 6e Hama
- 2e Homs
- 5e Palmyre
- 2e Damas
- 2e Manbij
- Lattaquié et Tartous

- Houla
- Al-Koubeir
- Daraya
- al-Bayda et Baniyas
- Barouda
- Ghraneidj et d'al-Keshkeyyi
- Kobané
- Khan Cheikhoun
- Al-Qaryatayn

- Khan al-Assal
- Jobar
- Saraqeb
- Adra et Douma
- Ghouta
- Talmenes
- Sarmin
- Ouqayribat
- Khan Cheikhoun
- Douma

- 1er Damas
- 2e Damas
- 3e Damas
- Jaramana
- 4e Damas
- 5e Damas
- 1er Homs
- 2e Homs
- Hassaké
- Tall Tamer
- 1er Sayyida Zeinab
- 3e Homs
- 2e Sayyida Zeinab
- Tartous et Jablé
- Qamichli
- Azaz
- Soussiane
- 4e Homs
- 6e Damas
- 7e Damas
- Rachidine
- Al-Tojjar
- Manbij
- Afrine
- 8e Damas

- Incidents frontaliers Syrie-Turquie
- Conflit au Liban
- Crise russo-turque de 2015

- Intervention de l'Iran
- Confrontations israélo-syriennes
- Coalition internationale
- Opérations aériennes de la coalition
- Intervention de la Russie
- Opération Inherent Resolve
- Opération Chammal
- Opération Impact
- Bombardement de la base aérienne d'Al-Chaayrate
- Bombardements de Barzé et de Him Shinshar

Le patrimoine syrien durant la guerre civile syrienne et depuis l'année 2011, a fait l'objet par ses protagonistes, d'importantes et étendues destructions par tirs et bombardements, et aussi par occupations illégales et pillages des sites.
La plupart des centres anciens des villes importantes ont été atteints par des projectiles de tous calibres. Presque tous les sites syriens classés au patrimoine mondial à l'UNESCO ont été endommagés ou détruits.
Et pour compléter ce désastre, le pillage des sites archéologiques est devenu une source de revenus pour les combattants et certains habitants soudoyés par de riches trafiquants internationaux d'œuvres d'art.

## Contexte
À partir du 15 mars 2011, le conflit syrien très fortement médiatisé en Occident, a commencé dans le Machrek (Proche-Orient) par six longs mois de manifestations dans les grandes villes syriennes. Les auteurs de ces insurrections semblant inspirés par les soulèvements du printemps arabe du Maghreb (Afrique du nord), étaient soutenus par plusieurs pays occidentaux et encouragés par certains acteurs anonymes du web.

### Début de la guerre de Syrie en 2011
Dès le milieu de l'année 2011, en Syrie, pays de 22,5 millions d'habitants (en 2011), de sanglantes batailles sont déclenchées contre les forces du régime loyaliste syrien par une rébellion multipartite soutenue financièrement et médiatiquement par certains pays étrangers.
À l'été 2011, des premiers combats sporadiques ont débuté. Mais les véritables combats militaires n'ont réellement commencé qu'à partir de l'automne 2011.
Et en fin de l'année, cette phase d'insurrections armées a laissé la place à une guerre complexe à triple orientation :
- une guerre civile : les Syriens du sud et de l'ouest contre les Syriens et autres populations (Kurdes, entre autres) du nord et de l'est du pays ;
- une guerre religieuse nationale : des chiites alaouites ou « Nusayri » de Syrie soutenus par la minorité chrétienne apeurée de Syrie contre des sunnites syriens sympathisants des frères musulmans et des sunnites islamistes syriens ;
- une guerre d’intérêts géopolitiques internationaux secrète et souterraine focalisée sur l'ensemble du Proche-Orient et du Moyen-Orient, et liée :
  - aux luttes contre le terrorisme arabe (groupes fondamentalistes Islamistes et Al-Qaïda),
  - à la distribution et la gestion de l'eau des fleuves Euphrate et Tigre, et de certaines autres importantes réserves d'eau souterraine (sur une ligne: Turquie - Syrie - Israël),
  - à l'acheminement du pétrole et du gaz arabe (sur une ligne: Qatar - Arabie saoudite - Irak - Syrie - Turquie - Europe),
  - et à des intérêts politico-militaires : certains pays limitrophes de la Syrie désirent être les leaders politiques du Machrek et imposer leur suprématie militaire.

En fin d'année 2011, des foyers centraux de guérillas ont été implantés dans la plupart des 14 provinces de la Syrie ; Damas, la capitale en étant leur point central et directeur.
| \| 100 km1:7 130 000 Capitale nationale Population > 500 000 hab. Population > 100 000 hab. Population > 50 000 hab. Population < 50 000 hab. \| (Rif Dimashq) Damas Alep Deraa Qouneitra Tartous Lattaquié Deir ez-Zor Homs Hama Raqqa Idlib Hassaké Soueïda |
| 100 km1:7 130 000 Capitale nationale Population > 500 000 hab. Population > 100 000 hab. Population > 50 000 hab. Population < 50 000 hab. |

| 100 km1:7 130 000 Capitale nationale Population > 500 000 hab. Population > 100 000 hab. Population > 50 000 hab. Population < 50 000 hab. |

Dès l'été 2012, le conflit armé s'est transformé en une véritable guerre d'usure sur la moitié du pays. La moitié restante de la Syrie étant désertique, est laissée - en dehors de quelques points de contrôle - non défendue par les camps en présence.
À cette époque, dans cette Syrie divisée, et hors désert (50 % environ) : le camp loyal au président Bachar el-Assad y contrôle environ 25 % du territoire national : Provinces de : Damas {4}, Tartous {14} et de Lattaquié {10} (le « pays alaouite », la confession du président syrien), alors que dans le camp rebelle : les sunnites, islamistes et djihadistes étrangers se partagent environ 20 % du territoire (Provinces de : Idlib {9}, Alep {1} et Raqqa {12}) et celui des Kurdes seulement 5 % du territoire syrien, et situé au nord-est de la Syrie (Partie nord de la province de Al-Hasaka-Hassaké {2}).
Les provinces du nord (Idlib, Alep et Raqqa), celles du Sud (Quneitra {11}, Deraa {5}, et As-Suwayda {3}) et la province de l'est (Deir ez-Zor {6}) sont devenues stratégiques pour la rébellion qui désire atteindre Damas pour y prendre le pouvoir. Car ces provinces sont les points de passages des aides et soutiens militaires à partir des pays frontaliers de la Syrie : Turquie (au nord), Irak (à l'est), Jordanie (au sud), Israël et Liban (au sud-ouest).
Les provinces du centre (Hama {7}, Homs {8}, et Rif Dimashq {13}) points de jonction entre ces sept provinces frontalières stratégiques font ainsi l'objet d'âpres combats des deux camps qui désirent en prendre la possession pour isoler les armées de l'ennemi.

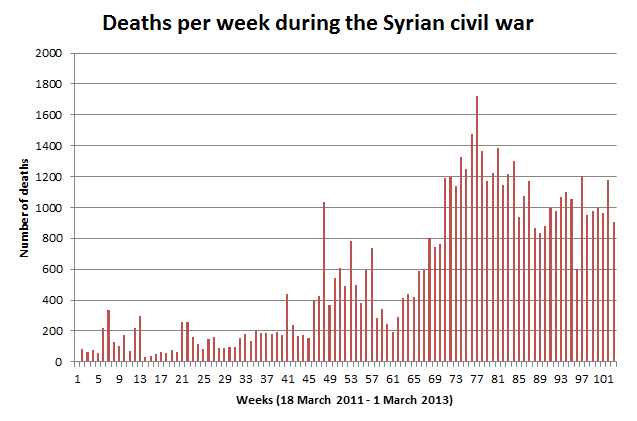
Graphique des décès dans les premières années de guerre, selon évaluation de l'armée rebelle (ASL) et avant intervention russe.

### Internationalisation de la guerre dès 2013
Dès le 13 juin 2013, alors que l'UNESCO était en passe de classer en péril, les sites syriens inscrits à notre patrimoine de l'humanité, l'ONU décomptait déjà 93 000 morts depuis le début du conflit.
À l'été 2013, malgré une grande offensive générale rebelle intitulée « bataille de l'Armageddon » (lancée en début de février 2013) dirigée vers la capitale Damas, les choses n'ont pas évolué comme souhaité par les Occidentaux et les nombres de victimes et de dégâts sur le patrimoine syrien ont encore augmenté de manière exponentielle.

### Intervention irano-russe de 2015
Dès le 22 septembre 2014, la coalition internationale se dévoile et commence sans autorisation onusienne ou syrienne des opérations militaires sur le sol syrien.
Le 30 septembre 2015, à la demande officielle d'« aide militaire » du président Bachar el-Assad et de l’État syrien, débute l'intervention militaire de la Russie pour protéger sa base portuaire syrienne, détruire les nombreux foyers terroristes et annihiler les multiples conflits armés déclenchés et alimentés sur le sol syrien. Peu à peu et mois après mois, la moitié ouest du pays qui est très peuplée, est pacifiée.
Malgré les fortes aides financières et importants soutiens militaires plus ou moins officieux (armements, observations satellite, encadrements militaires, , etc.) des pays du golfe persique et des occidentaux (qui aujourd'hui, ne s'en cachent même plus,), les forces rebelles ont perdu du terrain sur les provinces de Darā, Idlib, Lattaquié, Quneitra, Hama et Homs. Certaines de ces provinces (Hama, Alep et Lattaquié) sont même définitivement perdues par la rébellion et ses associés. L'Est peu peuplé de la Syrie reste occupé illégalement et ses ressources exploitées sans autorisation par une coalition sous direction des États-Unis.

### Situation de l'année en cours 2018
En début de l'année en cours, dans cette très longue (14 ans et 3 jours) et dévastatrice guerre multipolaire les combats continuent encore dans les parties nord ouest du pays (Afrine), à l'est sur le fleuve Euphrate et aussi au Sud (Région Goutha et frontière jordano-israélienne). Les combats n’en finissent pas de détruire l'ensemble des êtres et des biens de la Syrie.
En janvier et février 2018, dans le nord-ouest de la Syrie, l'armée turque et ses mercenaires attaquent l'enclave kurde syrienne d'Afrine. Leurs projectiles endommagent le temple néo-hittite d'Ain Dara âgé de 3 000 années. Les avions du régime turc bombardent Brad, un site archéologique situé à 15 km au sud de la ville d'Afrin qui comprend notamment plusieurs églises et monastères byzantins et des tombes de la période romaine. L'ensemble de ces sites étaient inscrits sur la liste du patrimoine mondial de l'UNESCO depuis 2011.
Au sud, en mars, après un conflit armé de sept années contre l'armée syrienne et ses alliés russes, irakiens, iraniens et palestiniens, les groupes rebelles syriens Jaish al Islam et Faylaq Ar Rahman capitulent au sud de la capitale Damas (sa banlieue de Goutha). Puis ces milices et leurs chefs sont évacués avec leurs familles hors des territoires de la Ghouta orientale. Depuis 2012, les forces Armées loyalistes syriennes et leurs milices associés assiégent le district Jobar et ses immenses réseaux souterrains construits pour relier les localités rebelles de Douma, Ain Terma, Hazah, Zamalka, Irbin et autres (Goutha orientale). La région de la Ghouta, bastion de la contestation de 2011 contre le régime de Bachar el Assad, a subi de lourdes destructions et pertes civiles dues aux bombardements de l'Armée Syrienne et de l'aviation russe, incriminées et accusées de crimes de guerre pour avoir entre autres visé des hôpitaux et des écoles.
Au nord de la Syrie, les bombardements turcs du 17 mars ont détruit de nombreux bâtiments anciens et secteurs archéologiques dont l'église et mausolée Julianus, l'une des plus anciennes églises chrétiennes dans le monde (construite à la fin du quatrième siècle), ainsi que le tombeau de saint Maron, le saint patron chrétien maronite. Une mission archéologique française avait découvert le tombeau de saint Maron en 2002 dans le village de Brad qui était devenu un site renommé attirant les touristes du monde entier et aussi la communauté maronite qui y avait rétabli un certain nombre d'activités culturelles et rituels religieux. Les sites atteints comprennent également de nombreuses églises et monastères byzantins, temples, bains et maisons antiques, ainsi que des tombes datant de la période romaine (IIe et IIIe siècles). Ces agressions patrimoniales surviennent à la suite de la destruction de plusieurs sites archéologiques dans la région d'Afrin, y compris le temple d'Ain Dara et l'emplacement du prophète Hori (Qurosh), et Tal Jendyres.
Les experts ont exprimé des préoccupations au sujet d'une quarantaine de villages chrétiens de la région d'Afrin, que l'Unesco qualifie d'anciens villages du nord de la Syrie » et qui ont été inclus dans ses sites du patrimoine mondial. En plus des destructions de biens et patrimoines liées aux combats, les organisations de défense de l’héritage culturel syrien dénoncent aussi d'incessants pillages de sites archéologiques et des vols de musées (tels ceux commis dans la province de Hama).
La Direction Générale des Antiquités et des Musées de Syrie appelle une fois de plus les organisations internationales concernées, qui ont inscrit ces sites sur leurs listes, à s'acquitter de leur devoir moral et humanitaire de condamner la poursuite des agressions sur les sites du patrimoine archéologique syrien.

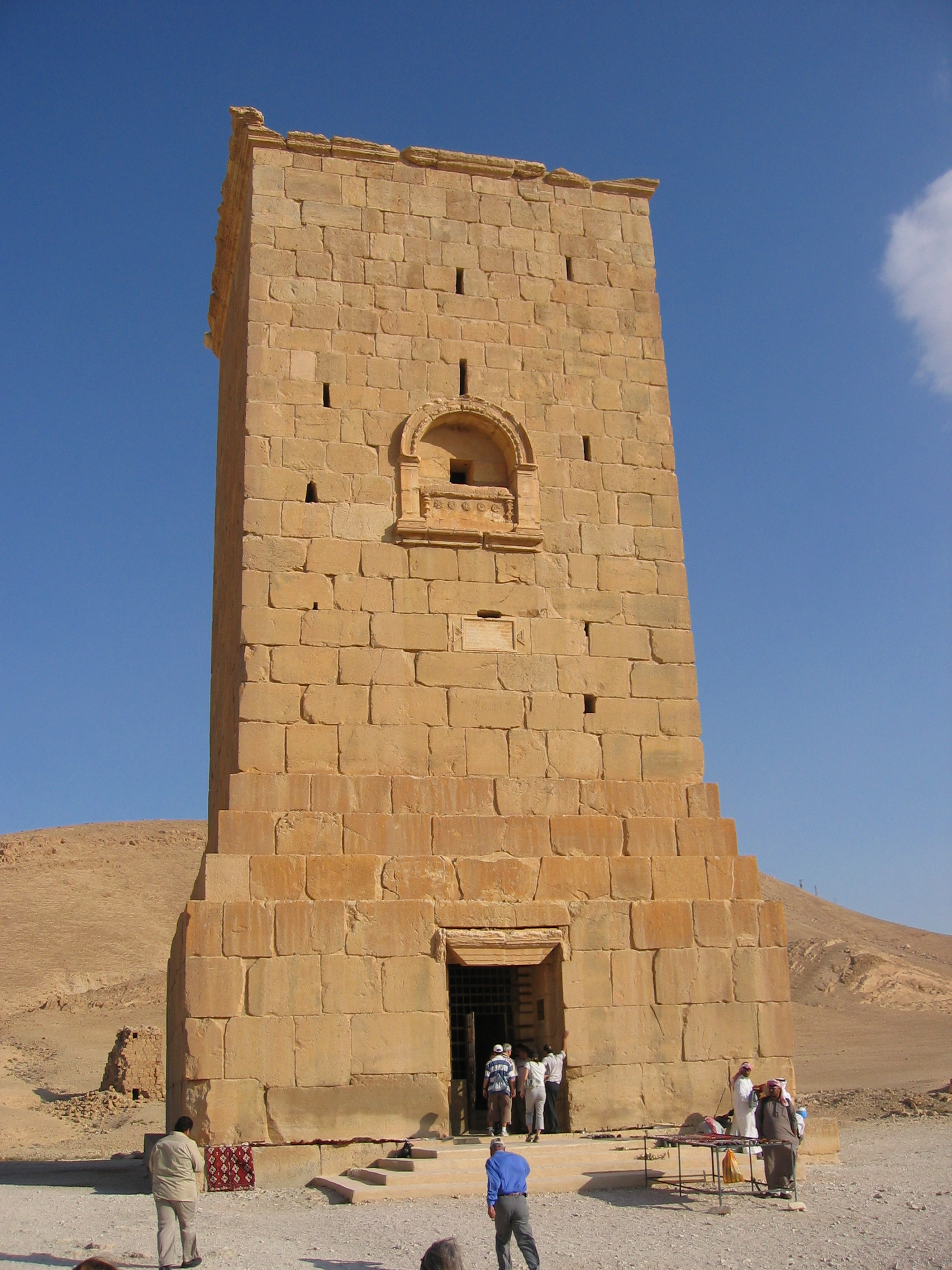
Tombe à Palmyre
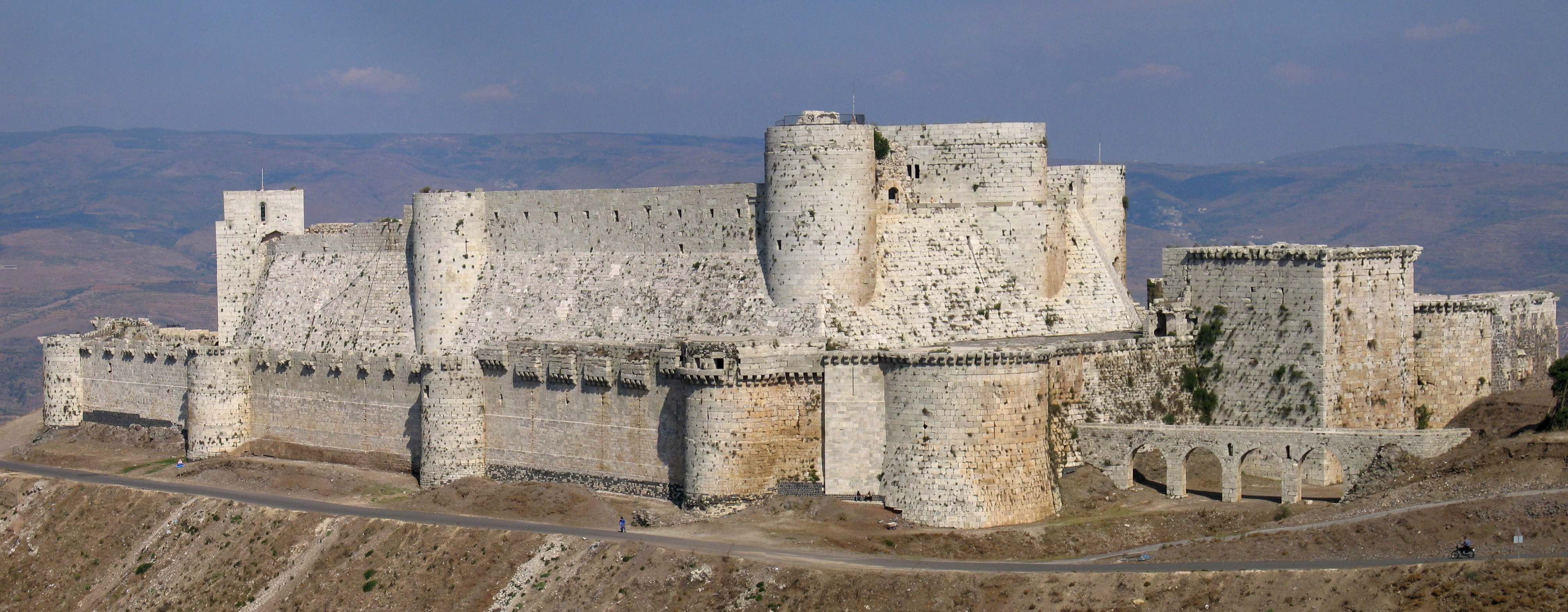
Krak des Chevaliers
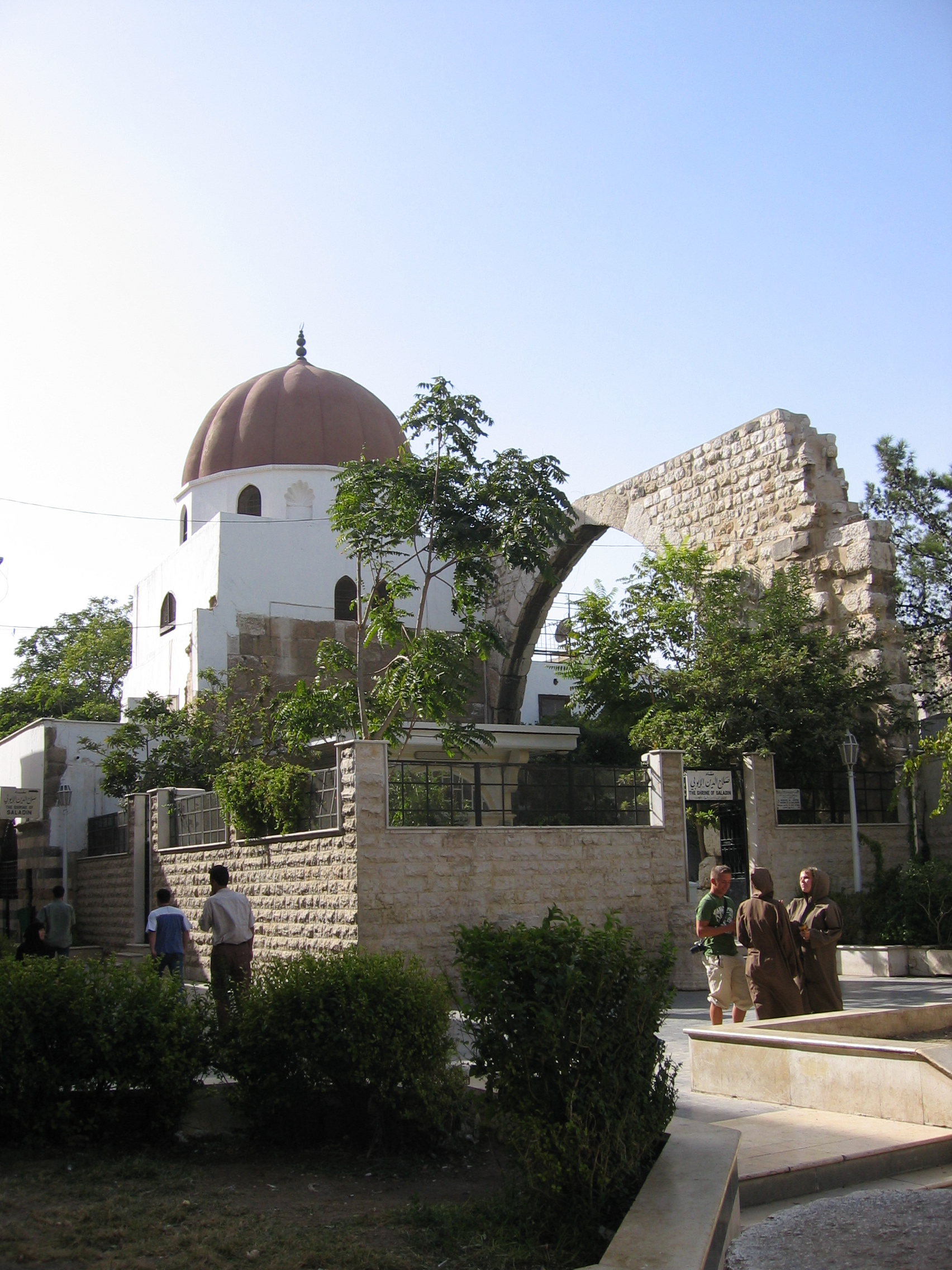
Tombe de Saladin à Damas
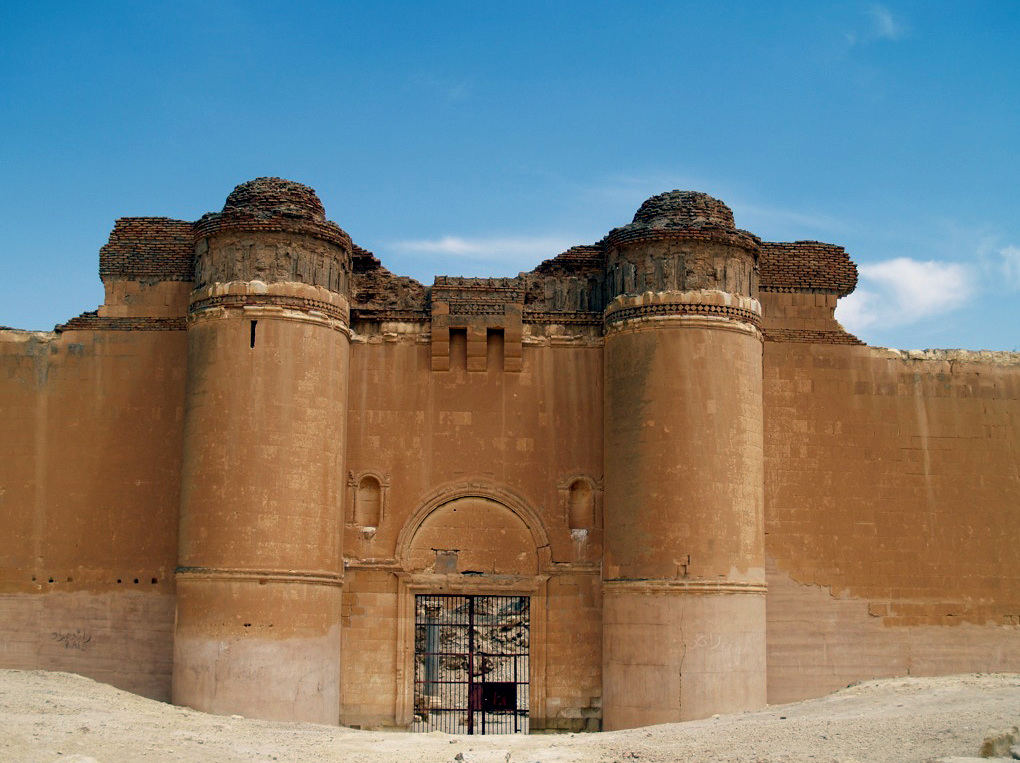
Le palais de Qasr al-Hayr al-Sharqi dans le Djebel Bishri
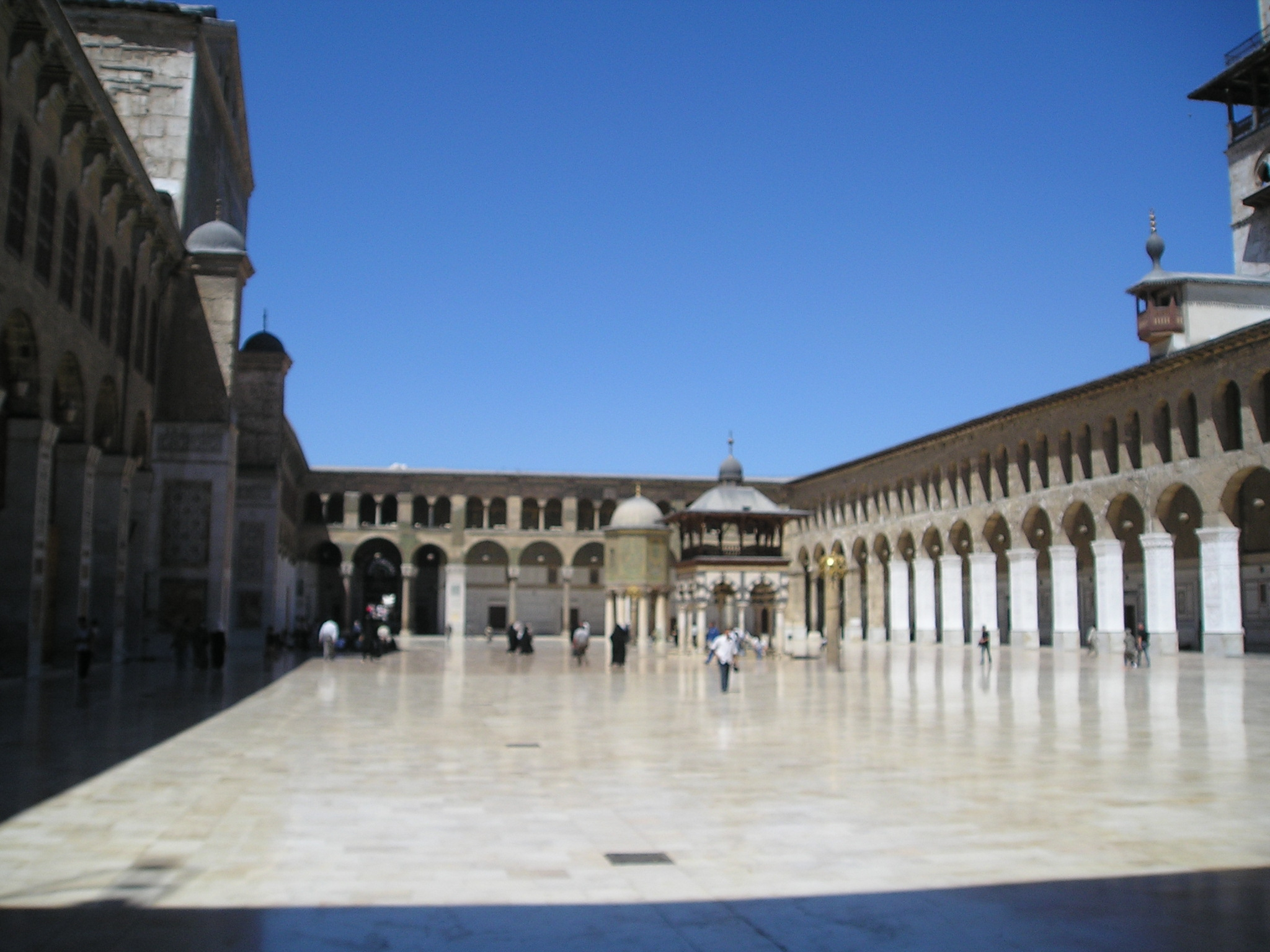
La mosquée des Omeyyades à Damas
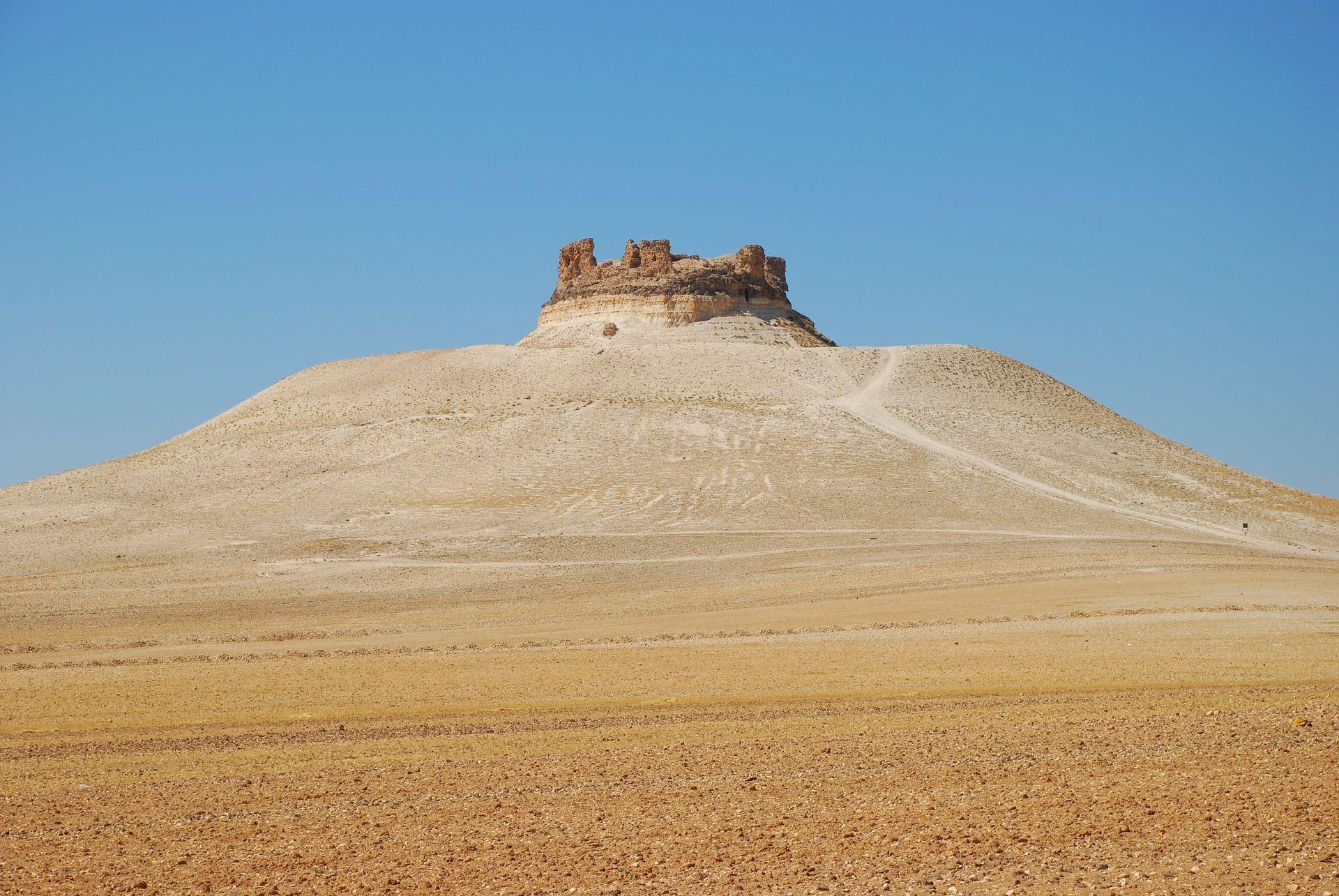
Le très ancien château de Chmémis bâti sur un tell désertique

## Liste des sites syriens en danger (par province)

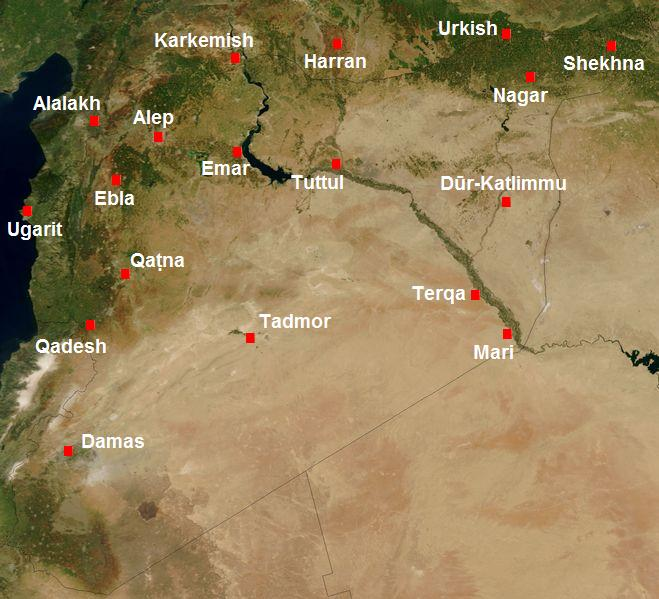
Vieilles villes de la Syrie du IIe millénaire av. J.-C. Gauche à droite : Damas, Qadesh, Ugarit, Alalakh, Qatna, Ebla, Alep, Karkemish, Emar, Harran, Tuttul, Tadmor, Urkish, Nagar, Dur-Katlimmu, Terqa, Mari, et Shekhna

Le 20 juin 2013, les 7 sites exceptionnels et classés du Patrimoine mondial en Syrie sont inscrits d'urgence sur la Liste du patrimoine mondial en péril :
- Ancienne ville d’Alep
- Ancienne ville de Damas
- Ancienne ville de Bosra
- Krac des Chevaliers, Qal’at Salah El-Din
- Site de Palmyre
- Villages antiques du Nord de la Syrie].

L'Unesco informe que : « L’inscription sur la Liste en péril vise à mobiliser tous les soutiens possibles afin d’assurer la sauvegarde de ces sites reconnus par la communauté internationale comme présentant une valeur universelle exceptionnelle pour l’humanité tout entière. »
Ces sites patrimoniaux de haute valeur culturelle, et bien d'autres sites syriens non encore classés, sont en danger. Ils ont été soit endommagés ou détruits et/ou pillés. Presque tous les sites historiques syriens sont actuellement sans surveillance et donc en très grand danger. Mais il faut saluer le courage des nombreux lanceurs d'alertes locaux qui se rendent sur place et signalent ensuite les dégradations et vols. Leurs photographies et vidéos seront les bienvenus sur cette page qui se veut, une tentative d'état des lieux du patrimoine culturel de la Syrie; et ceci en vue de sauvetages et restaurations futures (si cela s'avère encore possible).

### Alep (Ḥalab ou Alepp)

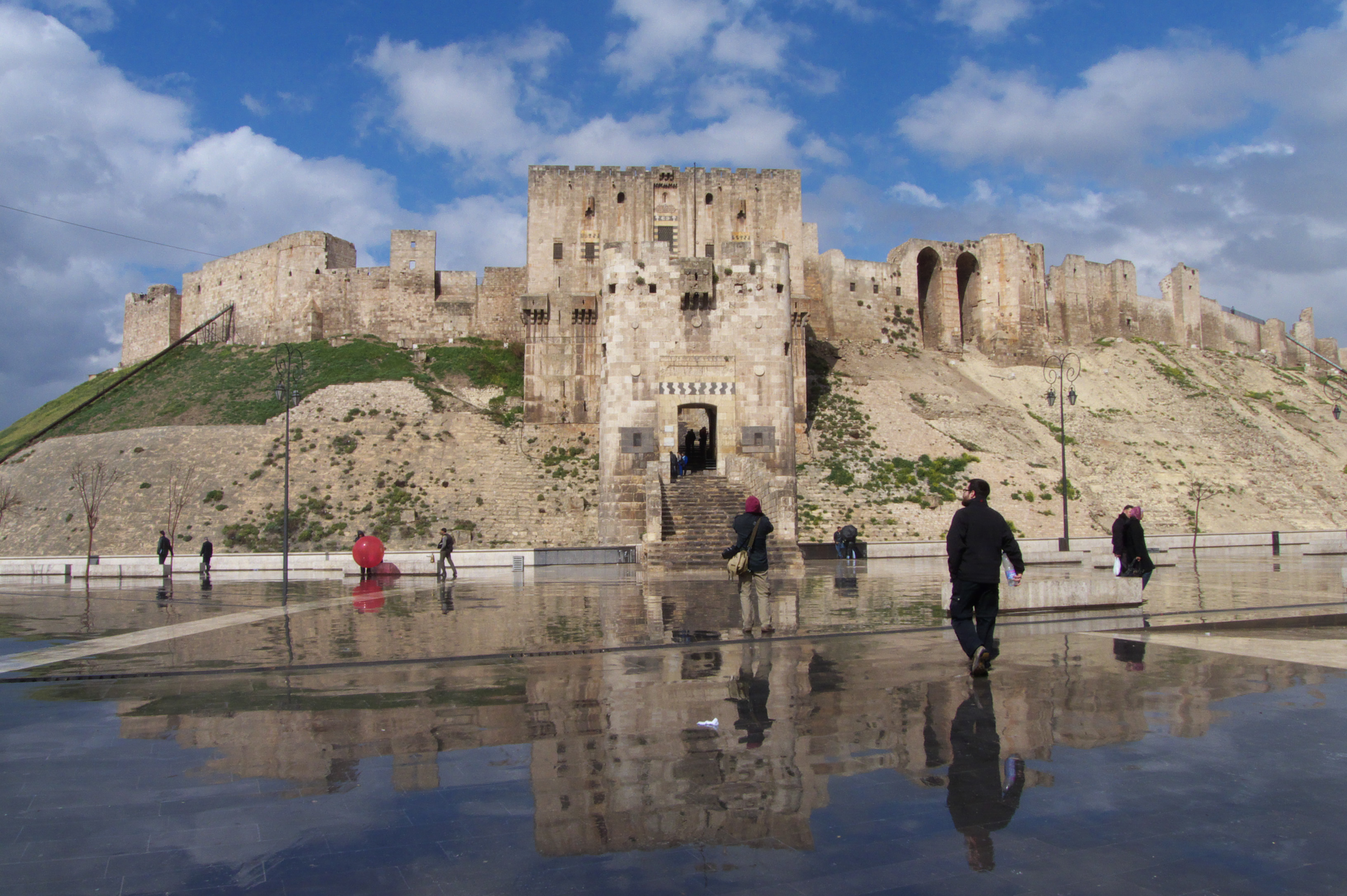
Citadelle d'Alep avant destruction à la mi-octobre 2012 (Syrie)

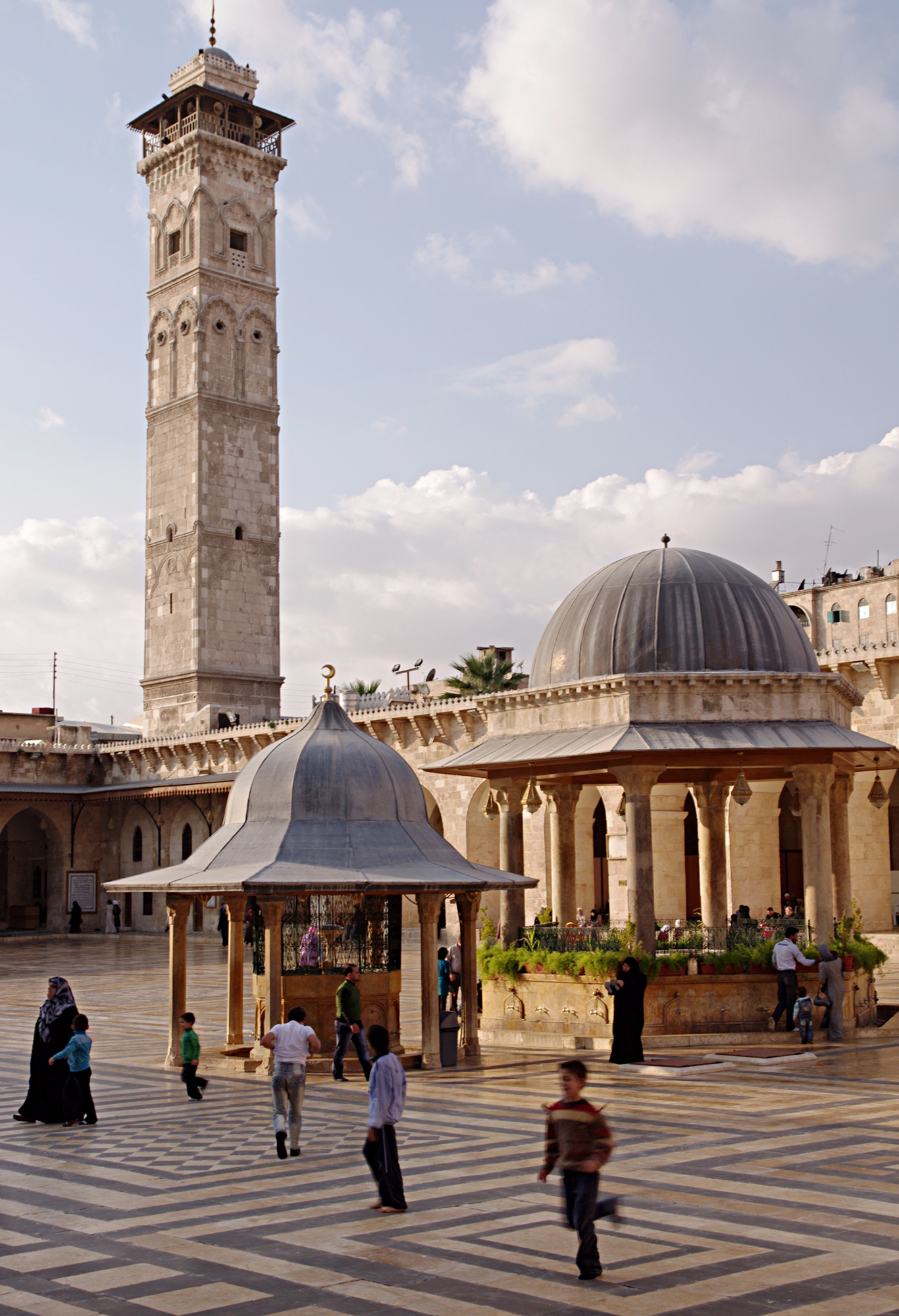
Grande Mosquée d'Alep avant des destructions à la mi-octobre 2012

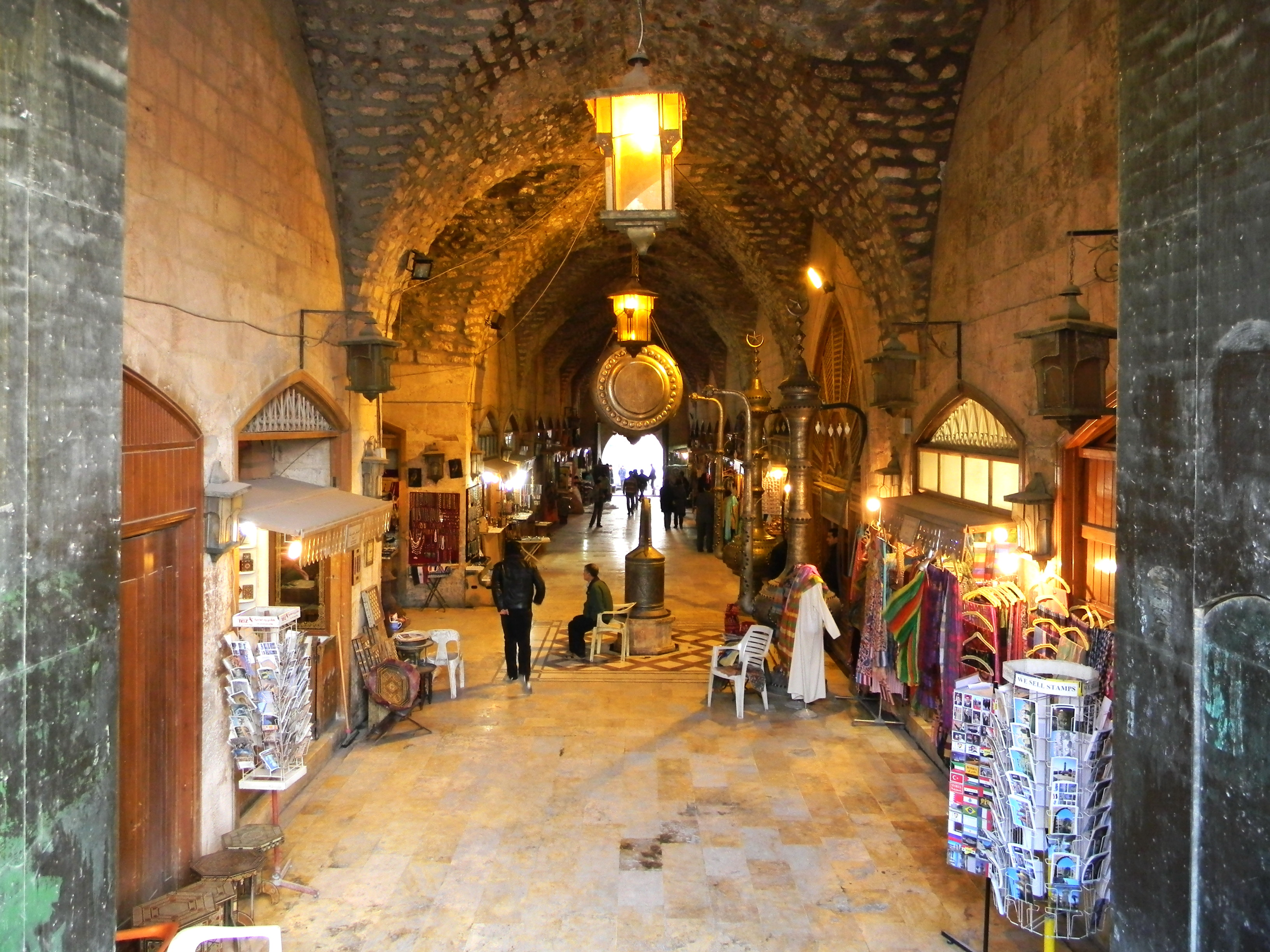
Souk d'Alep, le très ancien marché couvert classé d'Alep

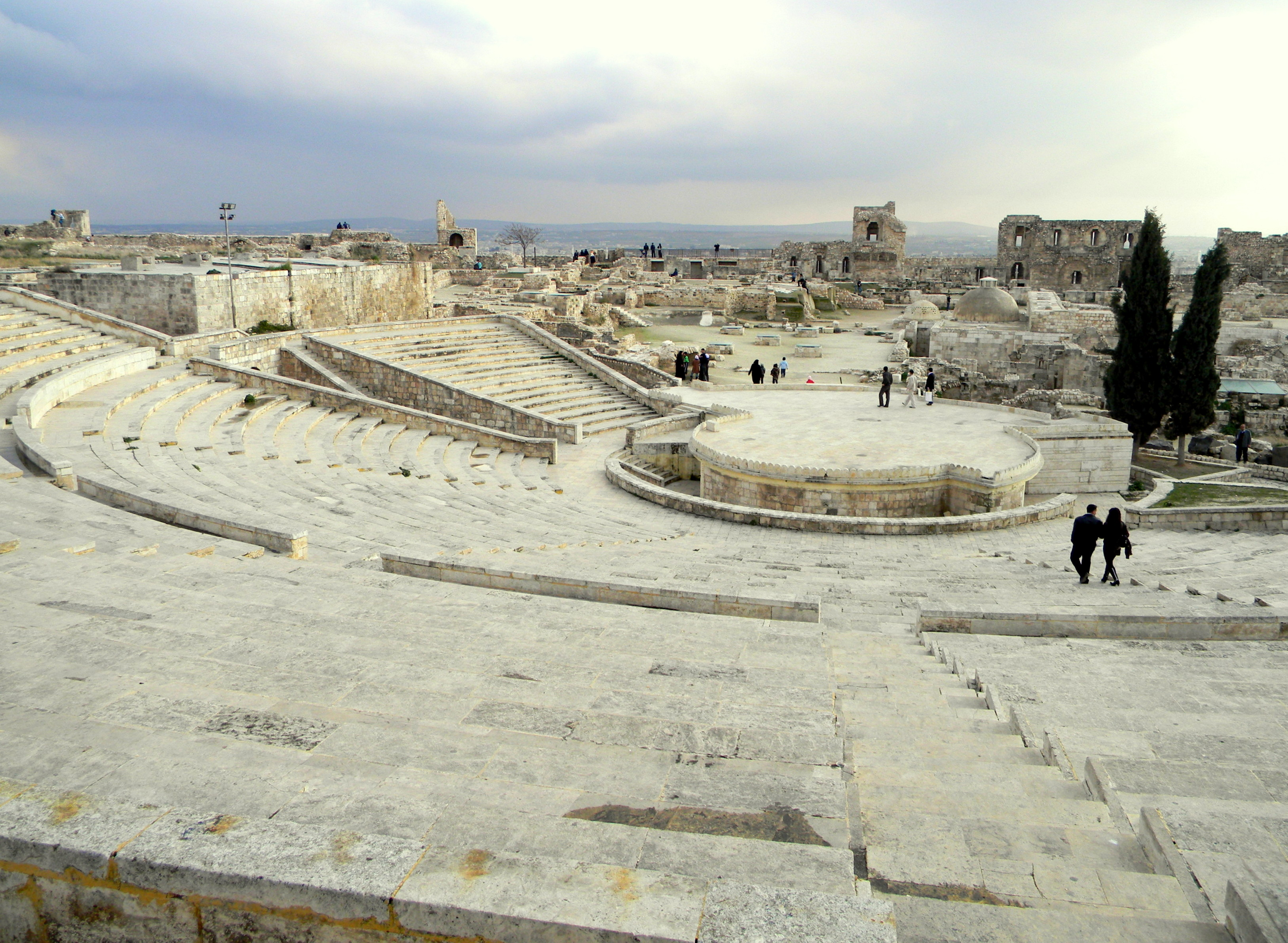
L'amphithéâtre de la citadelle d'Alep (après restauration avant la guerre civile)

- Ville d'Alep, Halab en arabe ou Alepp, Aleppo en anglais et en italien :
  -  Ce site subit les dommages de la bataille d'Alep depuis le 20 juillet 2012 (soit au total: 12 ans, 7 mois et 26 jours de combats et guerres, à ce jour)
  - La ville d’Alep connaît ses premières dévastations lorsque les rebelles décident d’y donner un premier assaut, dès le 20 juillet 2012.
  - Ses quartiers sont : Bab al-Faradj au nord-ouest, Jdeïdé au nord, , etc.
    - Musée national d'Alep, situé  au cœur du nord de la ville, à côté du célèbre hôtel Baron et près de la tour horloge de Bab al-Faradj
    - Ancienne ville d'Alep 36° 13′ 59″ nord, 37° 10′ 01″ est
      - Tout ce site a été classé au Patrimoine mondial de l'humanité par l'UNESCO en 1986.
        - Citadelle d'Alep, au centre d'Alep : bombardements
          - Cette gigantesque citadelle élevée au XIIe siècle abrite les vestiges de mosquées, de palais et de thermes. Elle est touchée en août, à la suite de l'assaut rebelle de juillet 2012[11].

        - Grand sérail d'Alep : explosions
          - Détruit en août 2014.

        - Grande Mosquée d'Alep : bombardements
          - La mosquée des Omeyyades d’Alep, édifice qui date du XIIIe siècle, est inscrite au Patrimoine mondial de l’humanité. La plus grande mosquée de la ville d'Alep est en grande partie dévastée[12].
            - Son minaret seldjoukide datant du XIe siècle est détruit dans les combats.

        - Mosquée al-Atrouche : bombardements en août 2014
        - Souk d'Alep (Khan al-Shouneh) : bombardements, puis détruit par un incendie
          - Les souks de la vieille ville sont détruits en août 2012, à la suite de l'assaut rebelle de juillet[13]

        - Hammam Yalbougha (XVe siècle) : partiellement détruit
- Arpad, ville de Syrie au nord-ouest d'Alep appelée actuellement Tell Rifat.
  - Ayn Dara, site archéologique avec notamment un temple néo-hittite.
- Azaz, petite ville de Syrie située à 30 km au nord-ouest d'Alep. Elle est aussi proche de la frontière avec la Turquie :
  -  Ce site a subi les dommages de la bataille d'Azâz de mars 2012 à juillet 2012 (Prise et positionnement des rebelles)
  - Azaz a été autrefois le théâtre d'une bataille entre les croisés et les turcs Seldjoukides en 1125.
- Mosquée d'al-Adiliyah : bombardements
- Mosquée d'al-Mehmendar : bombardements
- Cyrrhus (Nabi Houri), au nord d'Alep
- Ebla (Tell Mardikh), au sud d'Alep
- Église Saint-Siméon-le-Stylite (Kanisat Mar Simhan al-'Amudi), à 30 kilomètres au nord-ouest de la ville d'Alep
  - Une église byzantine en ruines qui est un exemple remarquable de l'architecture du Ve siècle. Elle est située à l'emplacement où vivait sur son pilier, l'ascète saint Siméon le Stylite. Cet ensemble fait partie du patrimoine mondial de l'UNESCO.
- Hendrat, localité située à seulement quelques kilomètres au sud de la ville d'Alep :
  -  : après l'attentat meurtrier du 18 juillet 2012 qui a touché l'appareil d’État, ce site a subi les dommages de l'embuscade d'Hendrat en juillet 2012 (Reprise et positionnement des loyalistes)
- Mushabek, au nord-est d´Alep
- Qalb Loza, à l'ouest d'Alep
- Qasr Najm, à l'est d'Alep
- Qasr Seman, la Basilique Saint-Siméon, au nord-ouest d'Alep
- Qatoura, au nord-est d´Alep
- Rafadeh, au nord-est d´Alep
- Tell Barsib (Tell Jerf al Ahmar), à l'est d'Alep
- Villages antiques du Nord de la Syrie qui s'étendent sur les Gouvernorat d'Alep et de Idlib

Vue panoramique à Alep prise de sa citadelle.

Photographies des sites endommagés par la guerre civile syrienne de 2011, sur cette région :
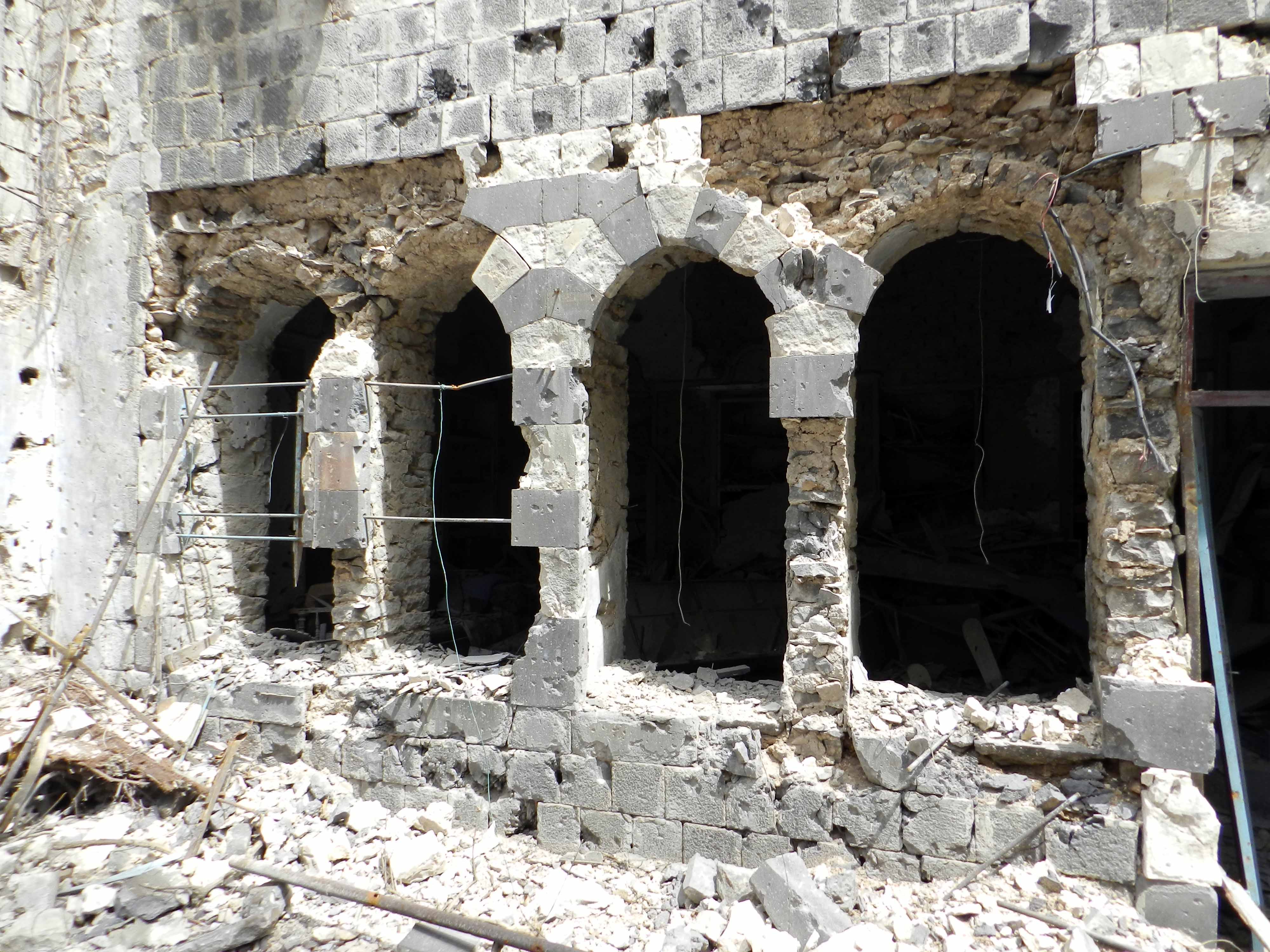
Façade d'un mur ancien bombardé pendant le siège de Homs (photo 5 avril 2012)
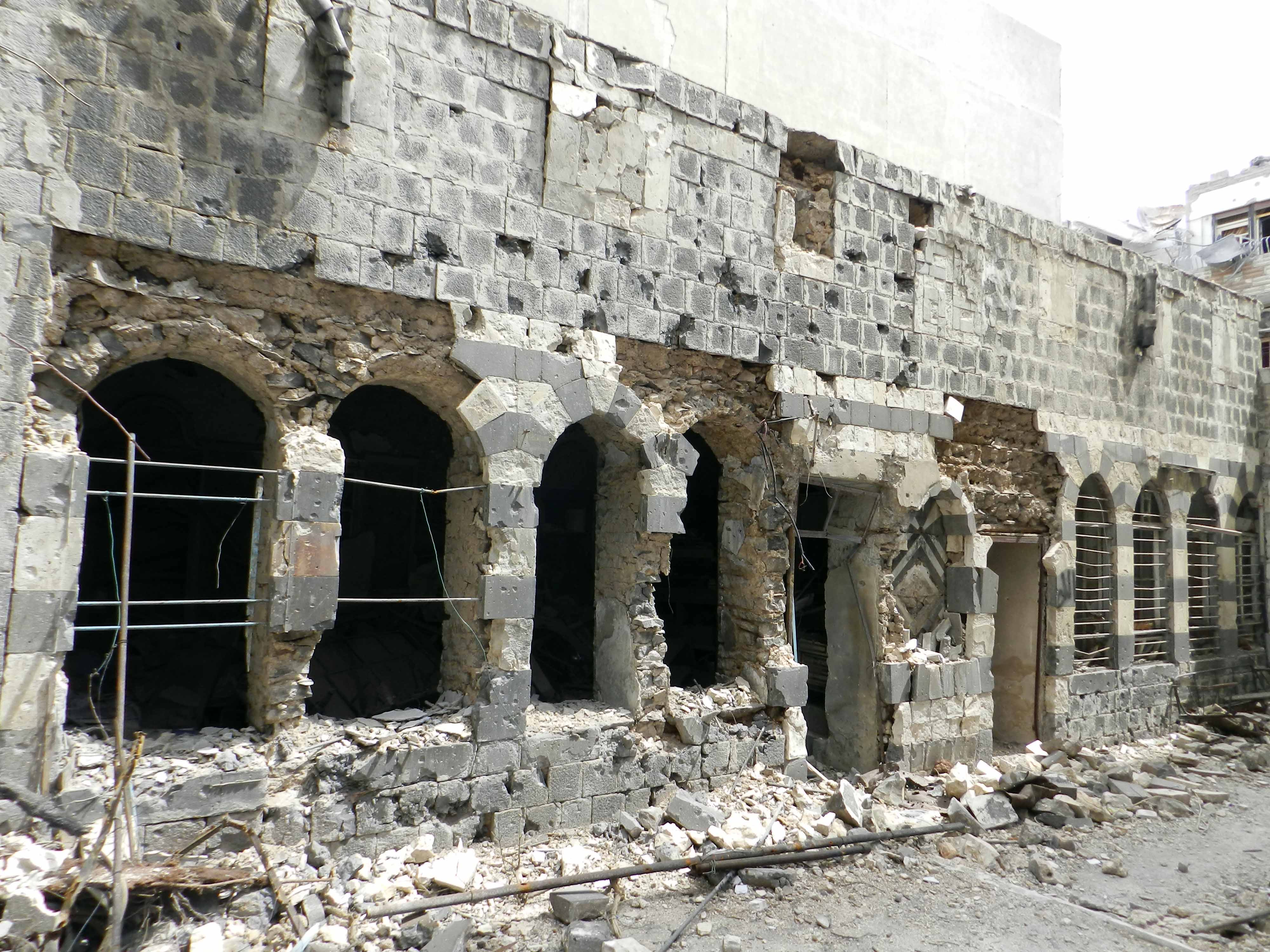
Destructions dans la zone de Bab Dreeb à Homs (photo 5 avril 2012)

### Al-Hasaka(Hassaké)

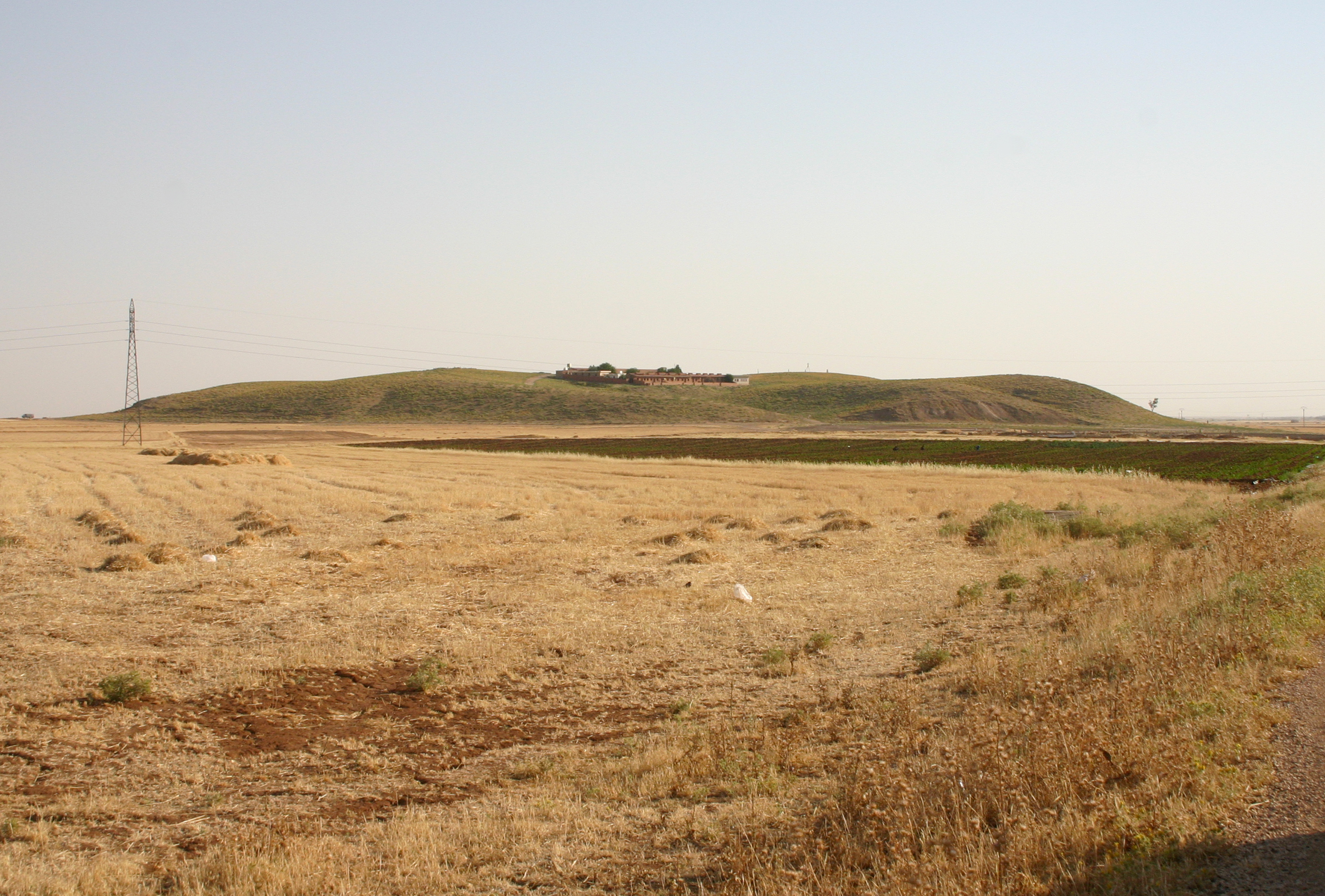
À l'image de Tell Mozan, les Tell (ou Tel) et Tumulus sont des monticules occupés par les hommes. Ces sites naturels ou artificiels résultent d'une longue accumulation de matières.

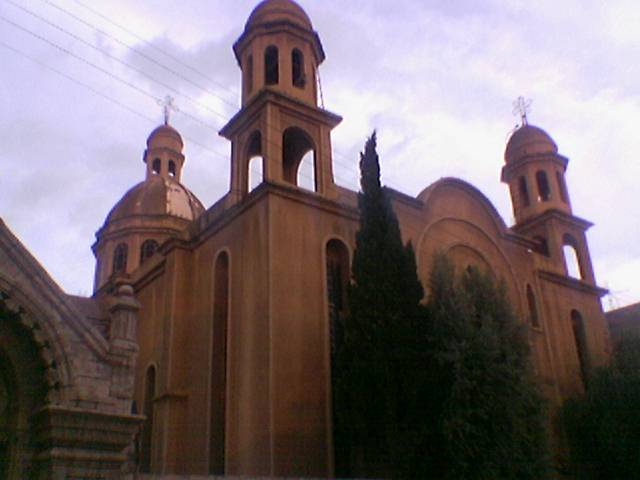
Cathédrale Saint-Georges à Hassaké (Syrie)

- Ville de Hassaké (El Haseke ou Al-Hasaka
  - L'une des plus dix plus grandes villes du pays, composée de Kurdes, d'Assyriens et d'Arméniens.
    - Église arménienne
    - Cathédrale Saint-Georges
- Site archéologique de Tell Ajaja : pillages
- Tell Beydar, située dans le Nord-Est de la Syrie actuelle, près de Hassaké
  - Elle est une ancienne cité datant du IIIe millénaire av. J.-C.
- Tell Brak, près de El Haseke
- Tell Kashkashhuk, près de El Haseke
- Tell Mashnaqa, près de El Haseke
- Tell Mozan, (Urkesh) au pied des monts Taurus à la frontière nord-est de la Syrie (Kurdistan)

L'église arménienne de Hassaké

- Tell Tuneinir, près de El Haseke

- Photographies des sites endommagés par la guerre civile syrienne de 2011, sur cette région :

### As-Suwayda(Suweyda ou Soueïda)

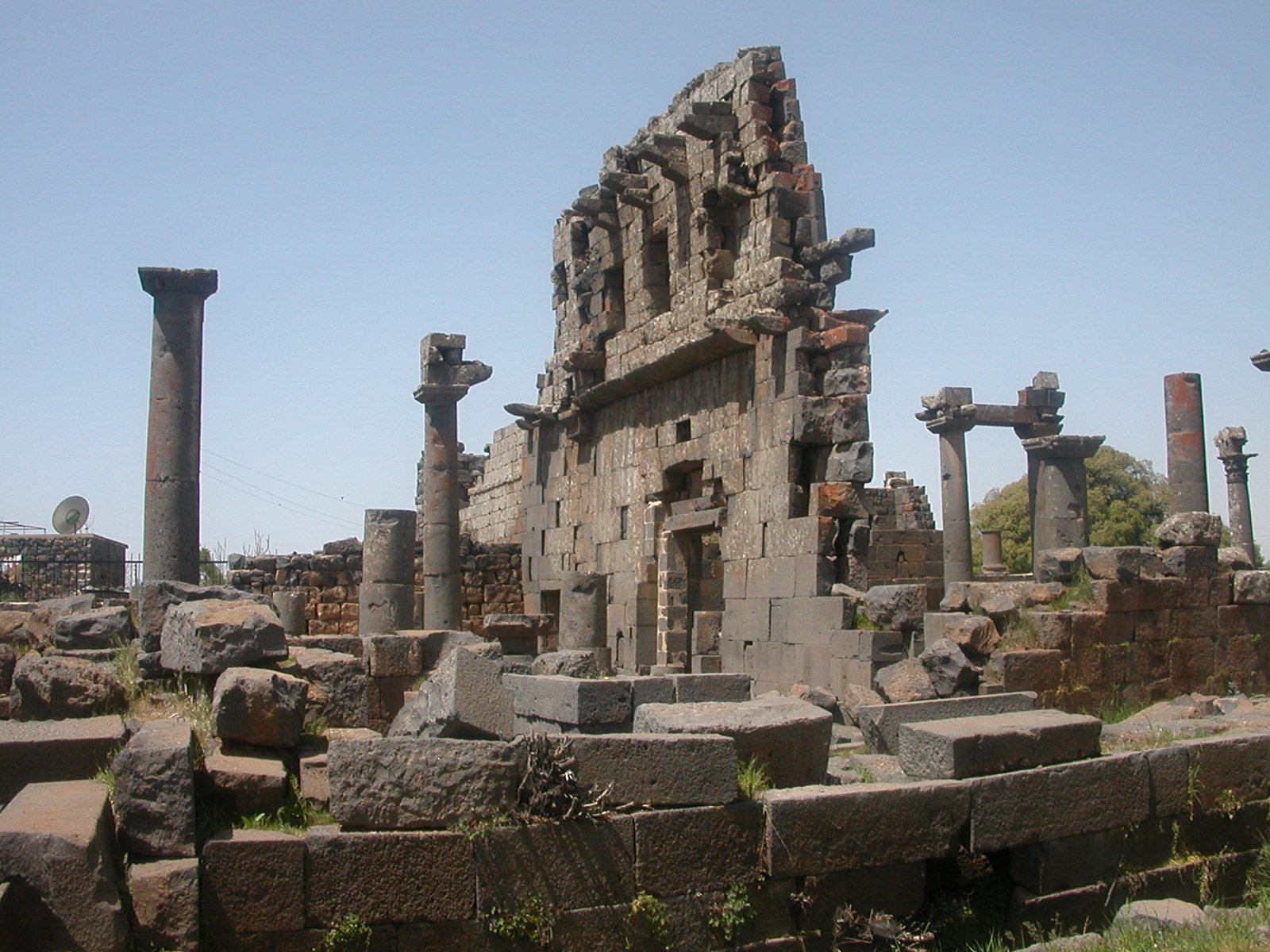
Ruines d'une église du IVe siècle à Qanawat, Syrie

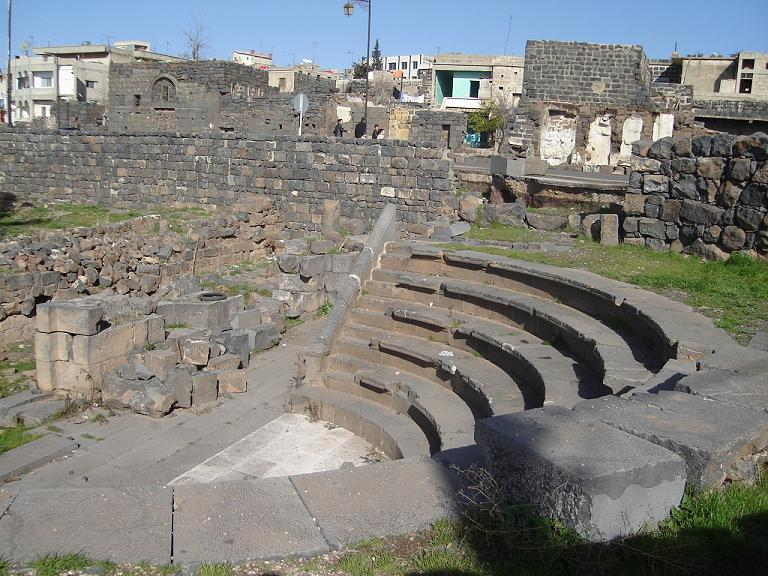
L'agora de Dionysos à As-Suwayda, Syrie

- Ville de Soueïda ou Swaida ou Suwayda
  - Agora de Dionysos
- Château de Salkhad
  - C'est une place forte située dans la ville syrienne de Salkhad
- Shahba ou Chabbat ou Chahba :
  - Philippopolis, près d'As-Suwayda (au sud de Damas) et qui reprend plus tard son ancien nom de Shahba
    - Son 1er nom Chabbat remonte à l'Antiquité (Ier ou IIe siècle de notre ère). Au IIIe siècle, elle fut renommée Philippopolis (en grec, la « ville de Philippe ») et promue colonie romaine par l'empereur Philippe l'Arabe (244-249) qui était lui-même originaire de la région. Il y fit construire : un rempart, un théâtre, un aqueduc avec des thermes, et des temples.
- Canatha (Qanawat ou Qanaouat), au sud de Damas, près d'As-Suwayda

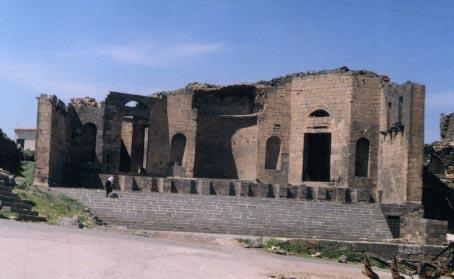
Le château de Philippopolis

- Photographies des sites endommagés par la guerre civile syrienne de 2011, sur cette région :

### Damas(Dimachq al-Cham ou Dimachq ou Dimashq)

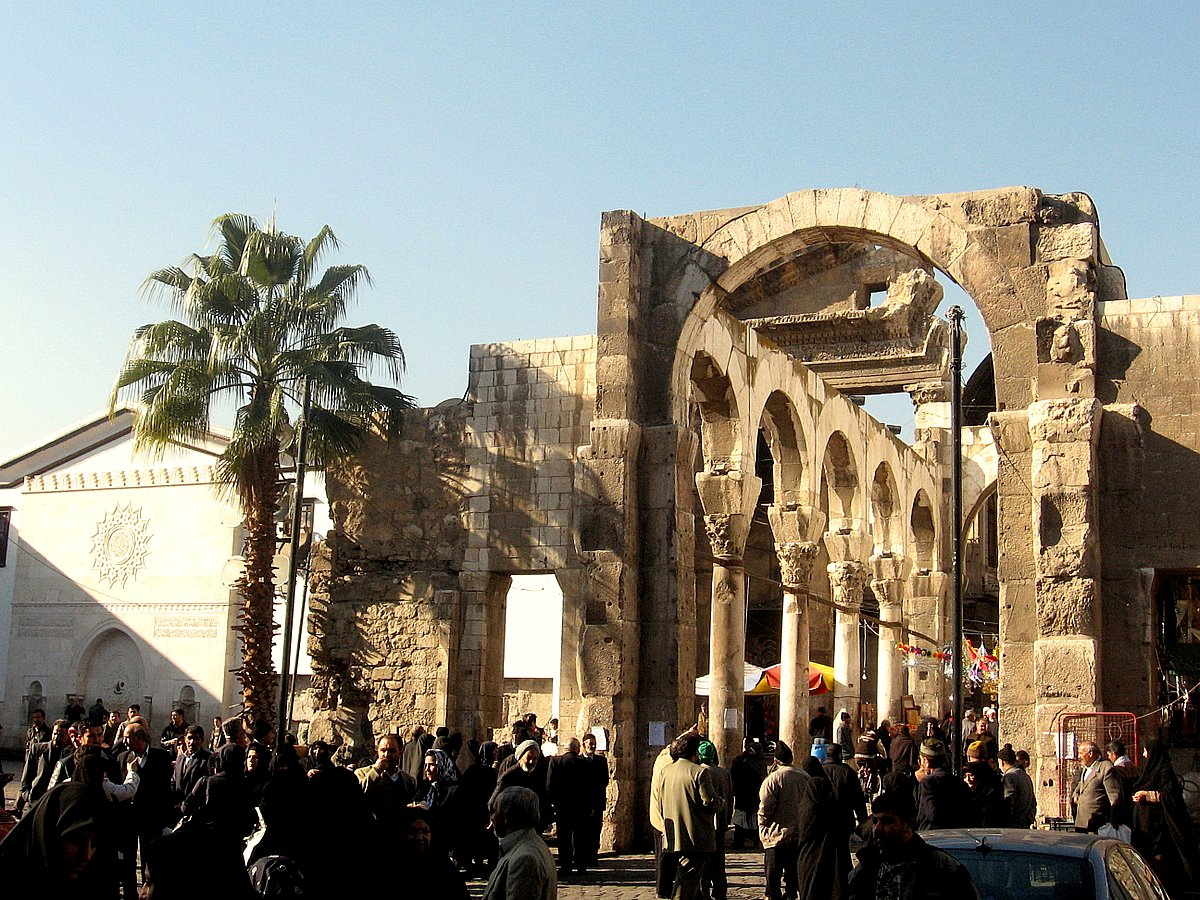
Temple de Jupiter dans la vieille ville de Damas : ce patrimoine de l'humanité est aujourd'hui classé en péril.

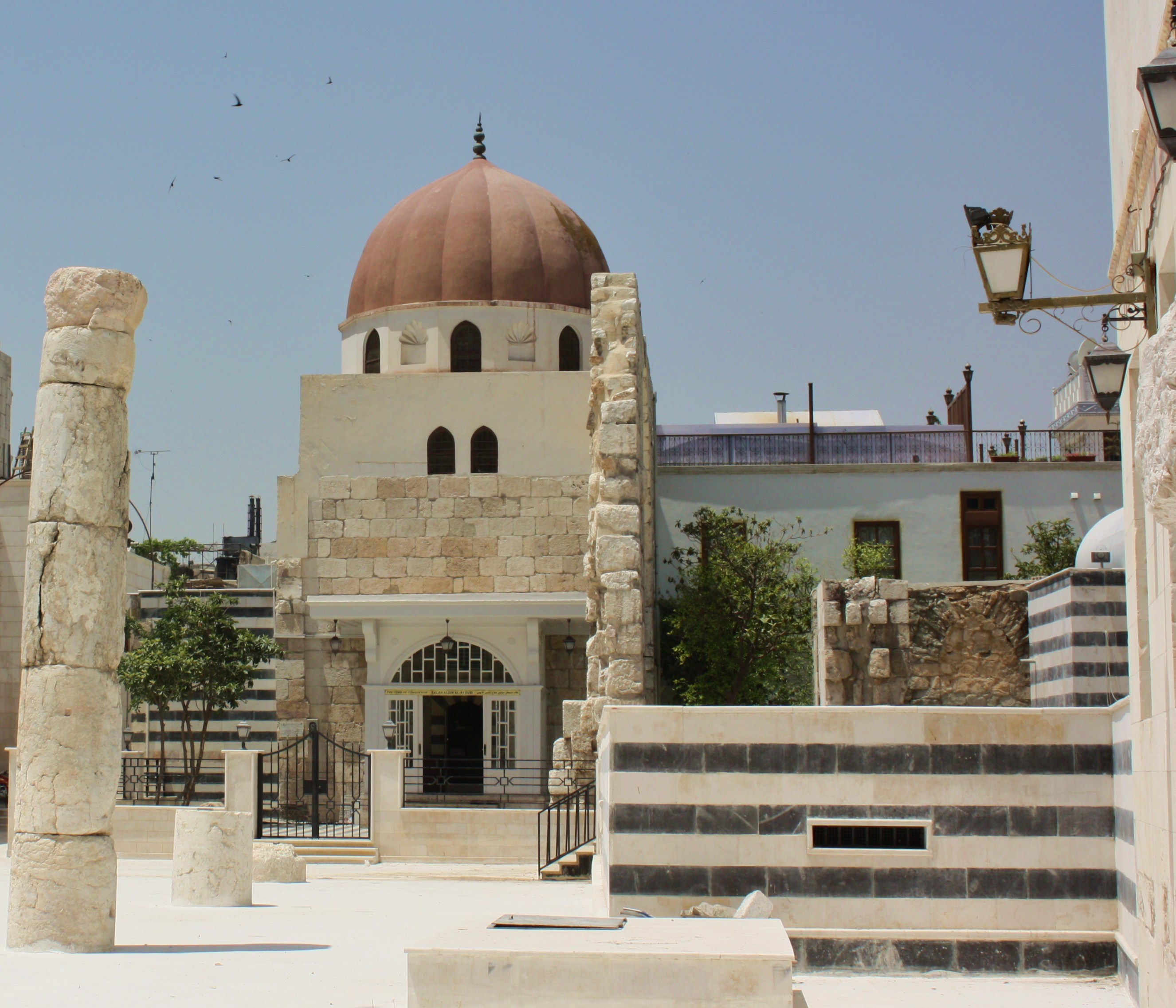
Mausolée de Saladin à Damas : il fut l'artisan de la reconquête de Jérusalem par les musulmans en 1187

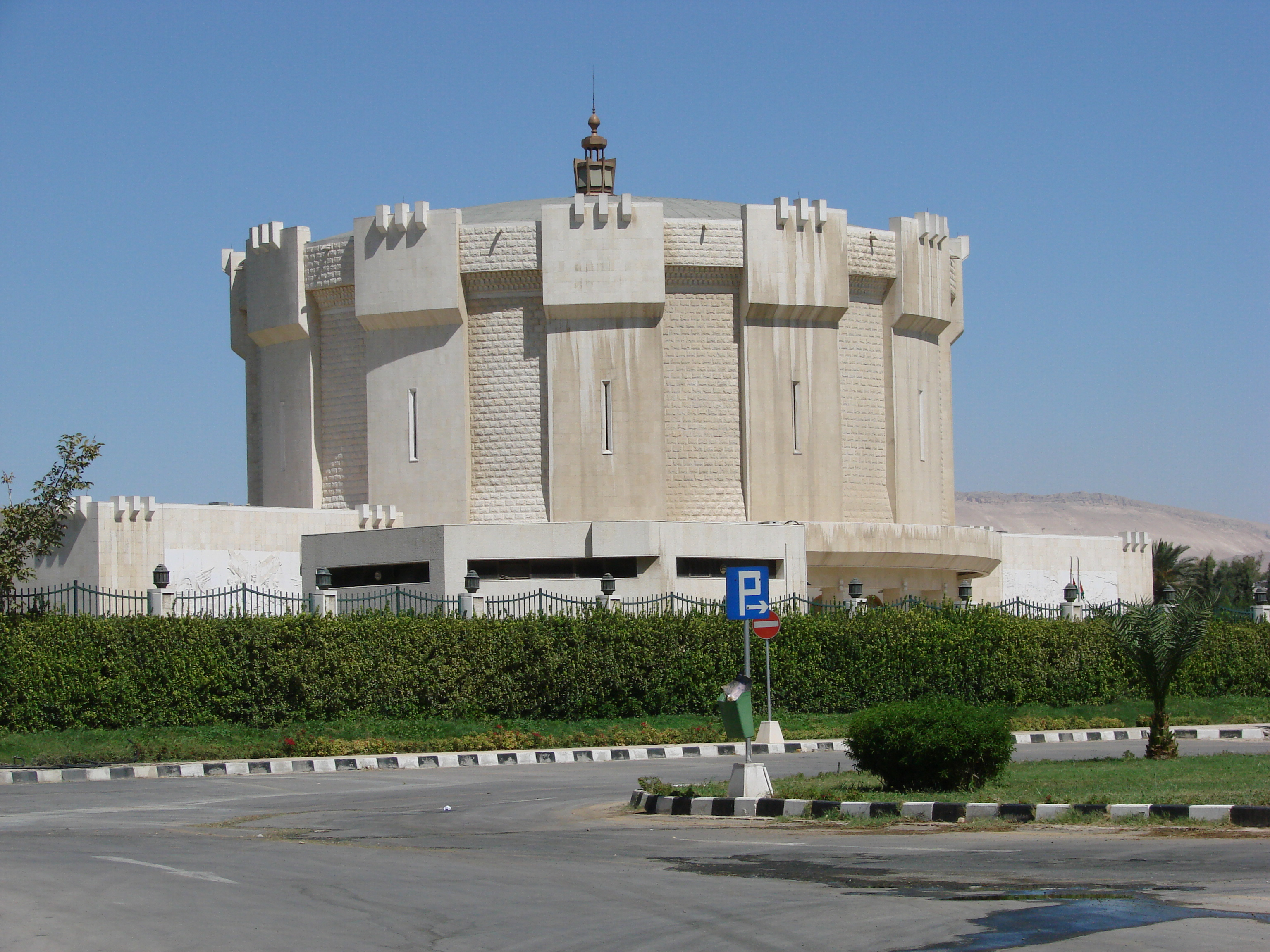
Le musée de la Guerre d'octobre à Damas

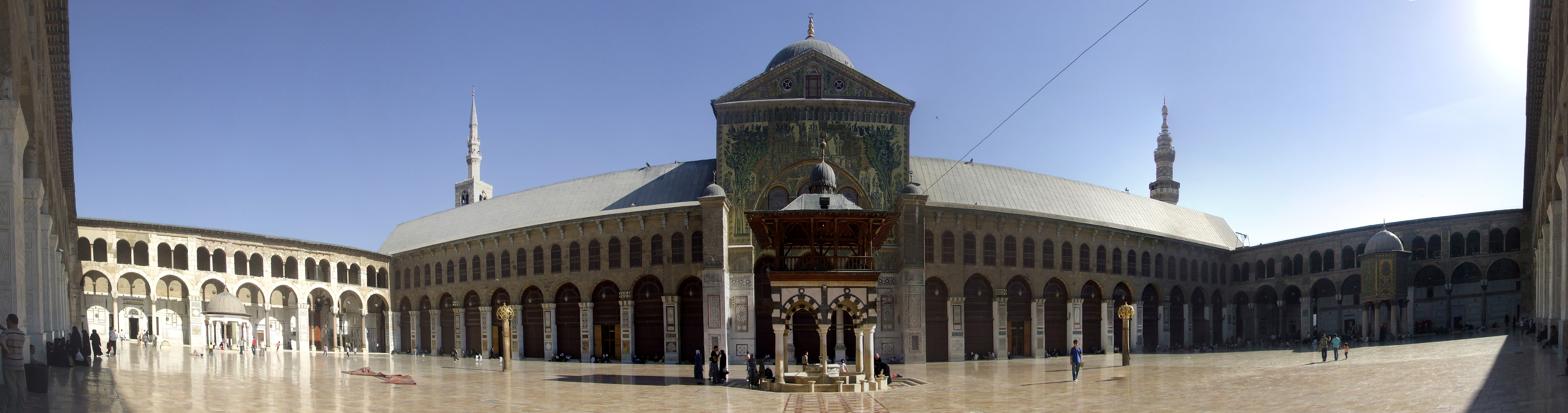
Vue panoramique de la Grande Mosquée des Omeyyades, à Damas, en Syrie

- Ville de Damas :
  -  Ce site subit les dommages de la bataille de Damas depuis le 15 juillet 2012 (soit au total : 12 ans, 8 mois et 3 jours de combats et guerres, à ce jour[évasif])
  - Damas, la capitale de la Syrie, est aussi une province à part entière (urbaine) qui est divisée en 16 quartiers principaux.
    - Musée national de Damas, situé dans les quartiers ouest de la ville, entre l'université de Damas et la mosquée de Tekkiye
    - Ses Hammams, bains publics anciens et traditionnels
    - Ghouta : La Ghûta désigne les terres cultivées et habitées qui entourent Damas au sud-est :
      -  Ce site a subi les dommages du massacre de la Ghouta le 21 août 2013

    - Ancienne ville de Damas qui se trouve sur la rive sud de la rivière Barada : 33° 30′ 40″ nord, 36° 18′ 22″ est
      - Tout ce site a été classé au Patrimoine mondial de l'humanité par l'UNESCO en 1979.
        - Bab Charki, Porte de l'Orient, une des huit portes de la vieille ville de Damas
        - Caravansérail Khan Assad Basha dans la banlieue d'Alep et qui relie la ville au reste de la province : Des dommages le 22 juillet 2013, lorsque les rebelles de l'ASL se seraient emparés du site.
        - Citadelle de Damas
        - Grande Mosquée des Omeyyades
          - Cet édifice, construit entre 706 et 715, fut en son temps le plus grand bâtiment du monde musulman. Elle servit de modèle à toutes les autres mosquées de l'empire omeyyade. Elle se situe sur le très saint emplacement de l'ancienne église Saint-Jean-le-Baptiste (IVe siècle).

        - Palais Azim
        - Musée Maktab Anbar, une grande maison ancienne transformé en musée et située dans le centre de Damas près de la mosquée des Omeyyades.
        - Mausolée de Saladin
        - Synagogue de Jobar : pillages, vandalismes[14]
        - Temple de Jupiter
- Al-tel, ville sunnite (100 000 habitants) située à 8 km au nord de Damas :
  -  : Ce site où était placé le quartier général de l'ASL, a subi les dommages de la bataille d'al-Tel du 25 juillet au 17 août 2012 (Reprise et positionnement des loyalistes)
- Mosquée de Sayda Zeinab, près de Damas
- Kharbaqah, à l'est de Damas
- Qasr el-Heir el-Gharbi, à l'est de Damas
- Zabadani, ville dans la province de Damas :
  -  Ce site a subi les dommages de la première bataille de Zabadani en janvier 2012 (Prise par les rebelles), des seconde bataille de Zabadani en février 2012 (Reprise et positionnement des loyalistes)

- Photographies des sites endommagés par la guerre civile syrienne de 2011, sur cette région :

### Darʿā(Deraa, Dara, Daraa ou Dera)

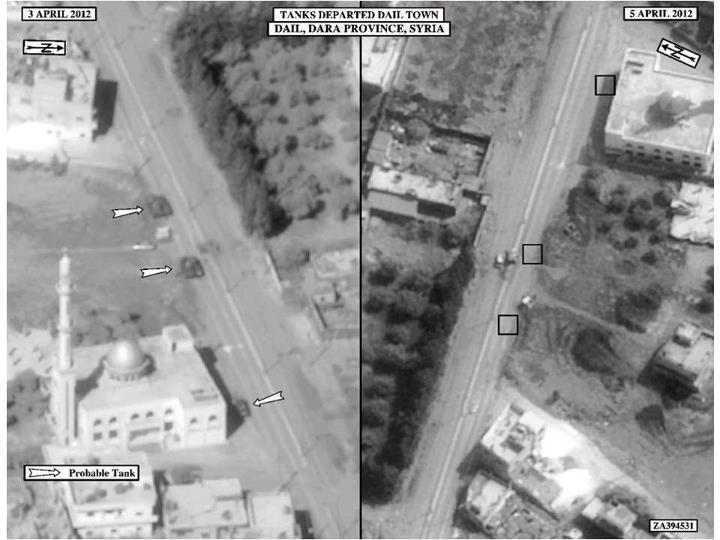
Image satellite US ciblant des chars à Dara. Une mosquée (à gauche) y apparait encore intacte le 5 avril 2012.

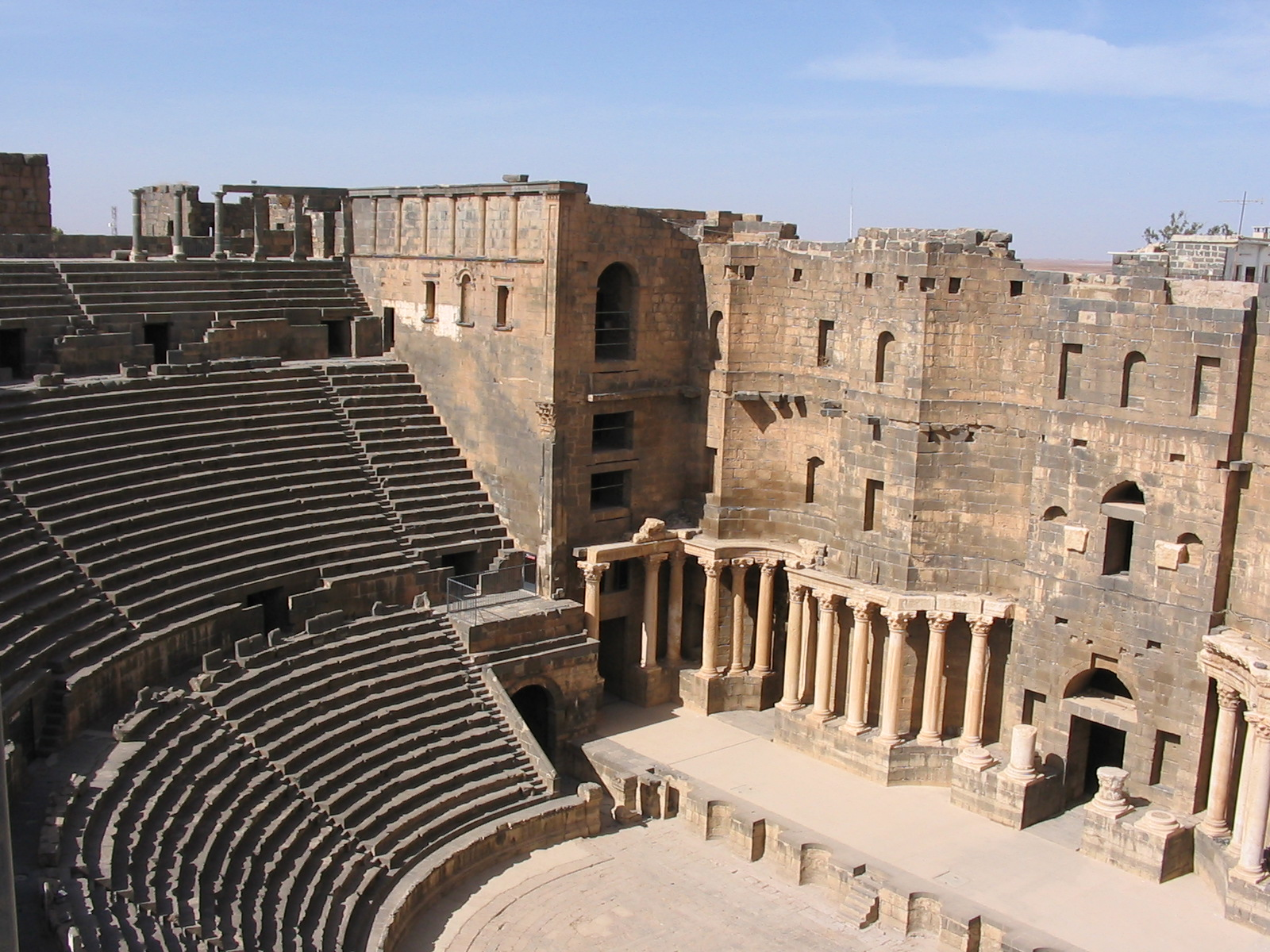
Théâtre antique de Bosra sur l'importante étape de Bosra (ancienne route caravanière de La Mecque).

- Ville de Dara (Daraa ou Deraa) :
  -  Ce site a subi les dommages du siège de Deraa de la fin d'avril au début de mai 2011 (Reprise et positionnement des loyalistes)
  - Mosquée el-Omani de Deraa : destruction du minaret
- Ville de Bosra, au sud de Damas, près de Der'a
  - Ancienne ville de Bosra 32° 31′ 05″ nord, 36° 28′ 55″ est
    - Tout ce site a été classé au Patrimoine mondial de l'humanité par l'UNESCO en 1980.
      - Citadelle de Bosra
      - Mosquée Abu el-Feda de Bosra : bombardements, destruction du minaret
      - Théâtre antique de Bosra : dégradations
        - Avant la guerre civile, cet antique théâtre romain accueillait encore des spectacles, il y a quelques années. Avant le conflit civil, il était considéré comme l'un des théâtres romains les mieux préservés au monde. Au cours du conflit, les lieux ont été rapidement occupés. Et les murs d’un temple romain voisin ont vite été drapés de slogans favorables à la rébellion. « Ils avaient remarqué qu’ils pourraient ainsi jouir d’une attention internationale », expliquait à France 24 en juillet 2012 Mathilde Gelin, archéologue et chercheuse au CNRS et à l’Institut français du Proche-Orient.

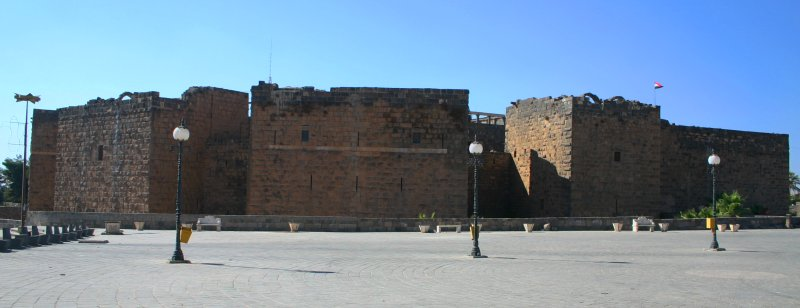
La citadelle de Bosra (de nuit et avant destruction)

- Photographies des sites endommagés par la guerre civile syrienne de 2011, sur cette région :

### Deir ez-Zor(Deir-Zor ou Der Zor)
- Ville de Deir ez-Zor

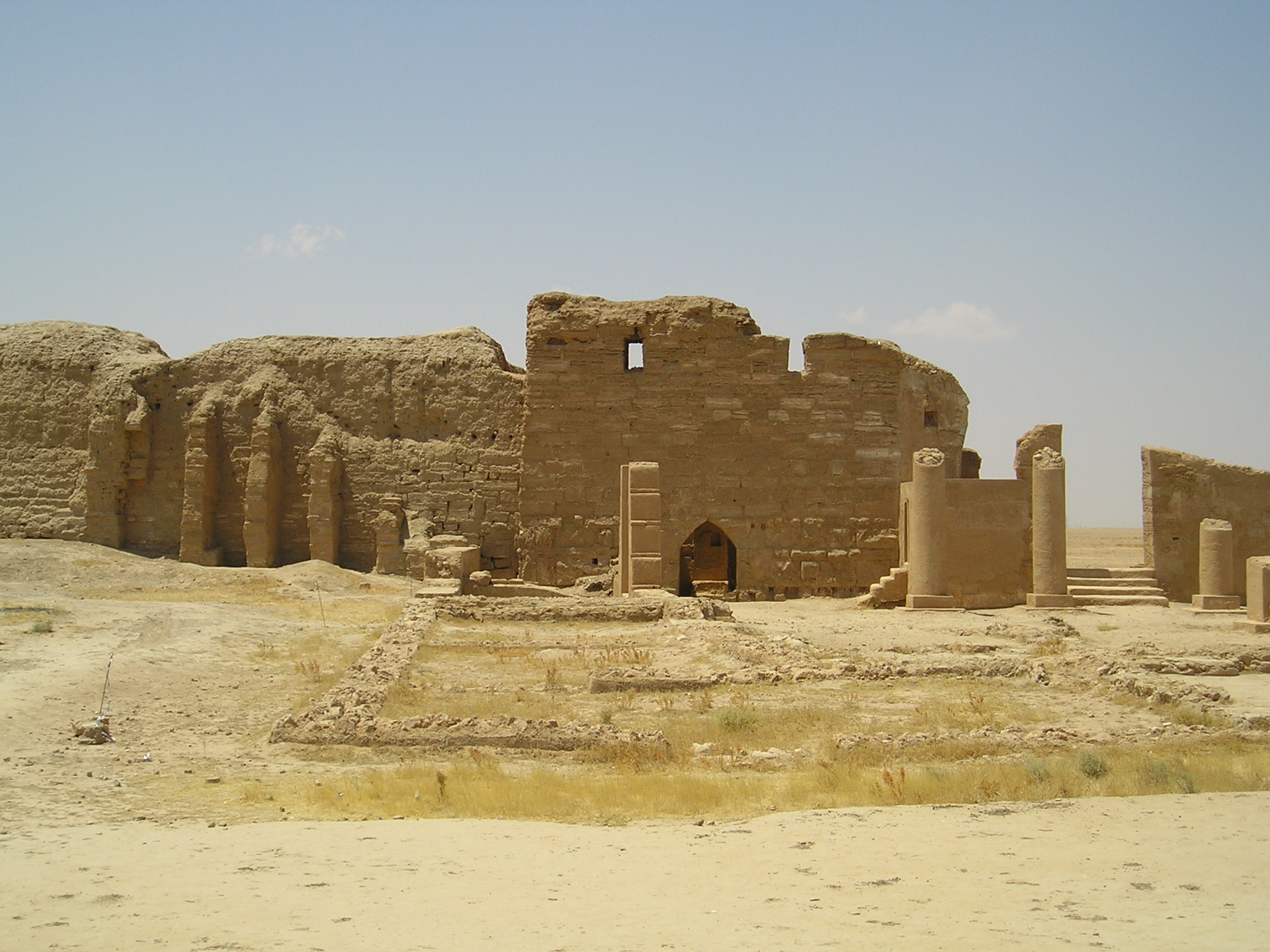
Le Temple de Bêl (Baal) à Doura Europos.

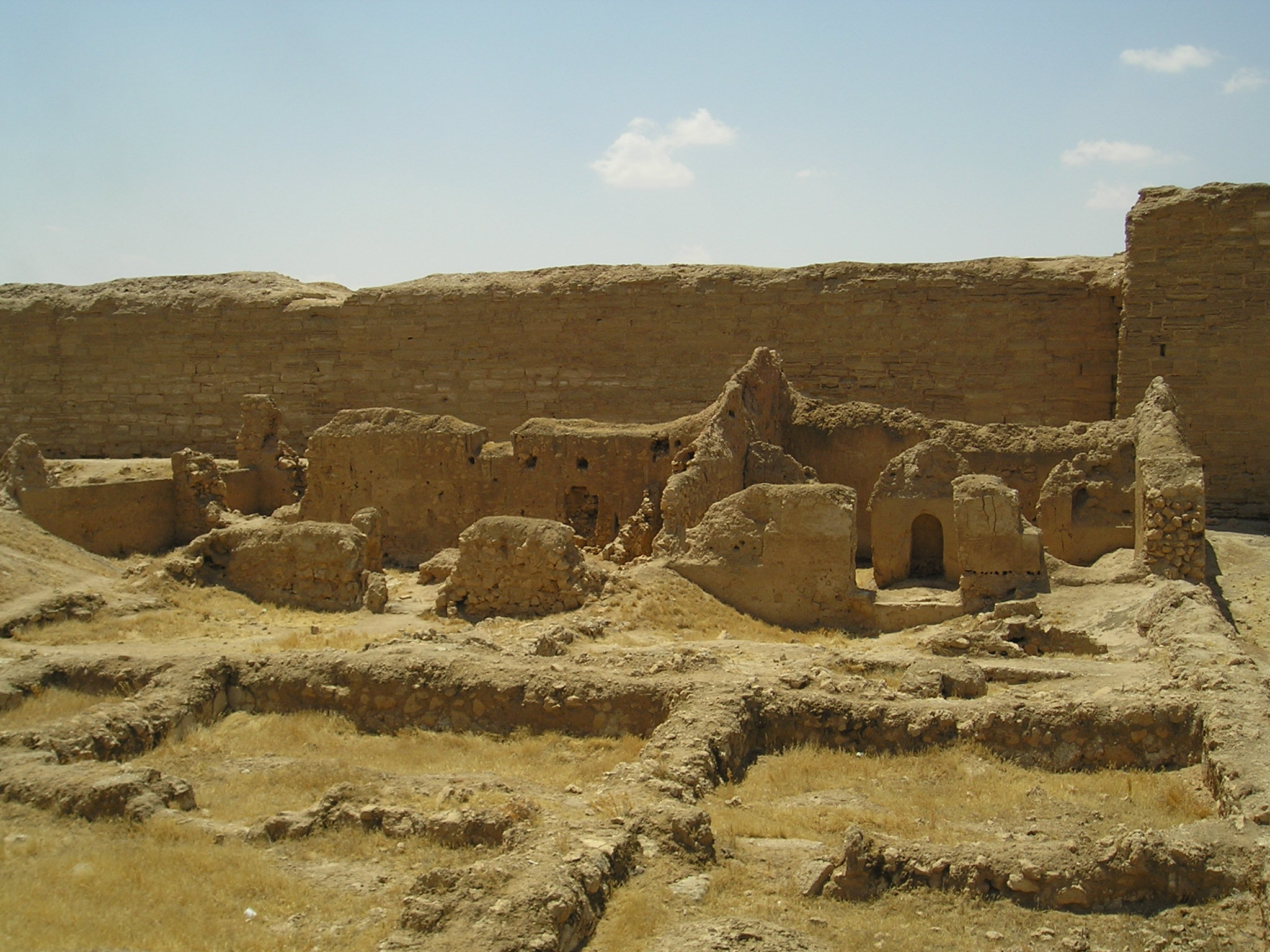
Synagogue de Doura Europos, une des plus anciennes synagogues connues en la diaspora juive (vers 245)

  - Pont suspendu de Deir ez-Zor : destruction
  - Église et couvent des Capucins de Deir ez-Zor : destruction[15]
- Château de Zalabiye, Zalabiyeh (en), au nord de Deir ez-Zor
- Qasr al-Rahba, au sud de Deir ez-Zor
- Tell Bouqros, au sud de Deir ez-Zor
- Tell Hariri, le site de Mari, au sud de Deir ez-Zor : pillages et destructions[16]
- Tell Sheikh Hamad, à l'est de Deir ez-Zor : bombardements[17]
  - Sheikh Hamad est une l'ancienne cité assyrienne de Dur-Katlimmu, puis de Magdalu.
- Zénobia-Halabiyé ou Zenobia (Halabiyeh), au nord de Deir ez-Zor
- Doura Europos ou Dura-Europos (Salhieh), au sud de Deir ez-Zor : pillages
  - Située à l’extrême Sud-Est de la Syrie, non loin de la frontière irakienne, Doura-Europos est surnommée la « Pompéi du désert » et comprend des vestiges d’une ville primitive datant du IVe siècle av. J.-C., dont une synagogue et une église. Les fouilles archéologiques sont en cours. Le musée du site ainsi que le centre de recherche ont été l’objet de pillages en juillet 2012.
    - Domus ecclesiae
    - Mithraeum
    - Synagogue de Doura Europos
    - Temple de Baal (temple du dieu Ba'al) : très endommagé
      - Au début de 2013, le temple a été pris dans des combats entre rebelles et forces loyalistes.

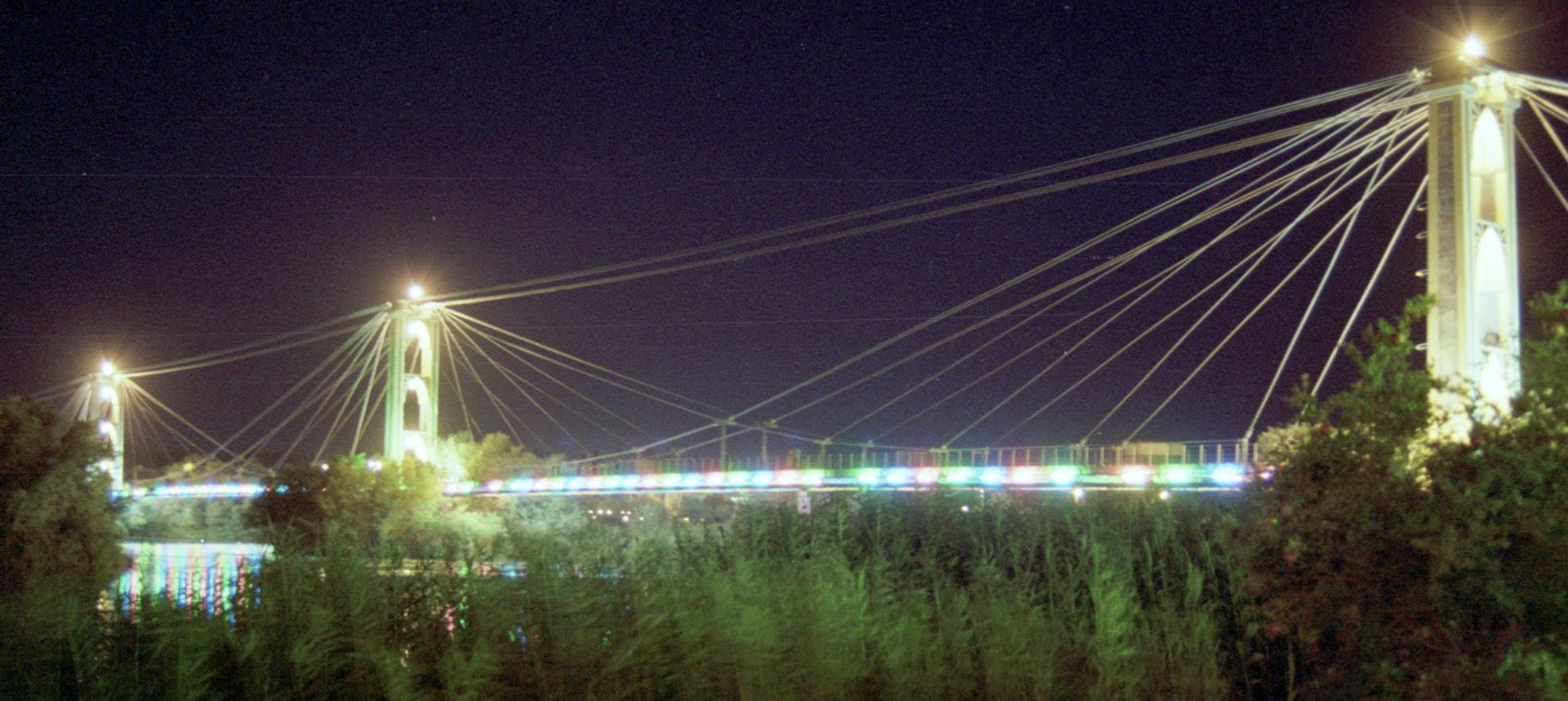
Vue de nuit du Pont suspendu de Deir ez-Zor avant qu'il ne soit détruit par la guerre.

- Photographies des sites endommagés par la guerre civile syrienne de 2011, sur cette région :

### Hama(Hamah ou Hamath)

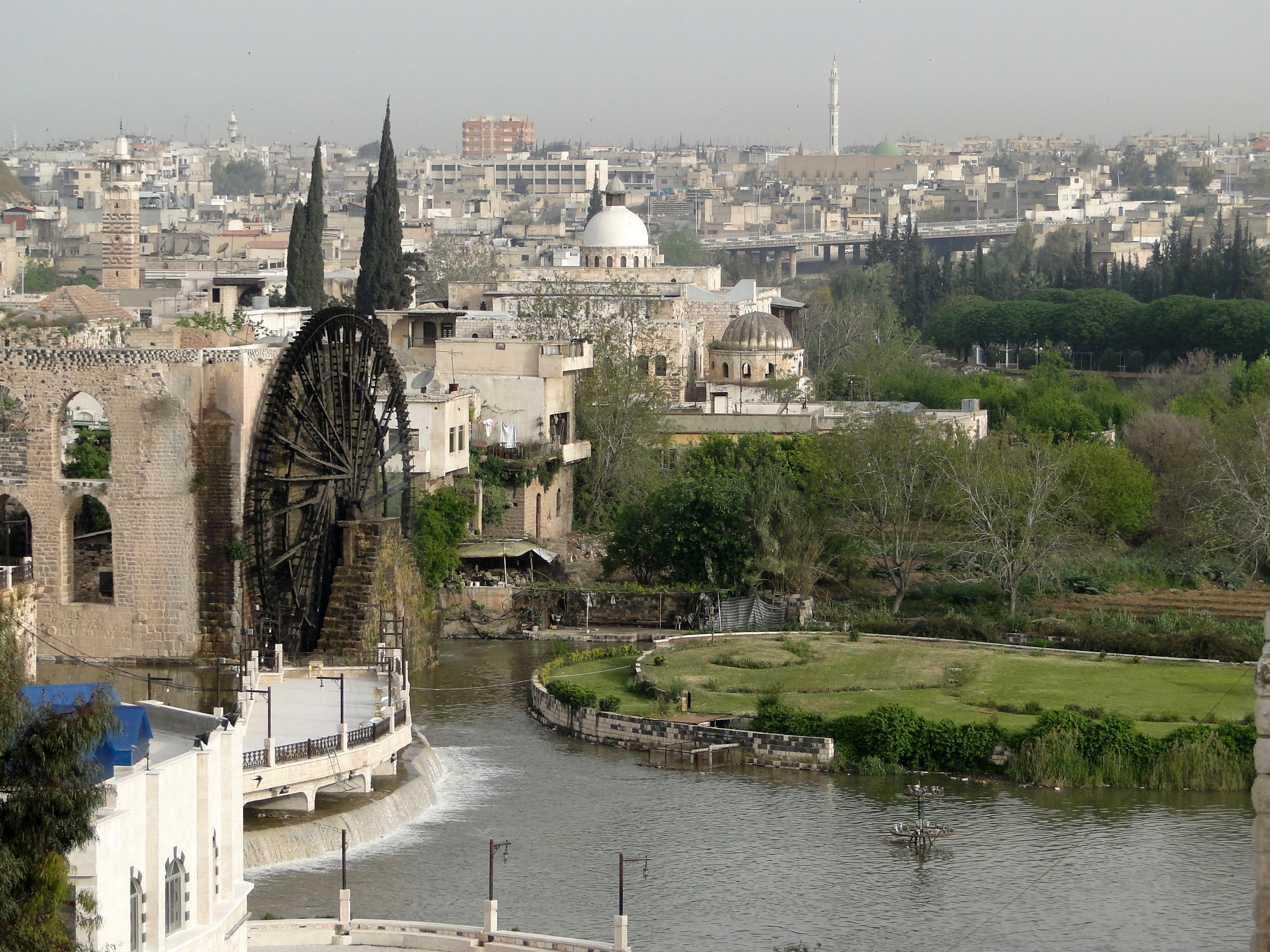
Des sites historiques de Hama, dont une grande noria (roue à eau).

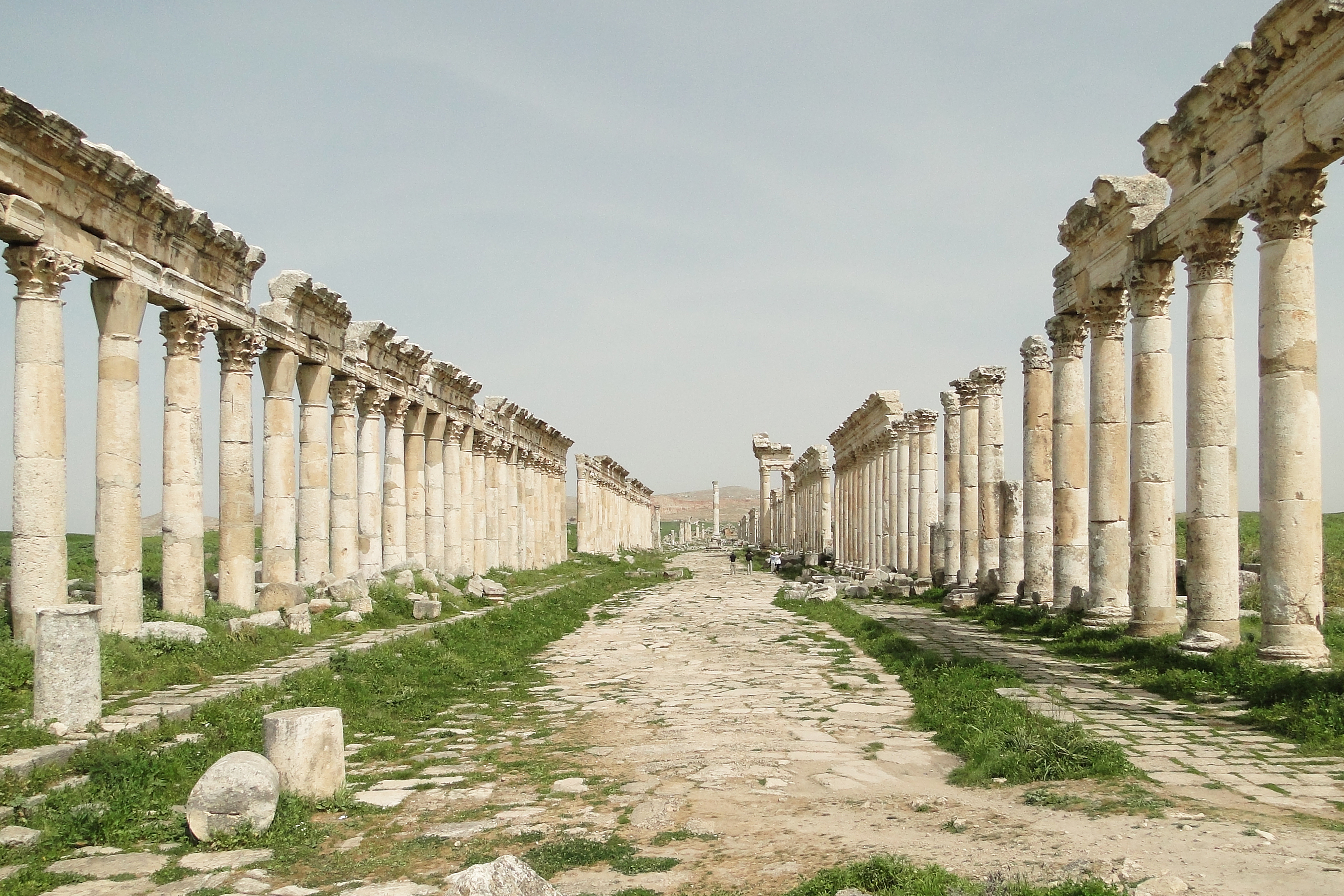
Cardo de Apamée : Cardo maximus et ses colonnades à Apamée

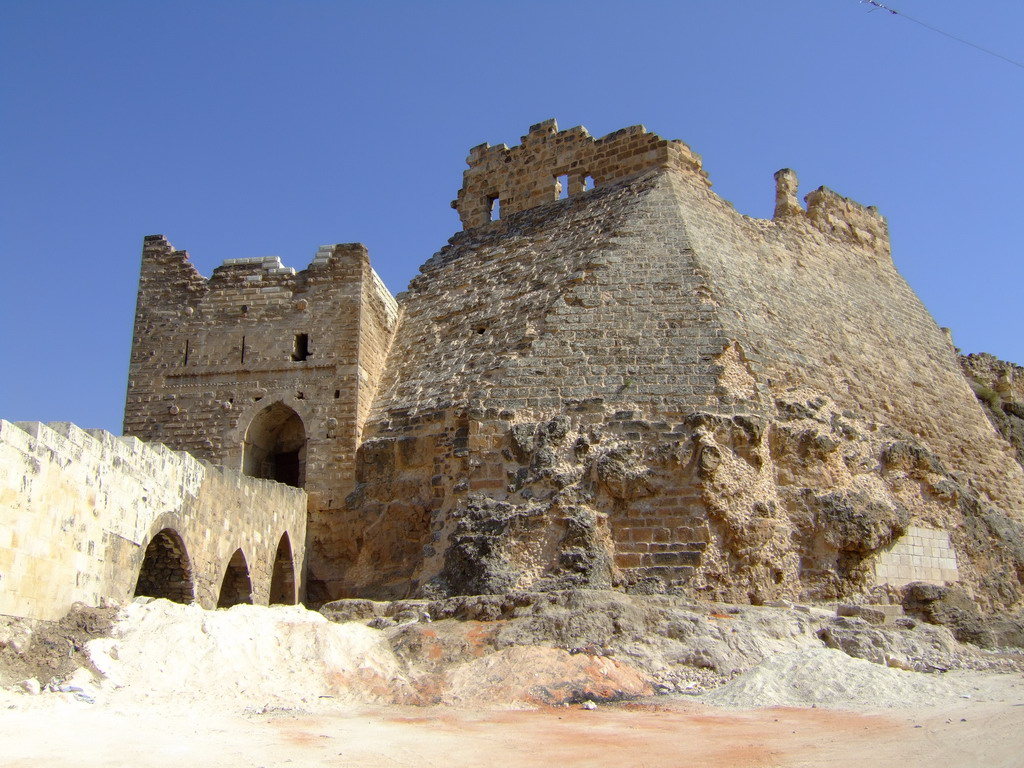
Pendant les croisades, la citadelle de Shayzar (forteresse) est à la frontière entre la principauté d'Antioche et les Seldjoukides.

Avant la guerre civile, le patrimoine de la province de Hama a déjà été mis en danger de 1976 à 1982. Sur cette période se déroule épisodiquement une insurrection armée islamique Sunnite (surtout des Frères musulmans). Finalement brutalement réprimée par le régime (à majorité Chiite Alaouite), elle prend fin avec le massacre de Hama perpétré par l'armée syrienne en 1982.

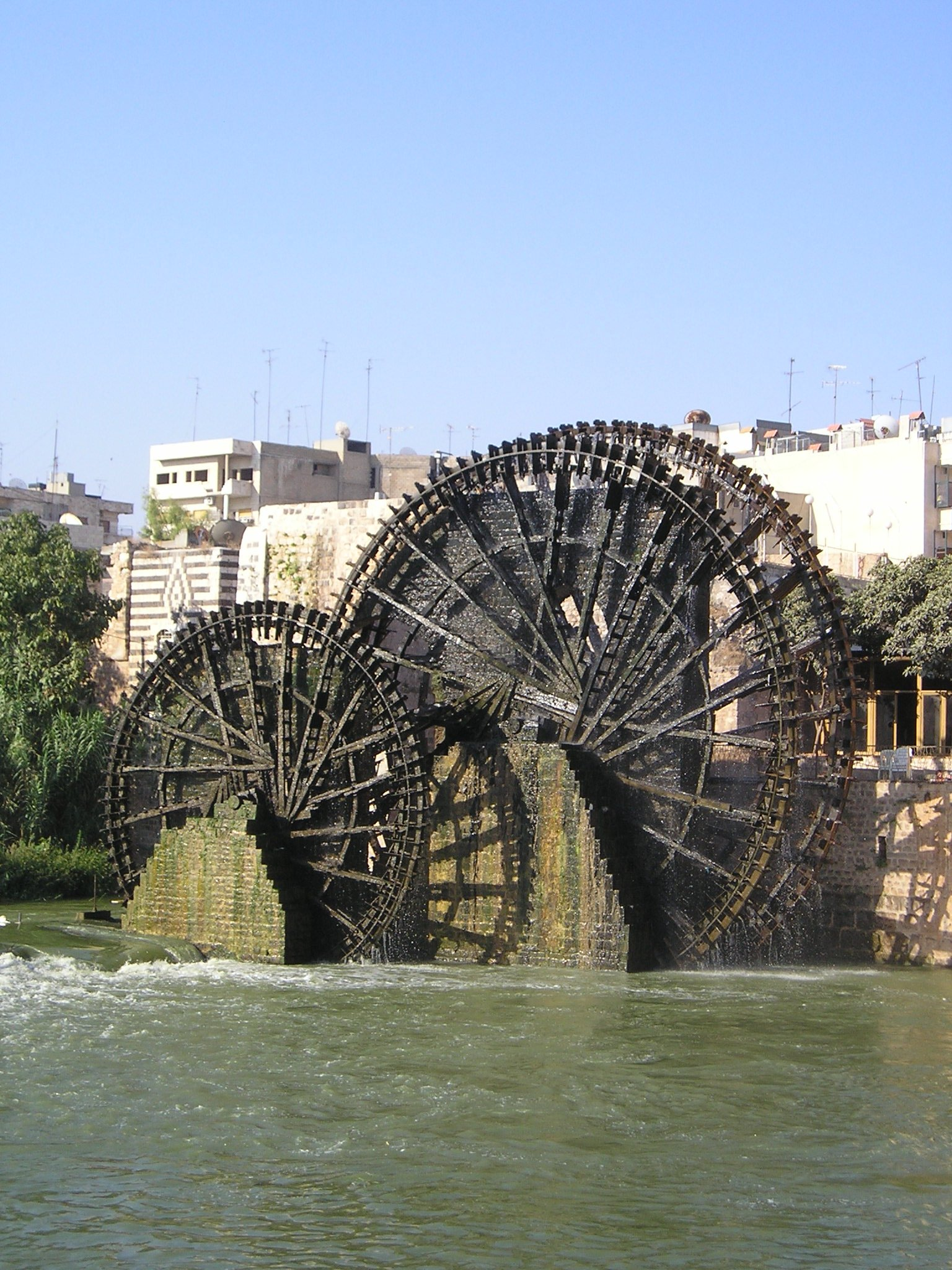
Devant la mosquée Al Nouri de Hama, trois immenses norias : Al-Jabariyya, As-Sahuniyya et Al-Kaylaniyya.

- Ville de Hama :
  -  Ce site a subi les dommages du siège de Hama en juillet et aout 2011 (Reprise et positionnement des loyalistes), de l'offensive de Hama depuis le 16 décembre 2012.
  - Citadelle de Hama : bombardements[17]
  - Musée de Hama : vols[1]
  - Norias de Hama
- Château d'Abu Qubeis, Abu Qobeis (de), Bokebeis, Qalahat Abu Qobeis
  - Il était la forteresse du secret groupe militaro-religieux des Assassins (ou nizârites).
- Al Bara, (au nord de Hama)
- Château de Alhawwaas (ar:قلعة الحوايس)
- Androna (Al Andarin), au nord-est de Hama
- Apamée ou Afamia, (au nord-est de Hama) : arrachages et vols de mosaïque, bombardements[1], pillages[18],
  - Au début de 2012, Interpol, organisation internationale de police, a été informée du vol d’une mosaïque antique de grande valeur au musée qui jouxte les ruines d’Apamée, dans le nord-ouest du pays[19].
    - Cardo maximus
    - Colonnade du Decumanus : disparition de deux chapiteaux[17]
    - Citadelle d'Apamée (ar:قلعة أفاميا)
- Forteresse de Ba'rin ou Forteresse de Montferrand
  - Elle était nommée Montferrand par les croisés et se situe à proximité de la ville antique de Rafanée.
- Caravansérail de Qalaat al Madiq (Qalaat al-Moudiq)
  - Citadelle de Qalaat al-Madiq (Qala'at al-Mudiq) : bombardements
    - Située près des ruines antiques d’Apamée, depuis avril 2012, cette citadelle médiévale révèle de grands pans de muraille effondrés après que les rebelles qui s'y été fortifiés furent attaqués par les forces syriennes[1].
- Château de Chmémis (Qalaat Chmémiss), à 5 km au nord-ouest de la ville de Salamyeh et à 30 km au sud-est de Hama
  - La première construction du Château de Chmémis remonte à la fin de la période hellénistique et au début de la période romaine. Cette forteresse a survécu jusqu'à ce que les Perses l’aient détruite et brûlée. Le château a été reconstruit par l’Ayyoubide Cherkouh (1228).
- Château de Masyaf (Qasr Masyaf), à l'ouest de Hama
- Mazraat al-Koubeir, village de Al-Qoubir, près du plus grand village de Maarzaf :
  -  Ce site a subi les dommages du massacre d'al-Koubeir le 6 juin 2012
- Château de Rahih (ar:قلعة الرحية)
- Rafanée (ou Raphanée) située à quelques kilomètres au sud de la forteresse croisée de Montferrand-Ba`rîn entre les villages actuels de Ba`rîn et de Nîsâf
  - C'est une ville antique qui a fait seulement l'objet de reconnaissances menées par des équipes syro-germaniques2. Rafanée est citée par Flavius Josèphe dans La guerre des Juifs.
- Château de Rusafa (ar:قلعة الرصافة)
- Tremseh, village situé à 30 km au nord-ouest de Hama :
  -  Ce site a subi les dommages de la bataille de Tremseh en juillet 2012 (Prise et positionnement des rebelles)
- Citadelle de Shaizar (ar:قلعة شيزر) : bombardements[1], pillages
- Qasr ibn Wardan, (au nord-est de Hama)

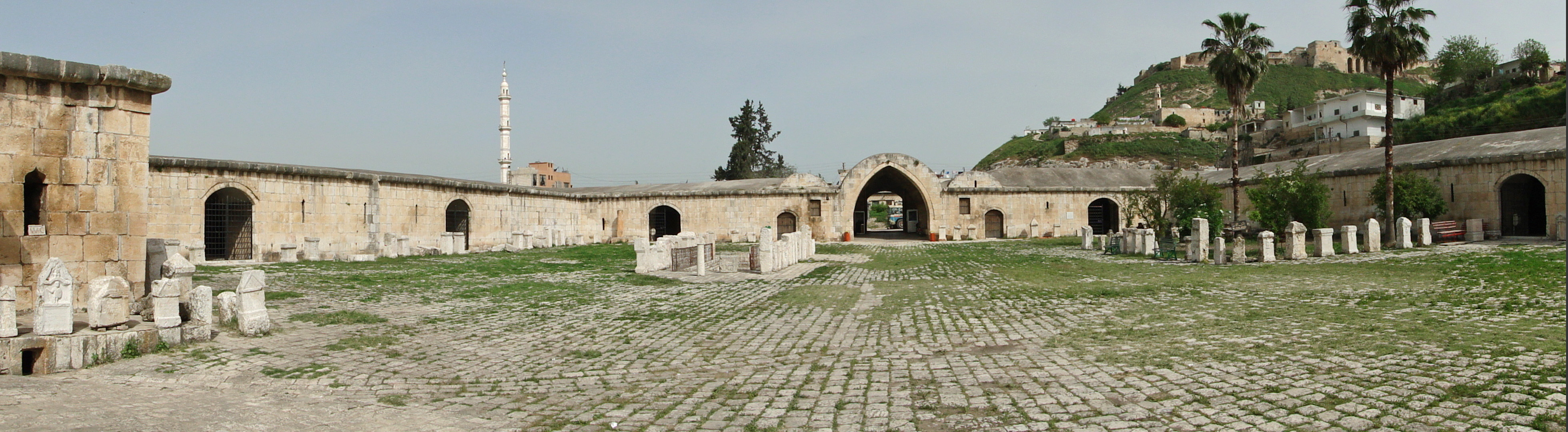
Vue de l'ancien caravansérail ottoman de Qalaat al-Moudiq

Photographies des sites endommagés par la guerre civile syrienne de 2011, sur cette région :
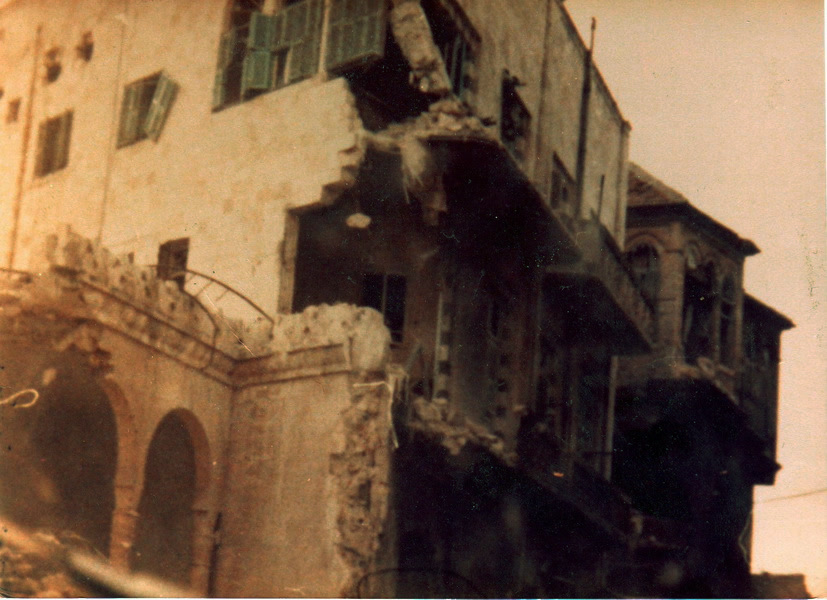
Habitat ancien en ruine après le massacre de Hama de 1982 (à remplacer par photo de la guerre civile de 2011-2013)
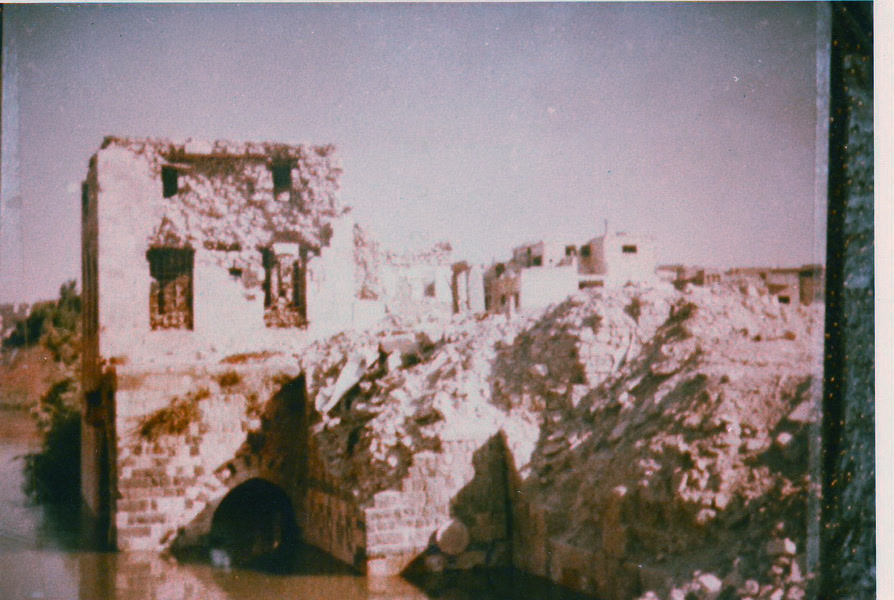
Constructions anciennes bombardées à Hama en 1982 (à remplacer par photo de la guerre civile de 2011-2013)

### Homs(Himṣ ou Émèse)

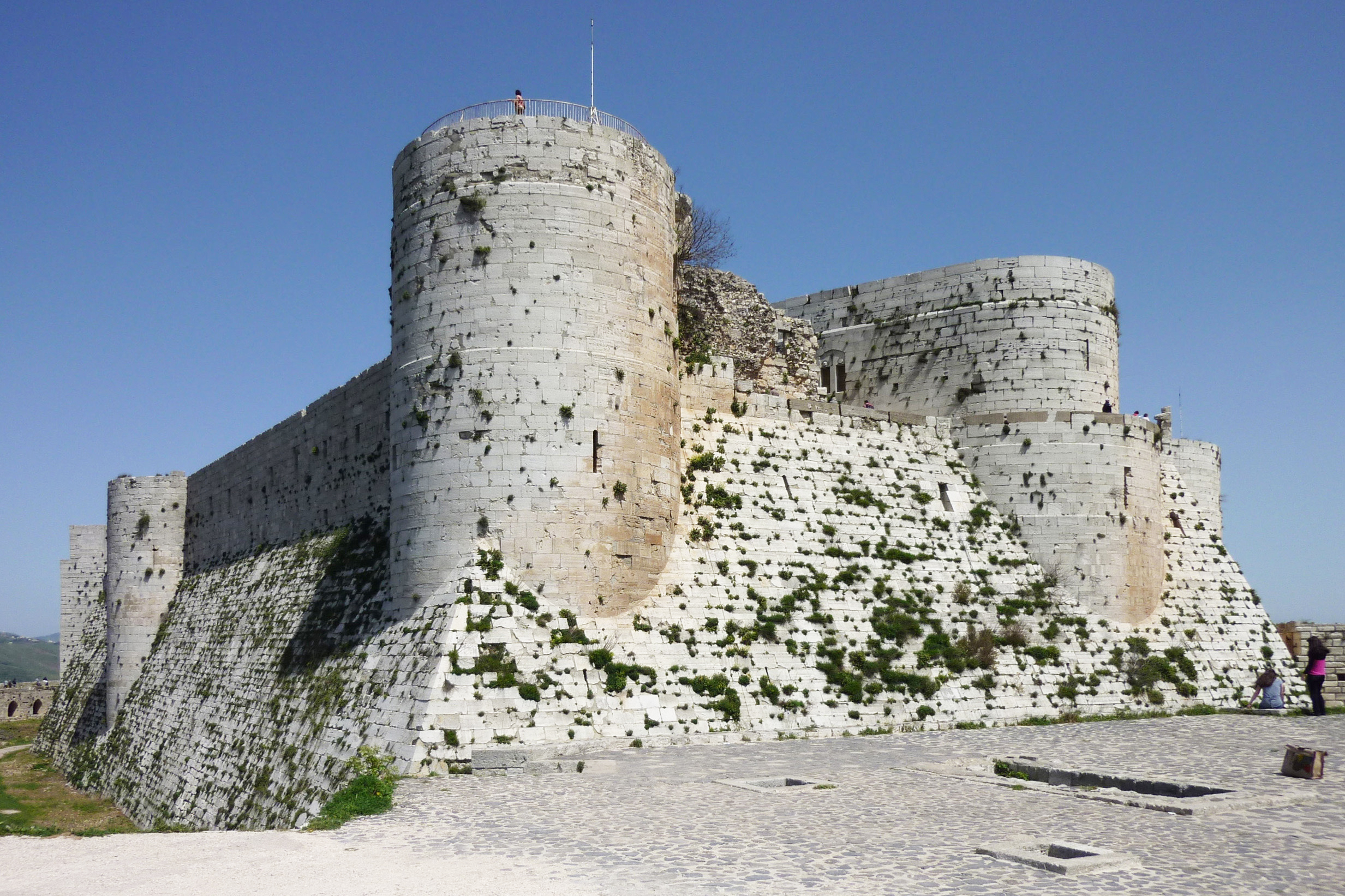
Krak des Chevaliers, Qal`at al-Hosn (La forteresse imprenable)

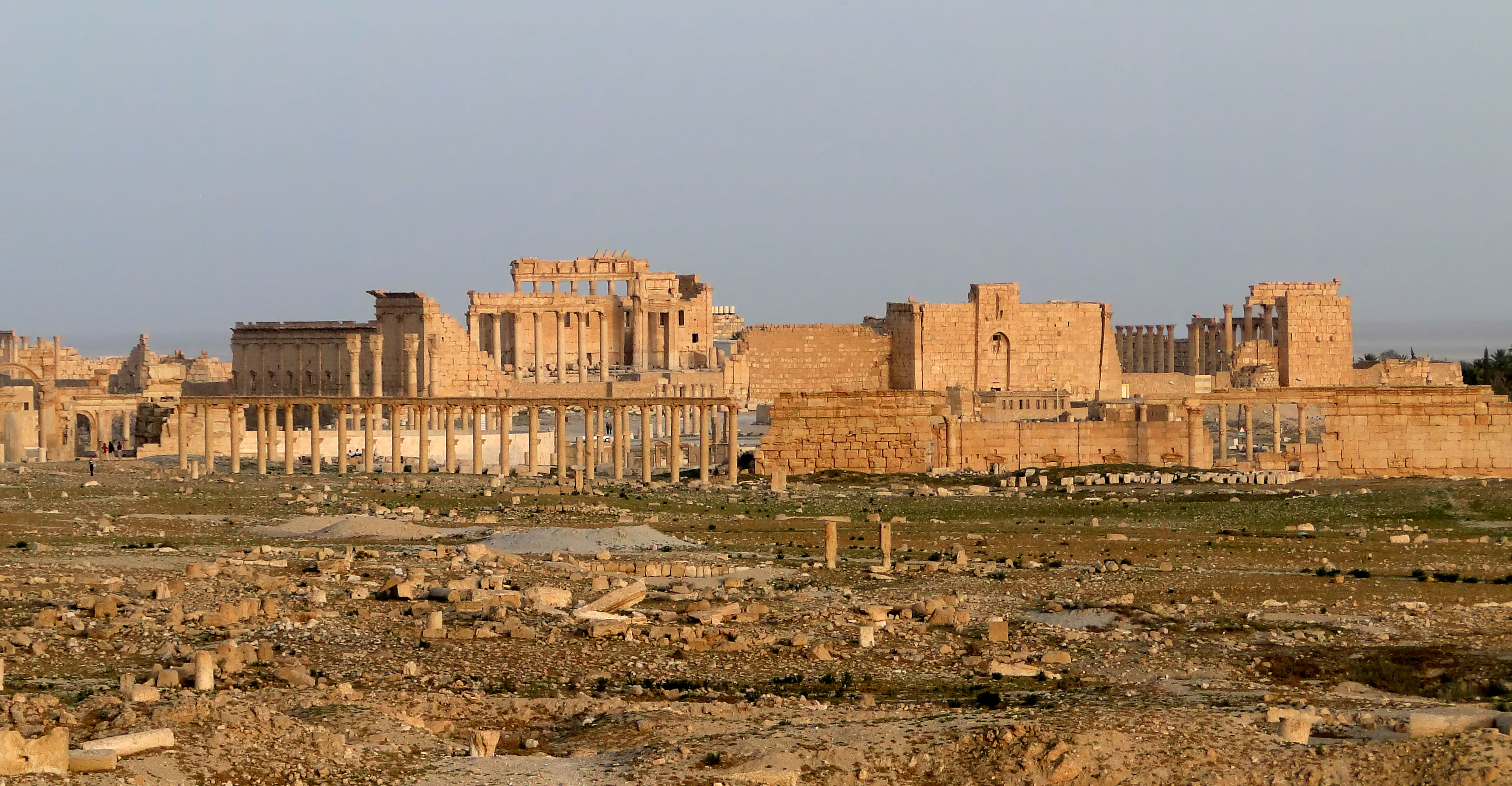
Partie du Site de Palmyre avec son agora (à l'avant) et son Temple de Bel (en arrière-plan)

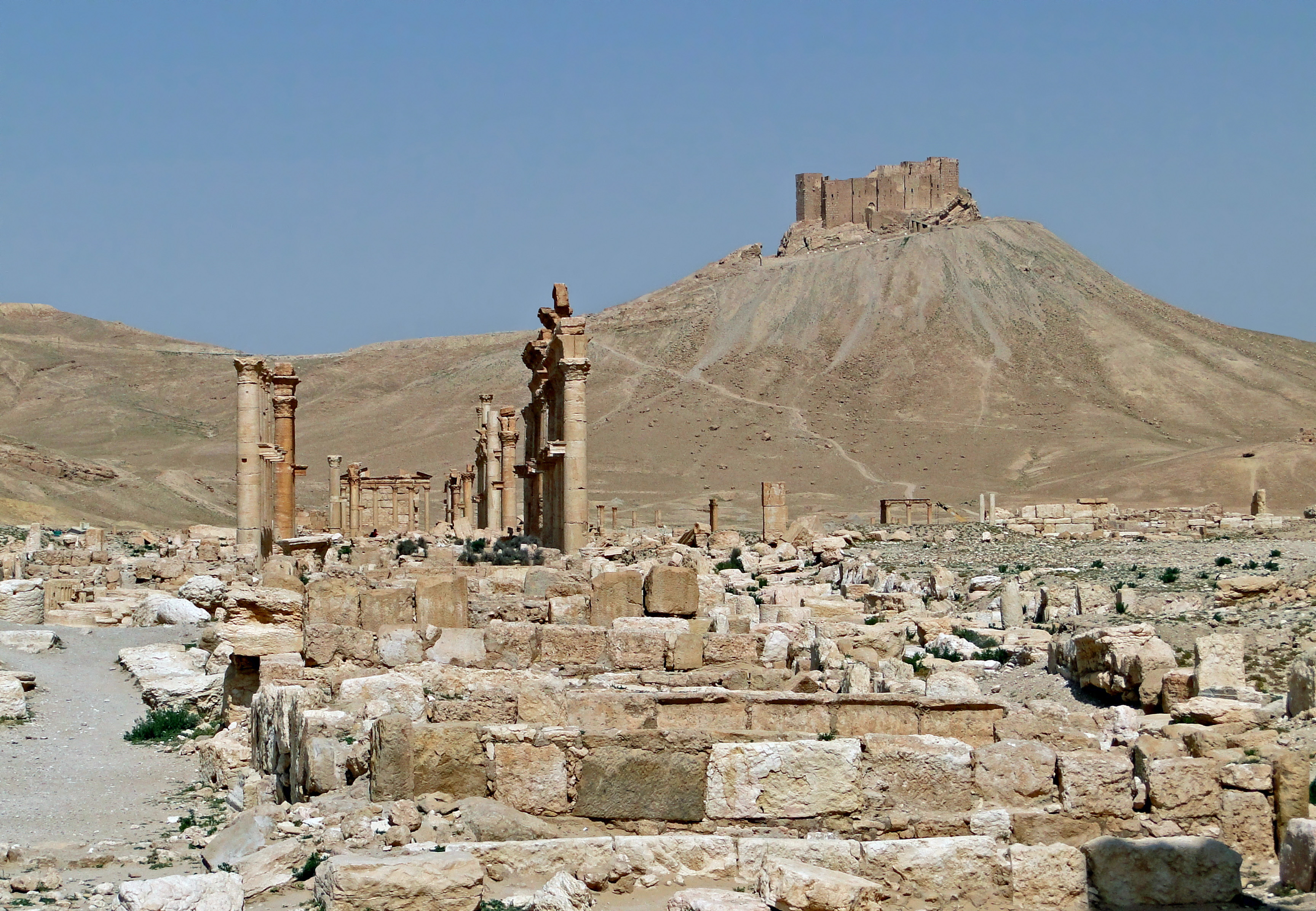
Le « Camp de Dioclétien » du Site de Palmyre et an arrière-plan le château Qalaat ibn Maan

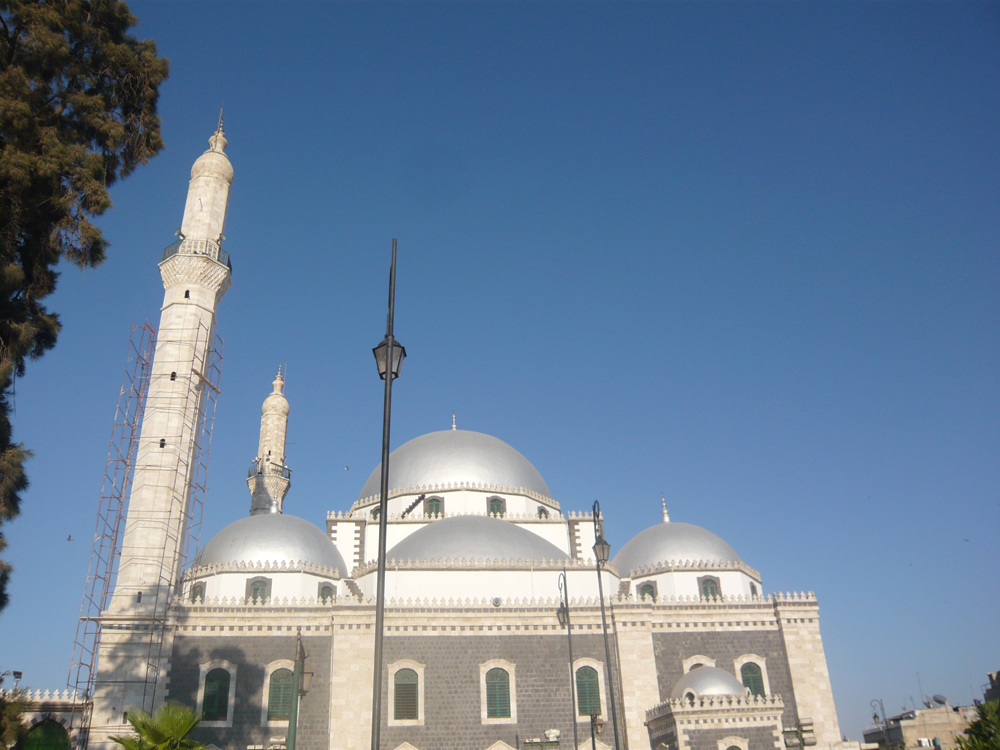
Mosquée Khaled Ibn Al-Walid de Homs avant destructions de la guerre

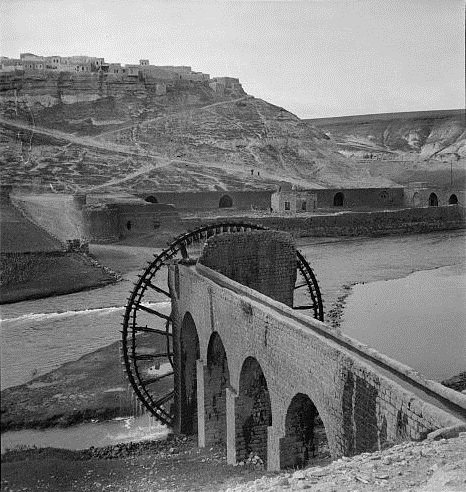
Une noria à Rastane (Al-Rastan) sur la rivière Oronte

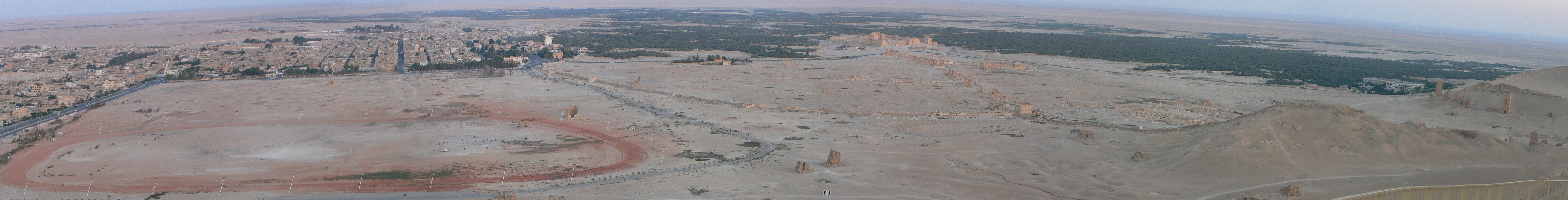
Vue panoramique de Palmyre, une oasis sur le chemin marchand reliant la Syrie à la Mésopotamie et à la côte méditerranéenne.

- Ville de Homs :
  -  Ce site subit les dommages du siège de Homs depuis le 6 mai 2011 (soit au total : 13 ans, 10 mois et 12 jours de combats et guerres, à ce jour[évasif])
  - Ancien palais d'Agha : bombardements
  - Cathédrale de la Sainte Vierge Umm el-Zinnar : tirs et bombardement[17]
  - Citadelle de Homs : cantonnement militaire et bombardements[17]
  - Château de Homs
  - Hammam al-Basha : bombardements[20]
  - Mosquée Khalid ibn al-Walid : bombardements[17], incendie
  - Mosquée Qa'ab el-Ahbar : bombardements, minaret détruit[17]
  - Mosquée Sheikh Nasser : bombardements
  - Souk al-Hashish : bombardements[20]
- Houla localité constituée de nombreux villages située au nord de la ville de Homs :
  -  Ce site a subi les dommages du massacre de Houla le 25 mai 2012
- Krak des Chevaliers (ou Crac des Chevaliers ou Qalat al Hosn), près de Homs : bombardements[1]
  - Tout ce site a été classé au Patrimoine mondial de l'humanité par l'UNESCO en 2006, en même temps que Qal`at Salah El-Din, la forteresse de Saladin l'Ayyoubide (voir en province de Lattaquié) 34° 46′ 55″ nord, 36° 15′ 47″ est
    - Mentionné en 1142 en possession des Hospitaliers, il est le plus grand des châteaux de l’Ordre. Cette forteresse des Croisades, où les rebelles s'étaient fortifiés, a été à plusieurs reprises le théâtre de combats, depuis juin 2012.
- Oasis de Palmyre : installation d'armes lourdes et pillages[1],
  - Site de Palmyre : 34° 33′ 14″ nord, 38° 16′ 01″ est
    - Tout ce site a été classé au Patrimoine mondial de l'humanité par l'UNESCO en 1980.
      - Cette grande et ancienne cité, située dans le désert, au sud-est de Homs et au nord-est de Damas, fut l'un des plus importants foyers culturels du monde antique. Des ONG ont pourtant alerté à plusieurs reprises des menaces de pillages qui pèsent sur cet ancien fief de la reine Zénobi.
        - Camp de Dioclétien
        - Château Qalat ibn Maan
          - Au XVIe siècle Fakhr ed-Din al Maany fit construire un château-fort : le Qalat Ibn Maan, sur la montagne qui domine la cité de Palmyre à l’ouest. Ce château verra la cité péricliter dès l’époque ottomane.

    - Temple de Bel
- Murayj al-Durr (en), Mraij ad-Durr ou Murij al-Durr, la « vallée de la petite perle »
- Rastane, Al-Rastan, située à 20 km au nord de sa capitale, Homs, et à 22 km de Hama :
  -  Ce site a subi les dommages du siège de Rastane en juin 2011 (Reprise par les loyalistes), la première bataille de Rastane en septembre 2011 (Nouvelle reprise par les loyalistes), la seconde bataille de Rastane en janvier 2012 (Reprise et positionnement des rebelles)
  - C'est l'une des plus grandes villes du Gouvernorat de Homs. Rastane, qui au centre des zones peuplées de Syrie, possède l'un des plus vieux barrages qui peut contenir 225 millions de mètres cubes d'eau de l'Oronte1. Rastane est le site de l'ancienne Aréthuse.
    - Aréthuse (Arethusa ou Aretusa), près d'Apamée
      - Cet ancien siège titulaire catholique de l'ancienne province romaine de Syrie est devenue la ville de Rastane.
- Qadesh, (Tell Nabi Mend), près de Homs
- Qasr el-Heir el-Gharbi sise 80 km au sud-ouest de Palmyre sur la route de Damas
- Qasr al-Hayr al-Sharqi ou Qasr al-Heir asch-Scharqi, un château du désert, dans le Djebel Bishri
  - Ce palais est situé à 128 km de Palmyre, 120 km des ruines de Resafa et à l'ouest de Deir ez-Zor (de:Qasr al-Heir asch-Scharqi)
- Qatna, cité antique située à 200 km au nord de Damas
- Qousseir ou Al-Qusayr située à environ 35 km au sud de Homs, et à 540 mètres d'altitude :
  -  Ce site subit les dommages de la première bataille de Qousseir de février à avril 2012 (Reprise partielle par les loyalistes), seconde bataille de Qousseir (Reprise par les loyalistes) depuis le 20 mai 2012 (soit au total : 12 ans, 9 mois et 26 jours de combats et guerres, à ce jour)
- Talbiseh, situe dans le gouvernorat de Homs :
  -  Ce site a subi les dommages du Siège de Talbiseh en fin mai 2011 (Reprise et positionnement des loyalistes)
- Telkalakh, ou Tell Kalakh qui est le reste du Château de Lacum :
  -  Ce site a subi les dommages de le siège de Telkalakh en mai 2011 (Reprise et positionnement des loyalistes)

- Photographies des sites endommagés par la guerre civile syrienne de 2011, sur cette région :
- Façade d'un mur ancien bombardé pendant le siège de Homs (photo 5 avril 2012)
- Destructions dans la zone de Bab Dreeb à Homs (photo 5 avril 2012)

### Idlib(Edleb ou Idleb ou Idlip)

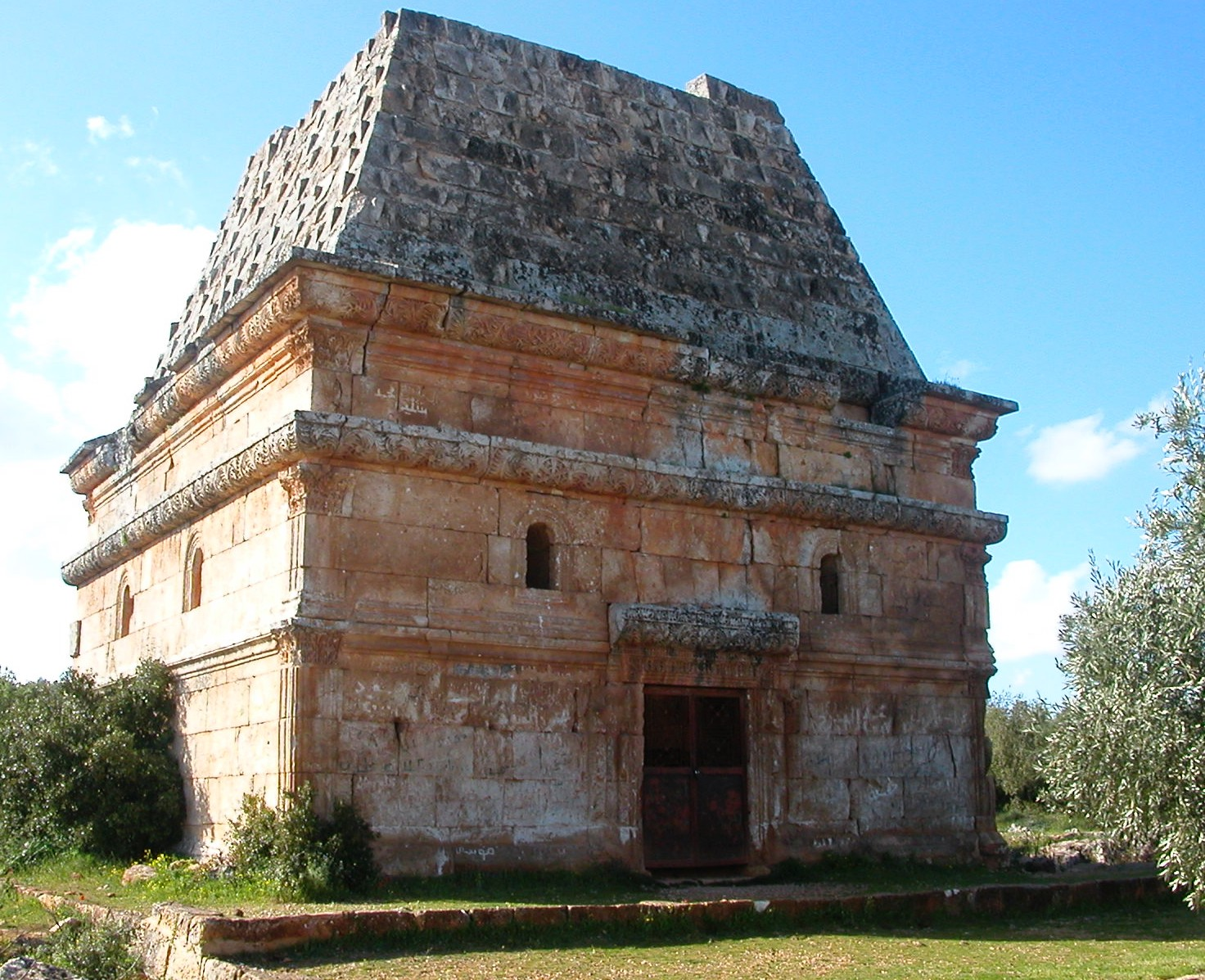
Tombeau pyramidal à Al-Bara, une des antiques villes mortes du Jebel Riha

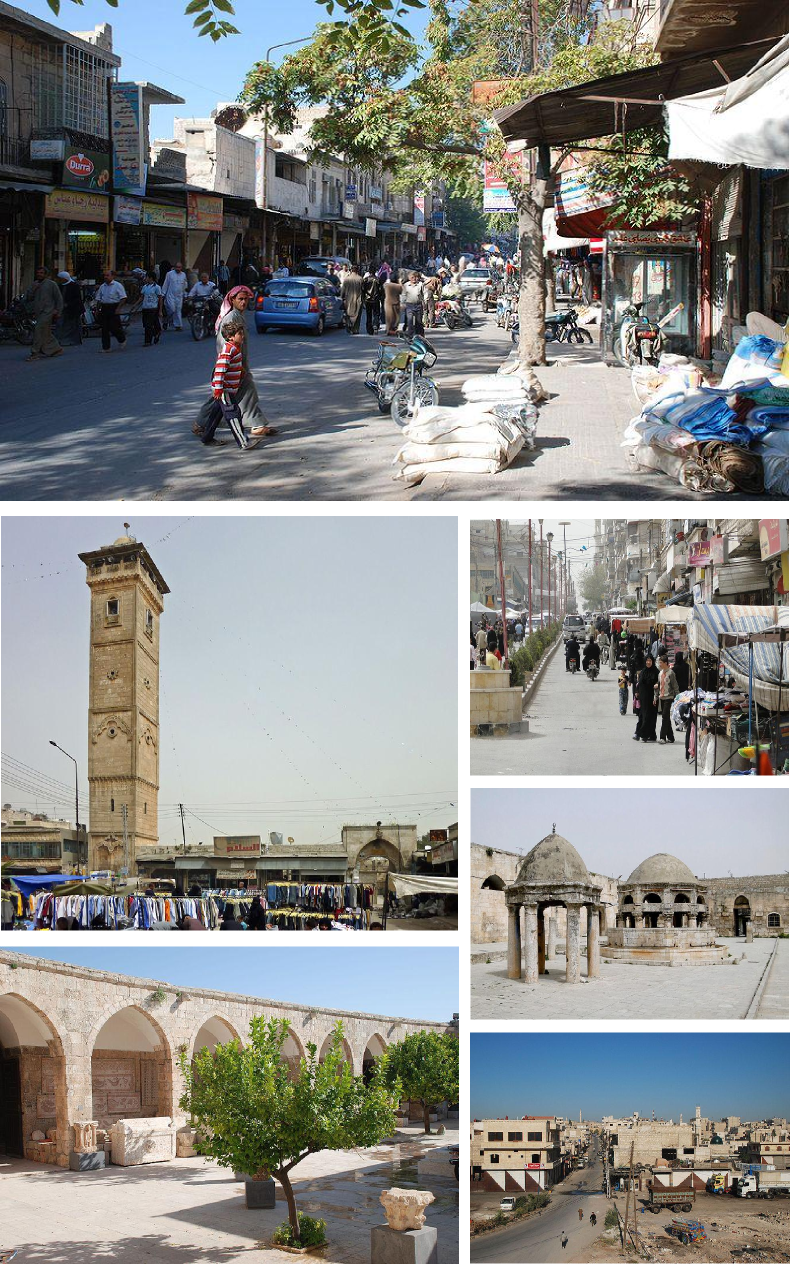
Ara : Grande rue, Bazaar, Grande Mosquée, Minaret, Musée de la mosaïque

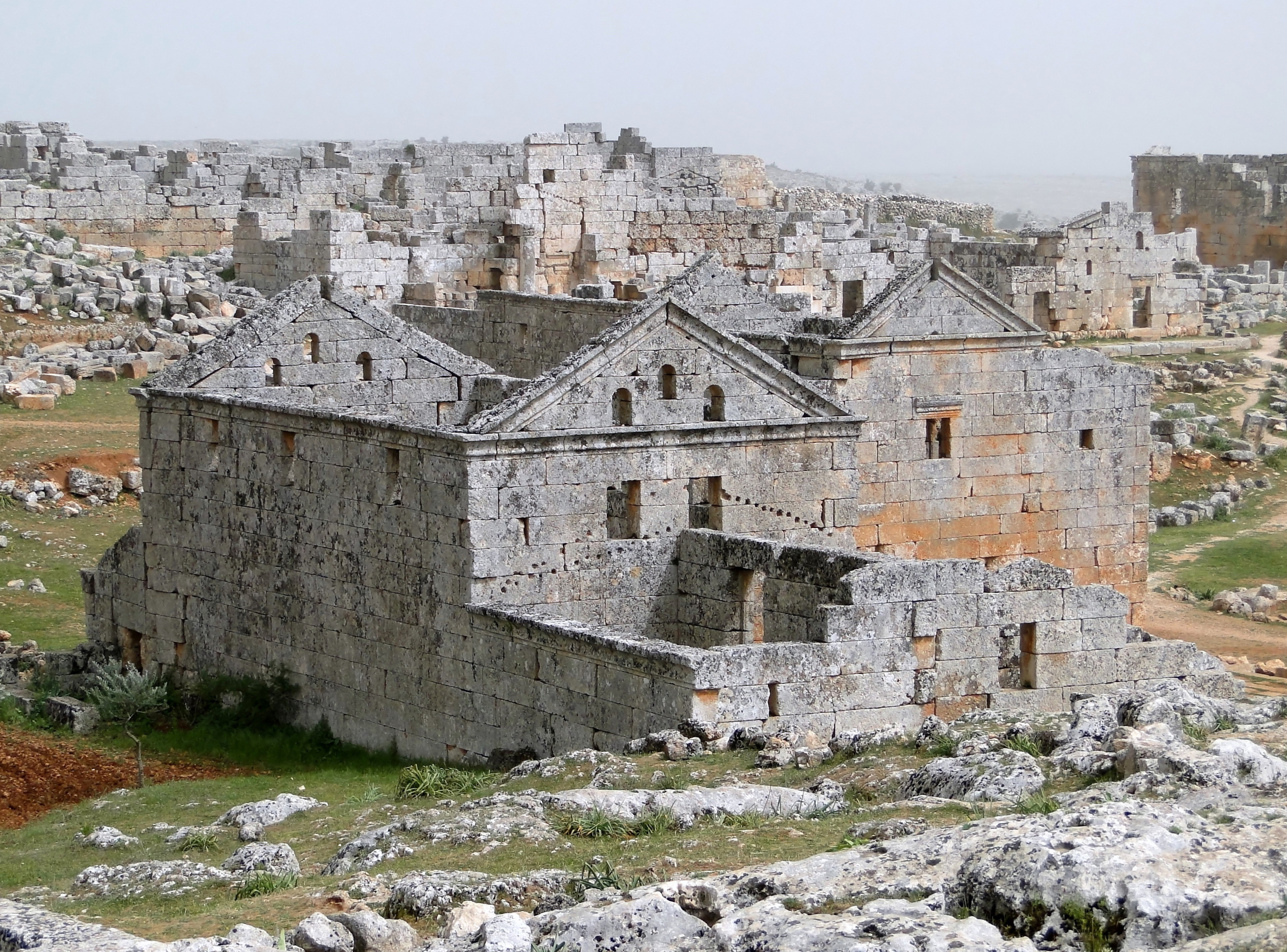
Un antique bâtiment dans la Ville morte de Sergilla

La province d'Idlib est une région importante sur le plan historique et compte un certain nombre de grandes cités antiques.
- Idlib, ville et capitale du gouvernorat du même nom :
  -  Ce site a subi les dommages de l'Attaque d'Idlib en mars 2012 (Reprise et positionnement des loyalistes)
- Ara ou Arra, ville de Ma'arrat al-Numan
  - Appelée Arra dans l’antiquité, c'est le site d'une forteresse utilisée au temps des croisades et connue sous le nom de La Marre. Son riche patrimoine: un musée des mosaïques, un caravansérail, un minaret, une grande mosquée, une madrasa construite en 1199, une citadelle médiévale et la tombe du calife omeyyade `Umar ben `Abd al-`Azîz.
- Mosquée al-Tekkiyeh à Ariha : bombardements[17]
- Artah
- Château de Harim (ar:قلعة حارم)
- Jisr al-Choghour, entre Lattaquié (75 kilomètres à l'ouest) et Alep (104 kilomètres à l'est) :
  -  Ce site a subi les dommages du siège de Jisr al-Choghour en juin 2011 (Reprise et positionnement des loyalistes)
  - Située dans la riche plaine alluviale de la plaine de Ghab sur le versant oriental des montagnes Djébel Ansariyeh, la région a été habitée sans interruption depuis plus de dix siècles. La ville antique de Qarqar se trouverait à quelques km au sud de la ville moderne.
    - Qarqar, ville antique et site archéologique au nord-ouest de la Syrie. La grande bataille de Qarqar s'y déroula en 853 av. J.-C.
- Château de Ma'arrat al-Numan
- Château de Mirza (ar:قلعة ميرزا)
- Mosquée omeyyade de Sermin : bombardements[17],[21]
- Taftanaz localité dans le gouvernorat d'Idlib, et qui est située à proximité d'une des bases des l'armée de l'air syrienne :
  -  Ce site a subi les dommages de la prise de la base aérienne de Taftanaz de novembre 2012 à janvier 2013 (Prise par les rebelles), de la bataille de Taftanaz en avril 2012 (Reprise et positionnement des loyalistes)
- Villages antiques du Nord de la Syrie entre Alep et Idlib : violents bombardements, pillages, cantonnement militaire[17]
  - Tout ce site a été classé au Patrimoine mondial de l'humanité par l'UNESCO en 2011 : 36° 20′ 02″ nord, 36° 50′ 38″ est
    - Les « cités mortes » (Dead Cities) ou « cités interdites » (Forgotten Cities) forme un groupe de 700 habitats ruraux antiques et byzantins (environ 40 villages construits entre le Ier et le VIIe siècle) répartis dans le nord-ouest de la Syrie entre Alep et Idlib (sur les gouvernorat d'Alep et de Idlib). Pour exemples, l'on peut citer ces quelques sites (photos en galerie en bas de page) : Ain Dara, Brad, Qalb Loze, Bara, Sergilla, Ruweiha, Jerada, Baqirha, Barisha, Ebla :
      - Ain Dara temple néo-hittite au nord-est d'Alep : Destructions
      - Al-Bara : pillages
        - Ce massif calcaire archéologique en danger : Fouilles clandestines dans la zone archéologique à Al-Bara et Kafr Aqab

      - Djébel el-Zawiya ou jebel Zawiyé ou Zawiyé ou Jabal al-Zawiya ou Zawiya :
        -  Ce site a subi les dommages de la bataille de Djébel el-Zawiya en juillet 2011 (Reprise et positionnement des loyalistes)
        - Ruweiha, une des cités mortes qui est célèbre notamment pour son antique basilique

      - Cité antique d'Ebla (Tell Mardikh ou Tall Mardikh), autrefois capitale d'un grand royaume : pillages[1]
      - Sergilla ou Serjilla, ancien village romain

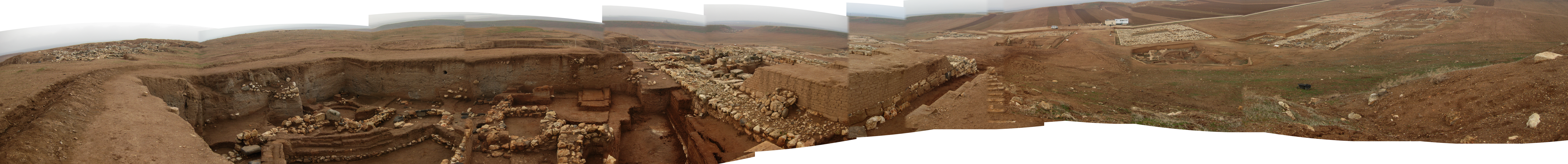
De son acropole, une vue panoramique des ruines du site de Ebla

- Photographies des sites endommagés par la guerre civile syrienne de 2011, sur cette région :

### Lattaquié(Al-lāḏiqīya)

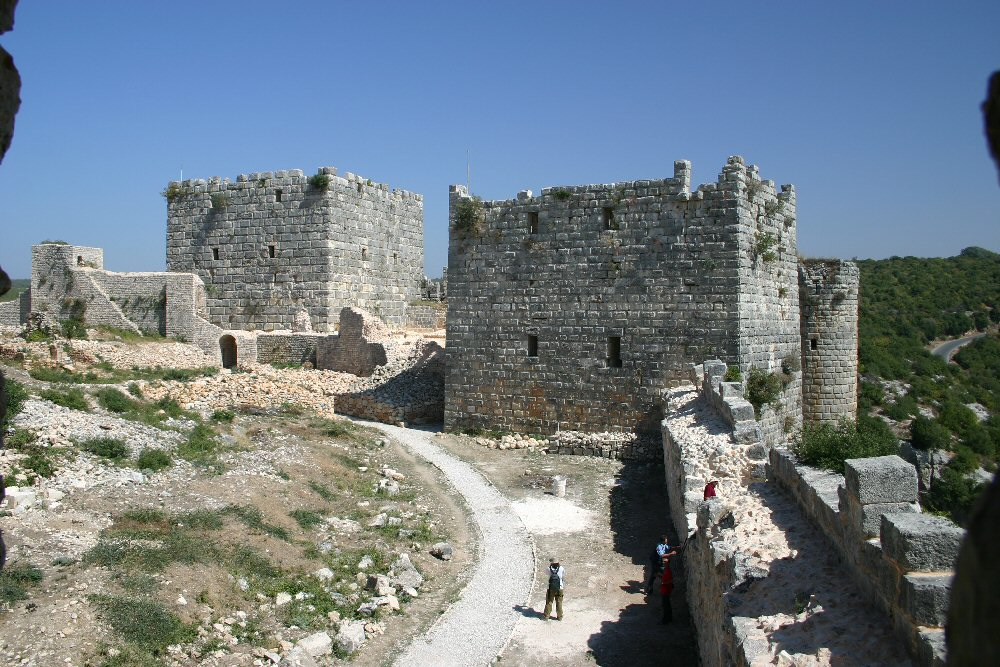
La Forteresse de Saladin est très ancienne. À l'origine, sa première version phénicienne date du

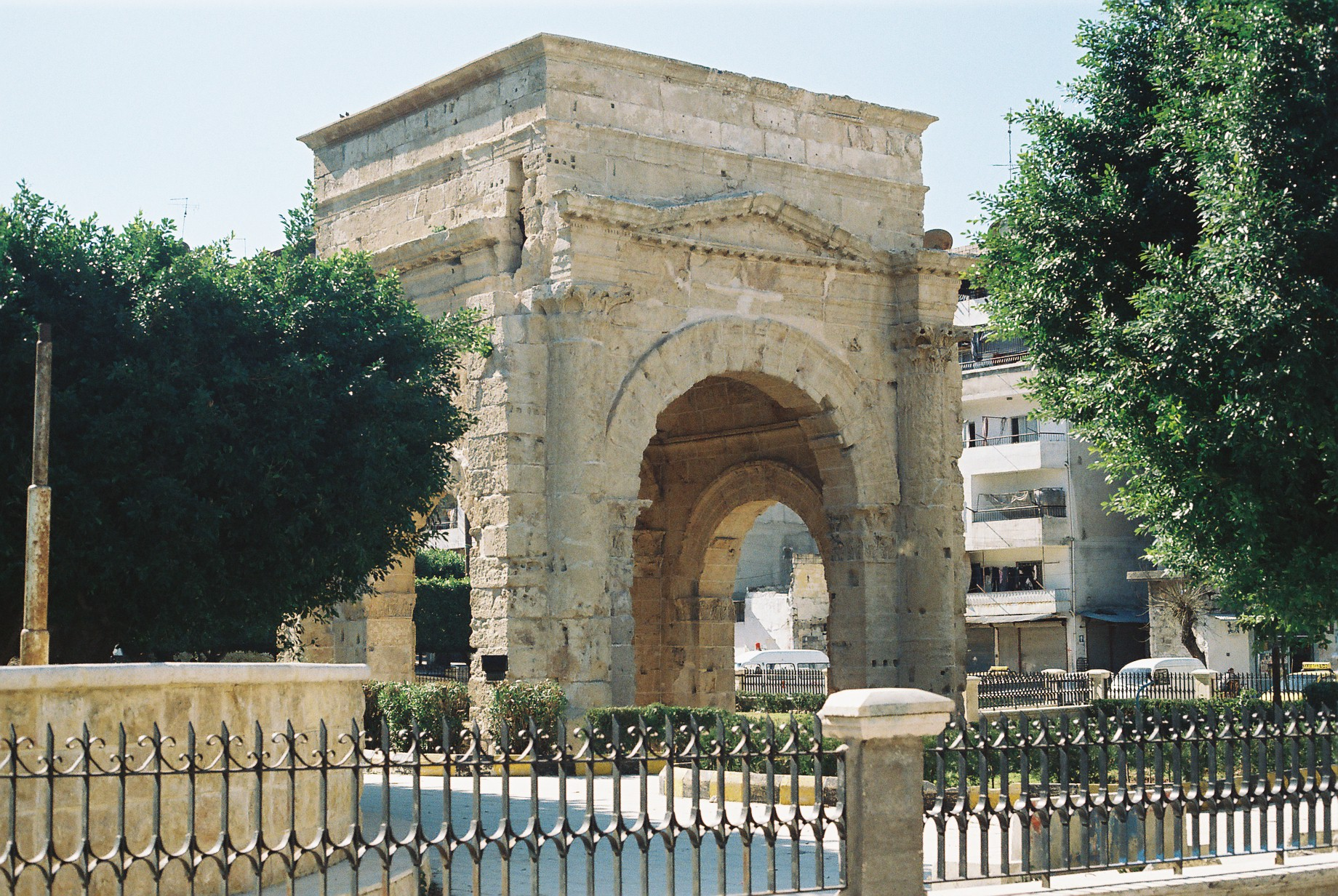
L'arc tétrapyle de la Laodicée de Syrie (Lattaquié).

- Ville de Lattaquié :
  -  Ce site a subi les dommages du siège de Lattaquié à partir du 13 aout 2011 (soit au total : 13 ans, 7 mois et 5 jours de combats et guerres, à ce jour[évasif])
  - Cette ville chargée d'Histoire était dénommée Laodicée, dans l'Antiquité.
    - Arc tétrapyle de Laodicée
- Château de Bani Qahtan
- Château de Bourzey Qalaʿat Barzūyā (de:Bourzey)
- Château de Kahf (Qalaat al Kahf), au sud de Lattaquié
- Château de Mahalibeh
- Hosn Suleiman, au sud de Lattaquié
- Ougarit ou Ugarit, (Tell Shamra ou Ras Chamra), près de Lattaquié (au nord)
  - Le royaume d’Ougarit disparut au XIIe siècle av. J.-C., sous les coups des Peuples de la mer (Ougarit est prise, pillée et détruite).
- Qal'at Salah El-Din ou « forteresse de Saladin » : bombardements[1]
  -     - Ce site a été classé au Patrimoine mondial de l'humanité par l'UNESCO en 2006 (en même temps que le Krak des chevaliers).

  - Situé à l'est de Lattaquié, il était nommé château de Saône par les croisés : 34° 46′ 55″ nord, 36° 15′ 47″ est
- Ras Ibn Hani
  - Ce site est constitué d'anciennes résidences royales, de tombeaux et d'une ancienne résidence palatiale du XIIIe siècle av. J.-C., rattachée au royaume d'Ougarit. Plus tard, à l'époque hellénistique, une forteresse y fut construit.

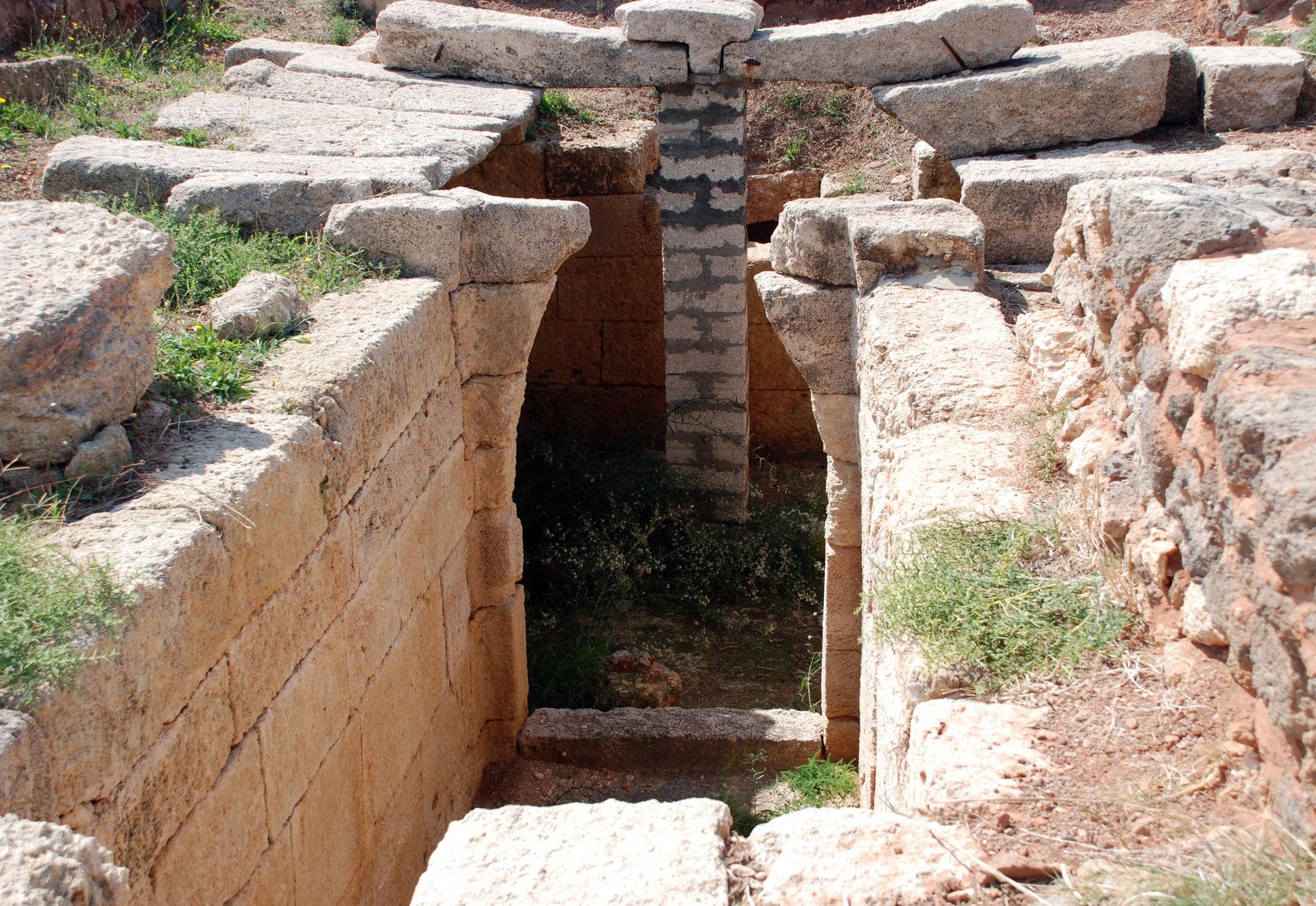
Tombeau du site de Ras Ibn Hani

- Photographies des sites endommagés par la guerre civile syrienne de 2011, sur cette région :

### Quneitra(Kuneitra ou Al Qunaytirah)

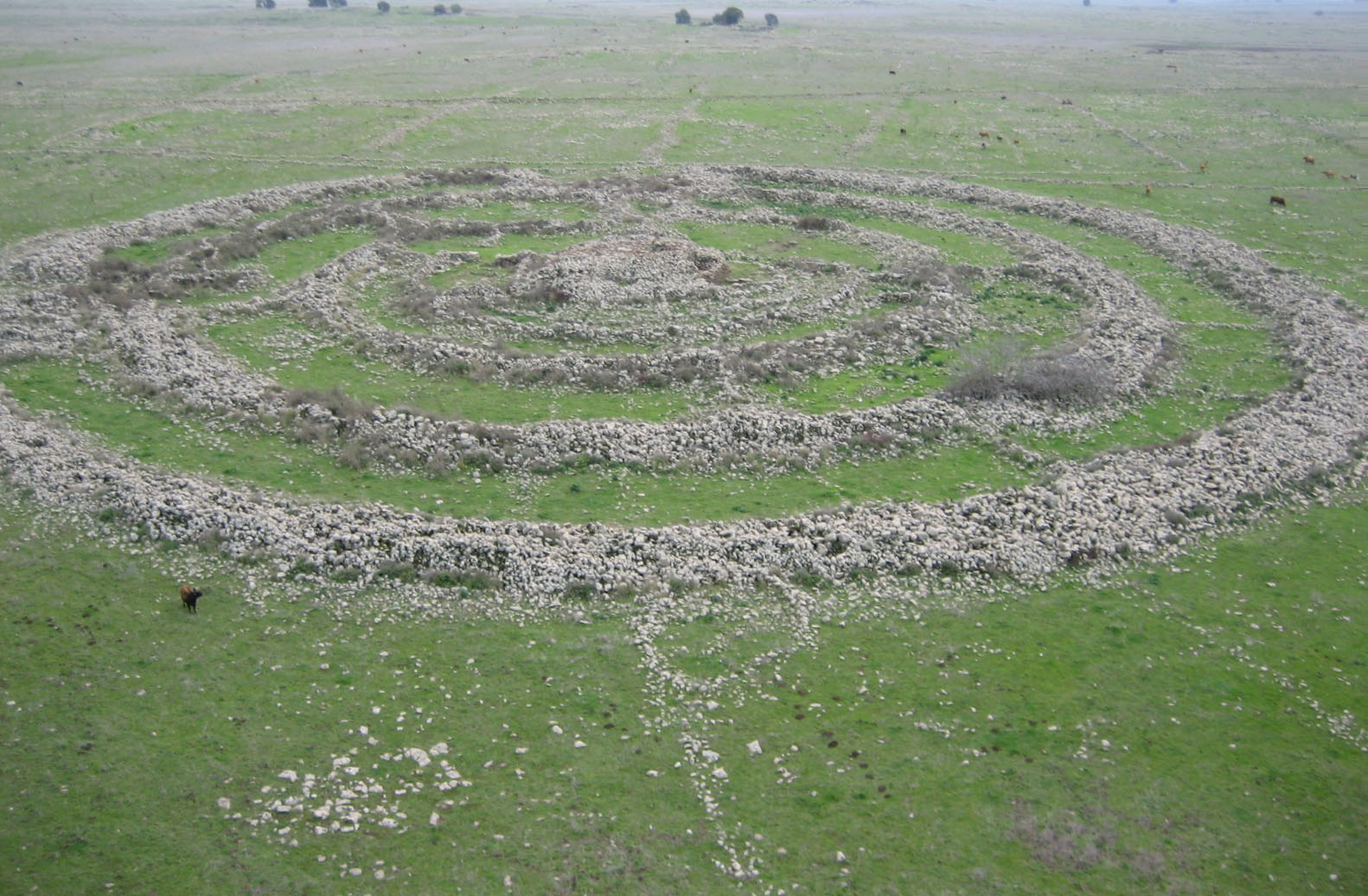
Site mégalithique de Rujm el-Hiri, sur le plateau du Golan

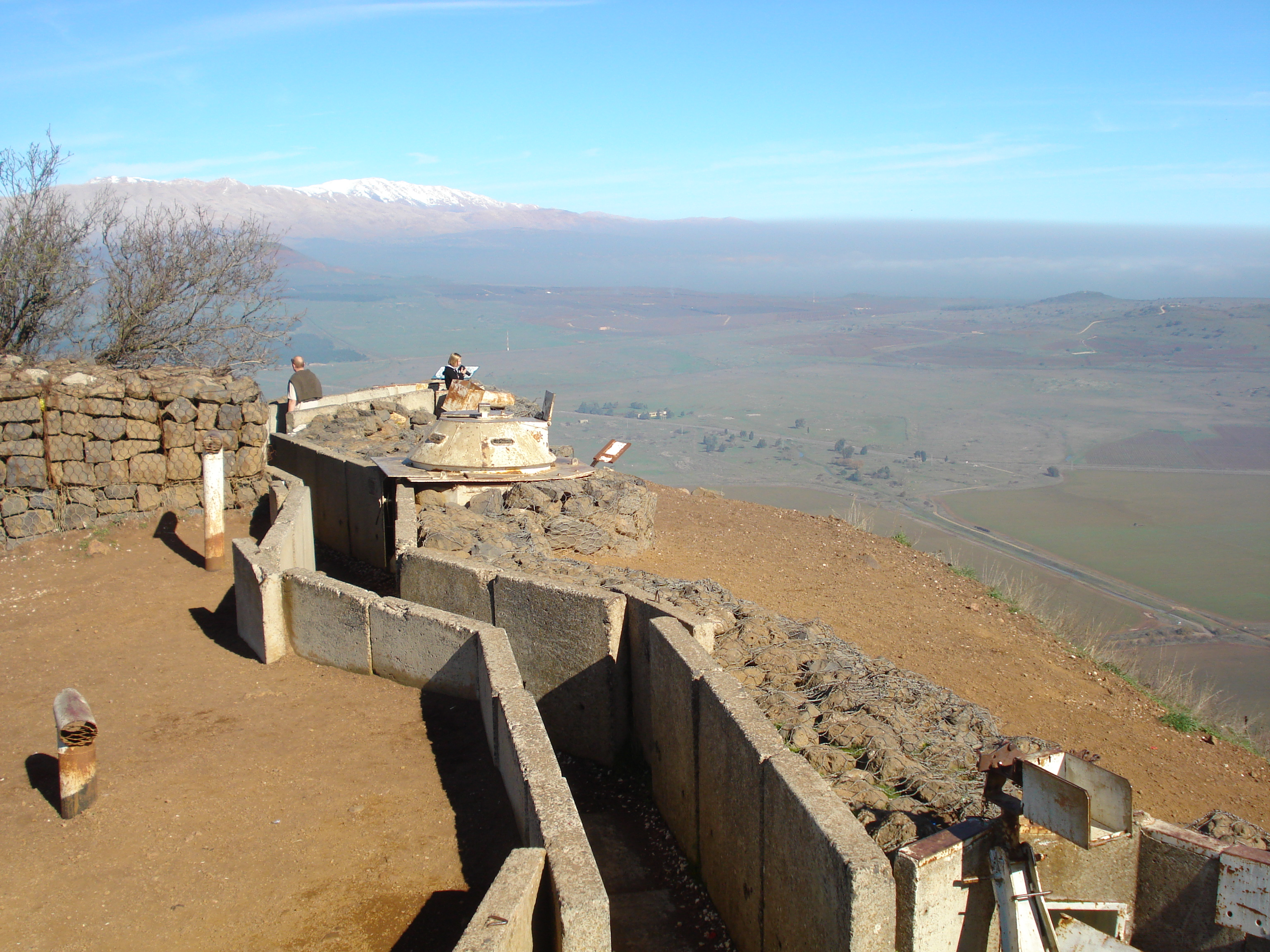
Sur le plateau du Golan, un site touristique aménagé…

Le 10 juin 1967, le dernier jour de la guerre des Six Jours, l'armée israélienne prit le contrôle (voir : Relations entre Israël et la Syrie et Chronologie) de la quasi-totalité du gouvernorat de Quneitra (qui intégrait le plateau du Golan). Depuis cette période, les villes et villages syriens du Golan sont soit détruits, soit dépeuplés (en:Syrian towns and villages depopulated in the Arab–Israeli conflict). De plus, une grande partie de ses sites archéologique syriens ont disparu. Et de nos jours, le plateau du Golan est toujours une zone militaire aménagée par Tsahal et une région de colonies israéliennes (district Golan).
- Ville de Kuneitra, Quneitra ou Al Qunaytirah ou Qunaytra
  - Ville étape sur la route caravanière de Damas, Kuneitra a été fondée à environ mille mètres d'altitude, sous le règne des Ottomans. Aujourd’hui, elle est une ville fantôme syrienne sur le Golan annexé par Israël.
- Forteresse de Nimrod, Qala'at al-Subeiba ou Qala'at Namrud
  - Forteresse médiévale bâtie aux environs de 1229, sur le plateau du Golan (à 800 m d’altitude) par Al-Aziz Uthman, neveu de Saladin.
- Rujm el-Hiri (Rujm al-Hiri ou Guilgal Refa'im (en))
  - Ce site comprend un monument mégalithique composé de cercles concentriques de pierres avec tumulus, des grottes funéraires et des centaines de dolmens répartis sur le plateau. Il est situé sur le plateau du Golan (à 16 kilomètres à l'est de la côte orientale de la mer de Galilée) et datant du Bronze ancien II (3000-2700 avant notre ère).

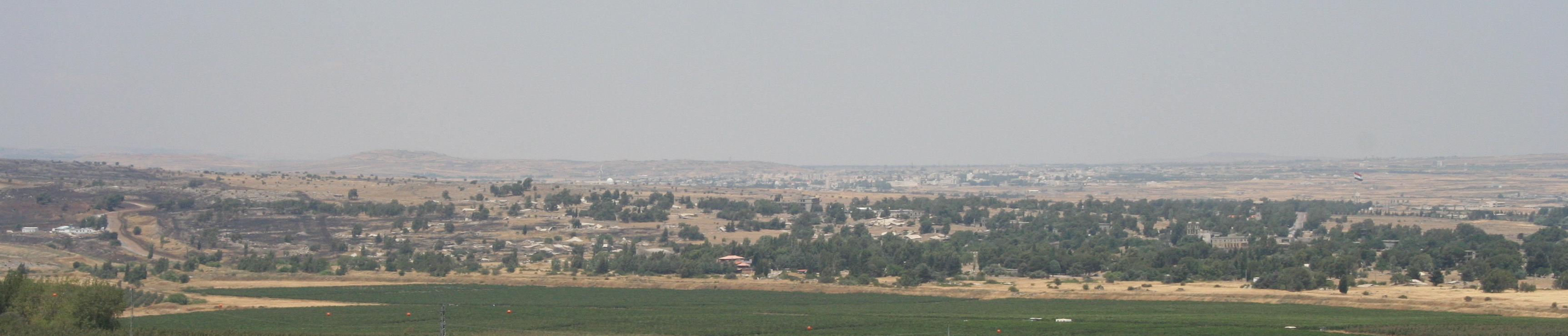
Vue panoramique de Kuneitra sur un champ de ruines, à la suite de la guerre israélo-syrienne.

Photographies des sites endommagés par les guerres israelo-syriennes (chronologie), sur cette région :
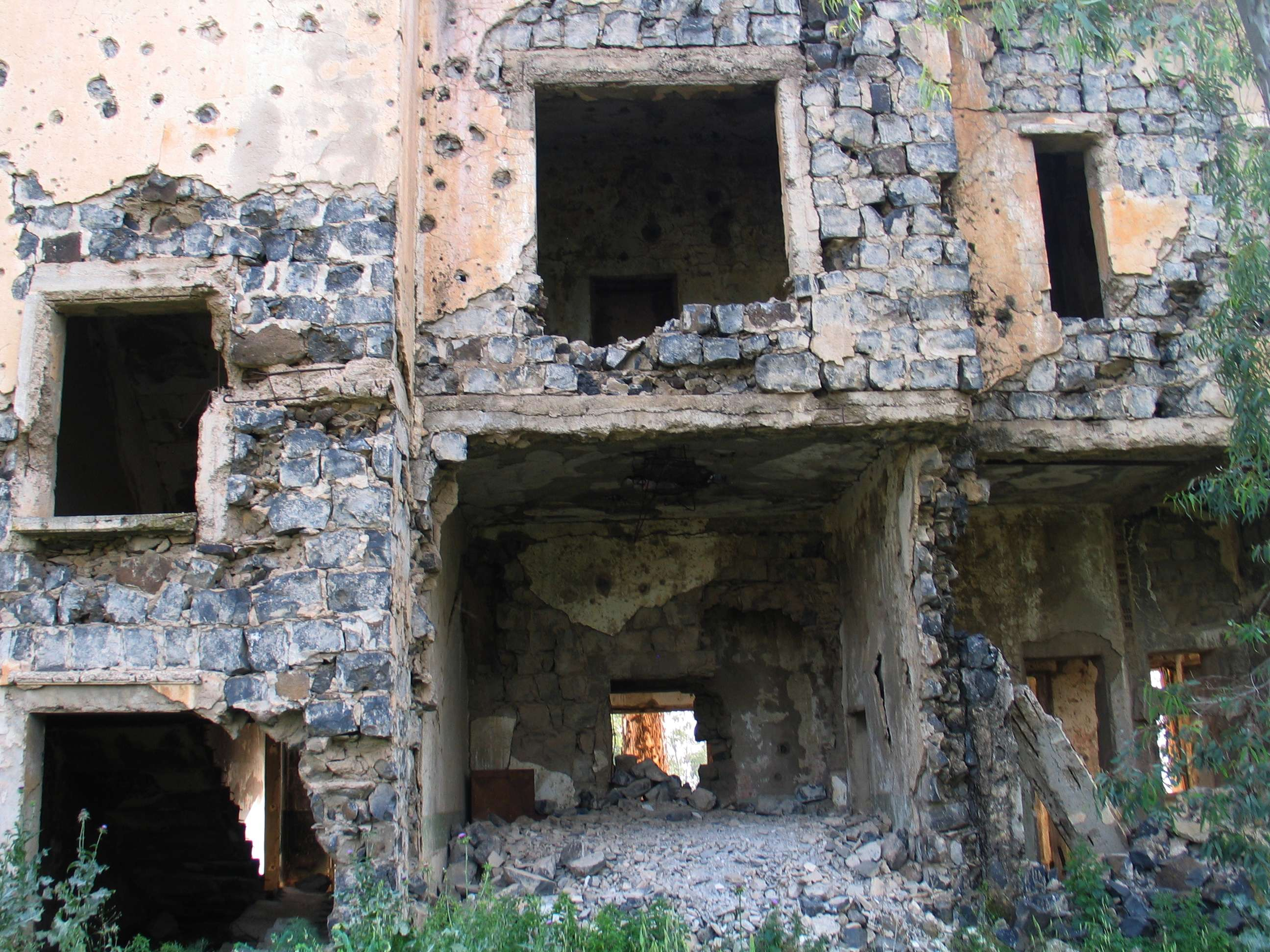
Site en ruines à la suite de la guerre (1974)
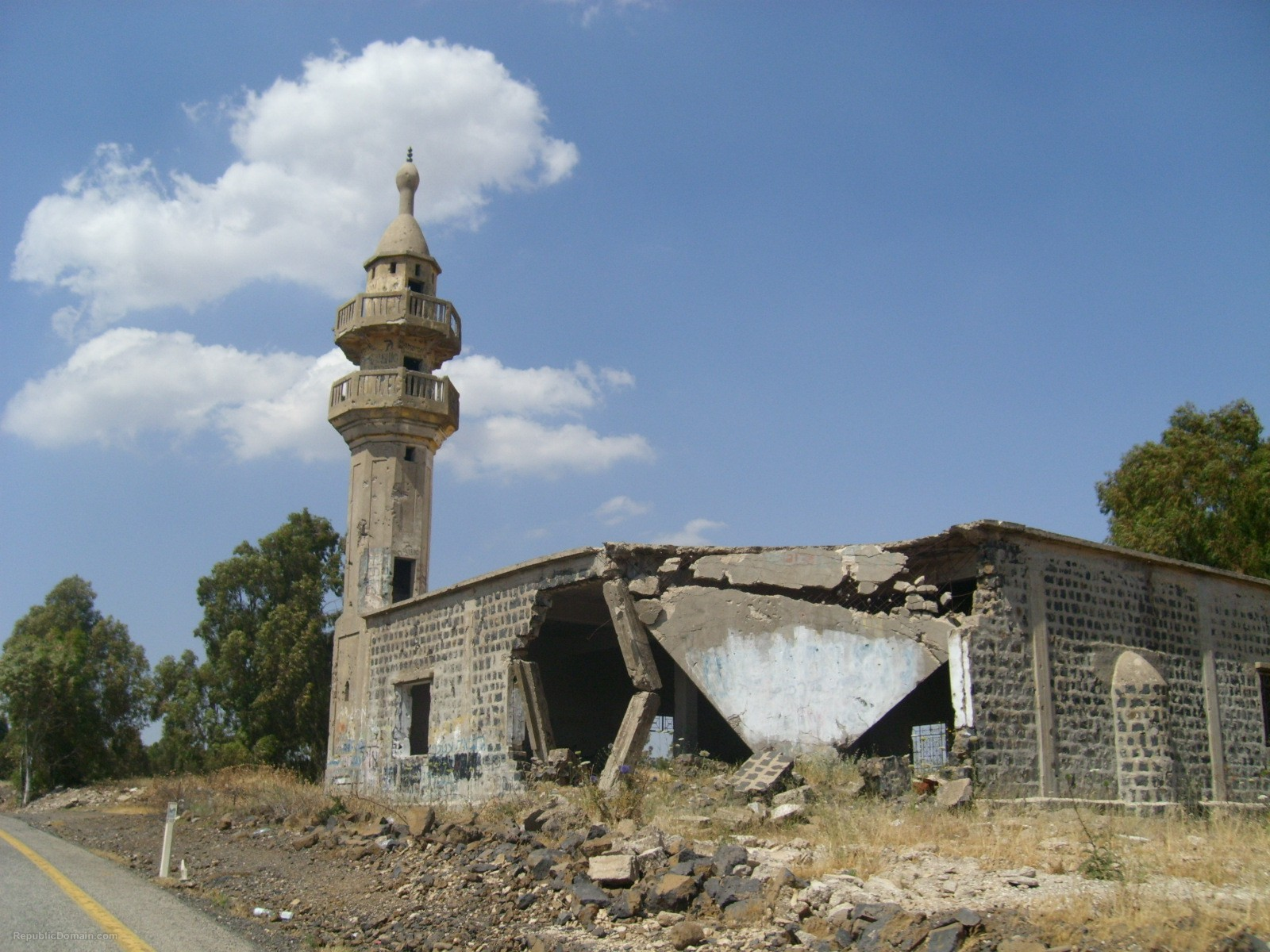
Ruines d'une mosquée sur le plateau du Golan (District Golan)
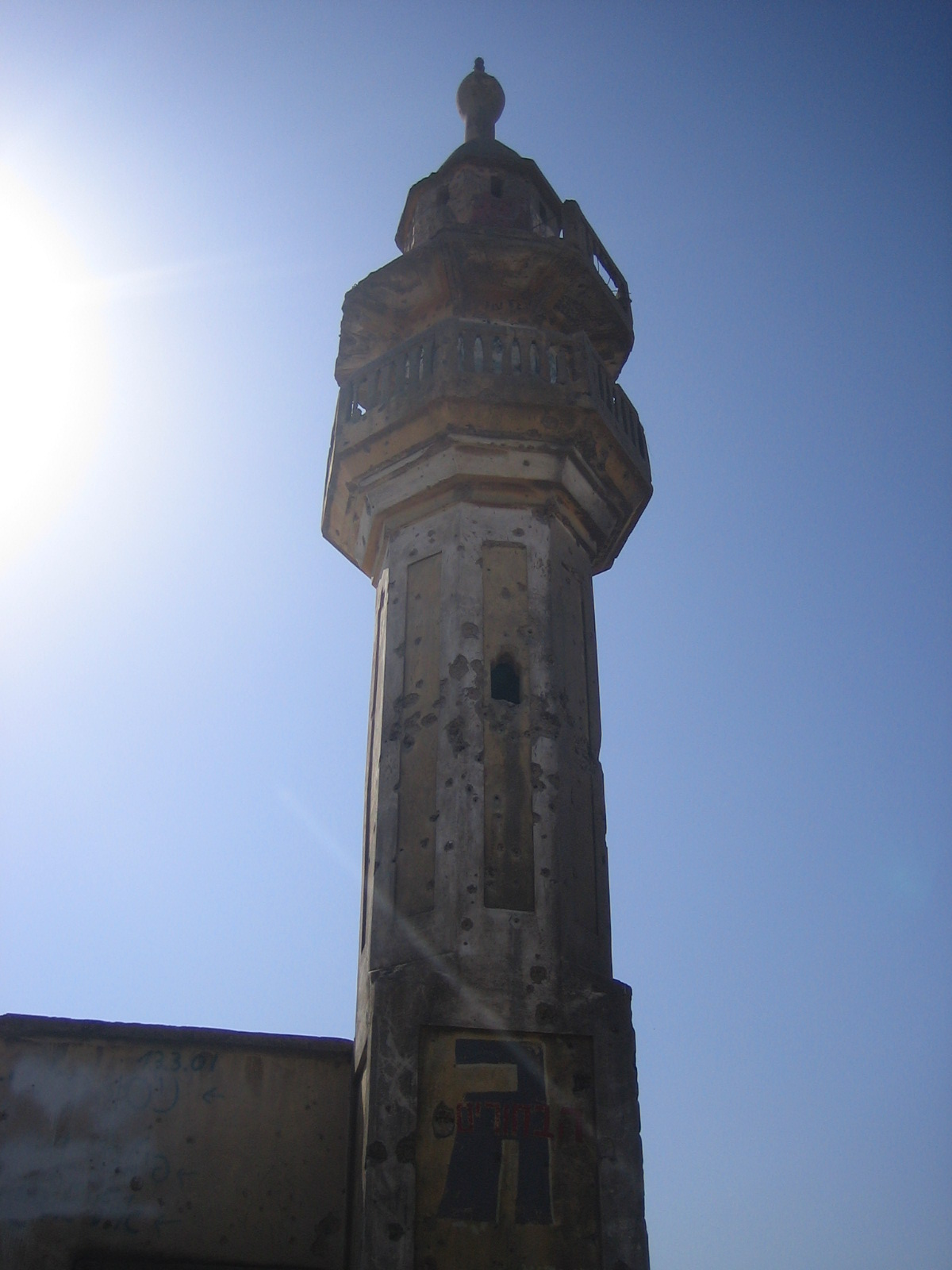
Minaret endommagé de la mosquée Hushaniya (1974)
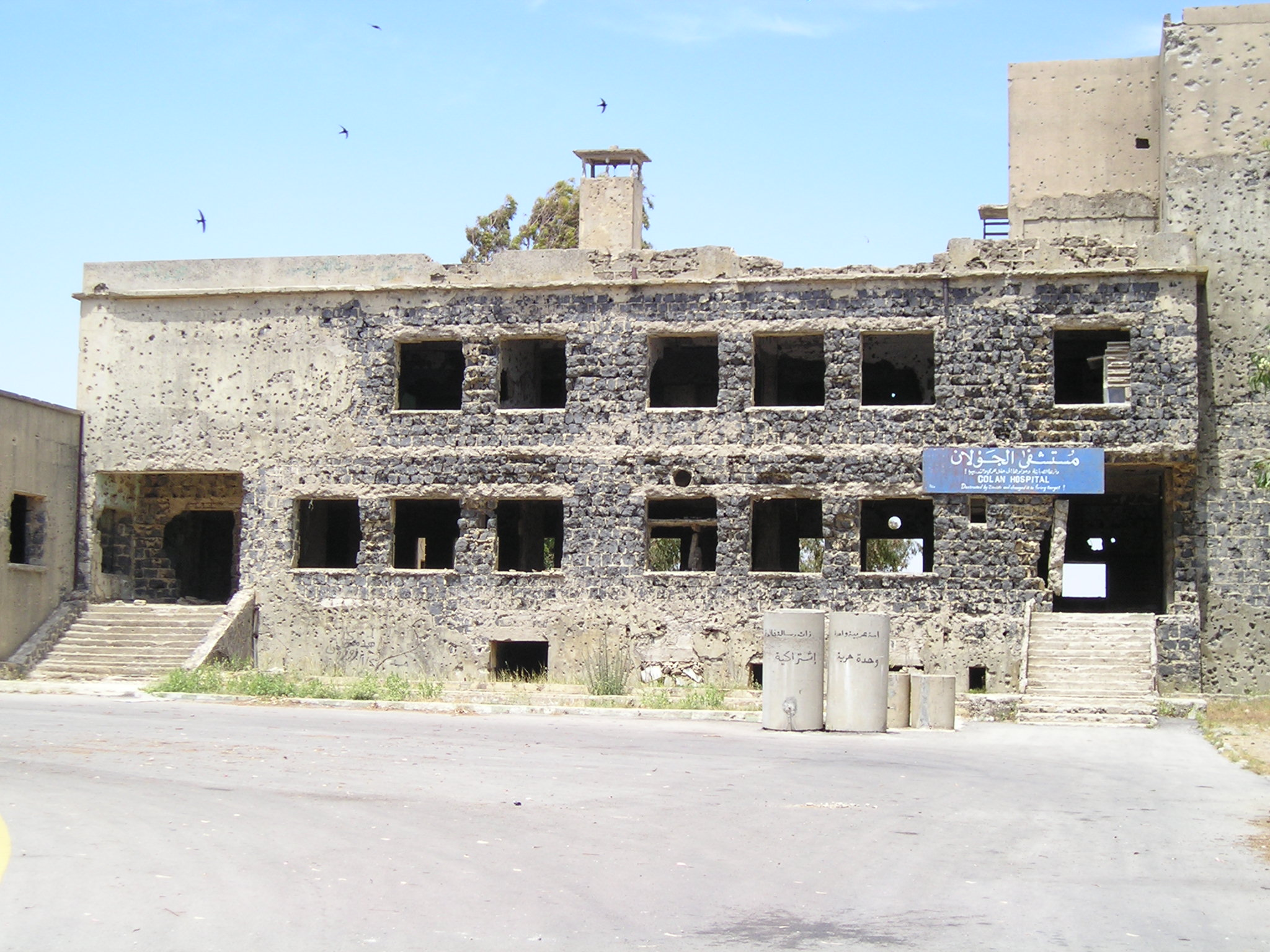
Hôpital abandonné de Quneitra (1974)

### Rakka(Racca ou Ar-Raqqa)

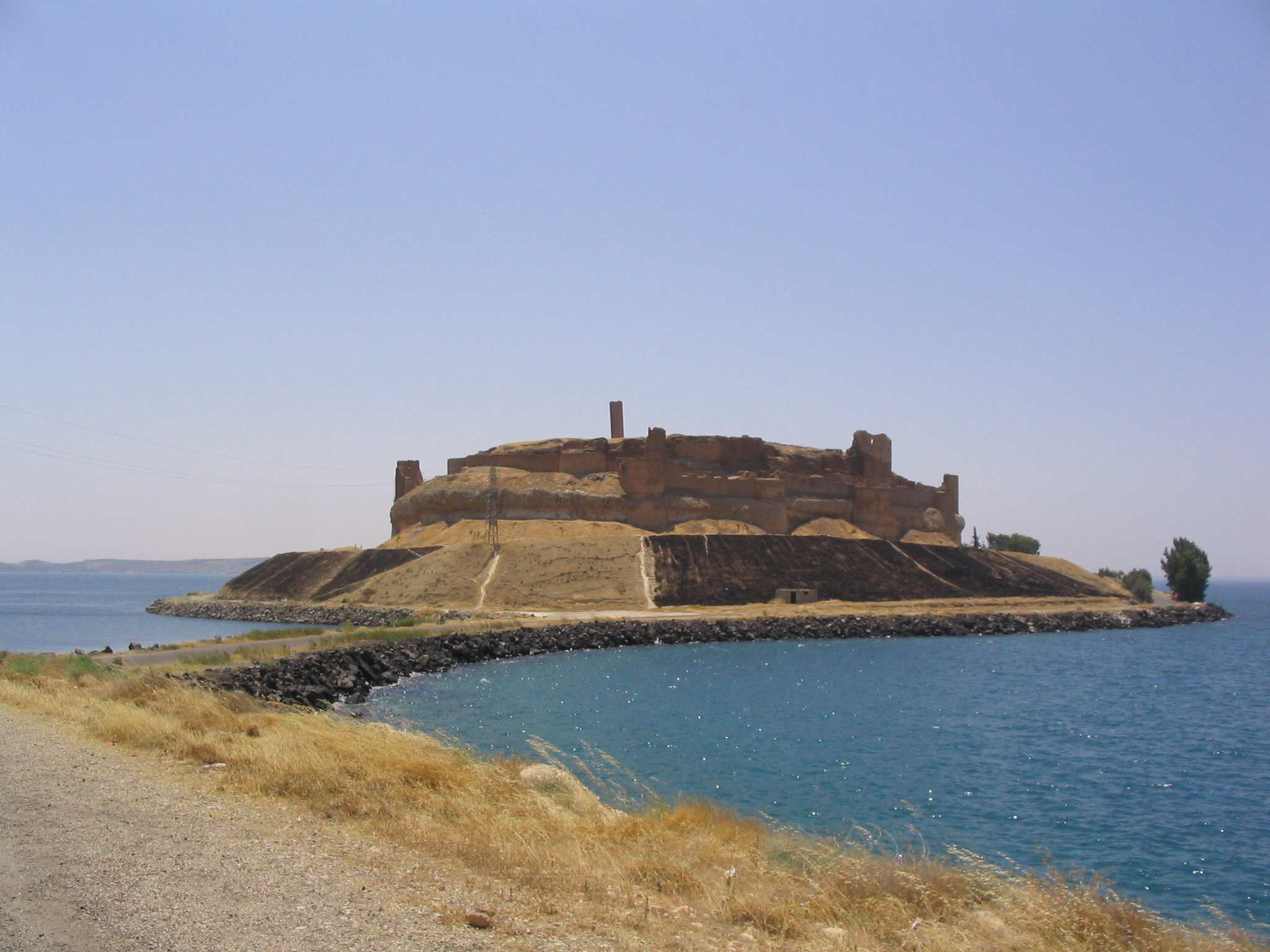
Forteresse Jaabar près d'Ar-Raqqa (Vue nord de Qal'at Ja'bar entouré des eaux du Lac el-Assad

- Ville de Rakka ou Raqqa :
  -  Ce site subit les dommages de la bataille de Racca depuis le 3 mars 2013 (soit au total: 12 ans et 15 jours de combats et guerres, à ce jour[évasif])
  - Cité abbasside de Raqqa-Ràfiqa
  - Mosquée Awis al-Qarni
  - Musée Ar-Raqqah à Racca : pillages
  - Qasr al-Banat
    - Qasr al-Banat sont les ruines du XIIe siècle de la ville de Ar-Raqqah
- Callinicos, près de Raqqa
- Forteresse de Jaabar (Qasr Ja'abar ou Qal'at Ja'bar), à l'ouest de Raqqa
  - Château situé sur la rive gauche du Lac el-Assad et entouré d'eau. Il est resté dans les mains de la dynastie Uqaylide jusqu'à la fin du XIIe siècle. Les croisés en avaient pris possession et aussitôt reperdu en 1102. L'invasion mongole endommage sérieusement le château avant qu'au XIVe siècle des travaux de restaurations ne soient entrepris.
- Qal'at Najm
- Hirakla, près de Raqqa
- Sergiopolis (Rassafa), au sud de Raqqa
- Tell Abu Hureyra est un site archéologique antique assyrien
  - Site mésolithique de la vallée de l’Euphrate (sur le nord de l’actuelle Syrie, et le nord-ouest de l’ancienne Mésopotamie), qui a été le siège d’une occupation humaine entre 9500 et 5900 av. J.-C. Il a été en partie engloutis sous les eaux du lac Al-Assad à la suite de la construction du barrage de Tabqa en 1976. Ce site porte des traces parmi les plus anciennes de la domestication des plantes et des animaux.
- Tell Chuera est un site archéologique antique assyrien
- Tell Sabi Abyad, site sur tumulus situé dans la vallée du Balikh (Syrie du Nord)

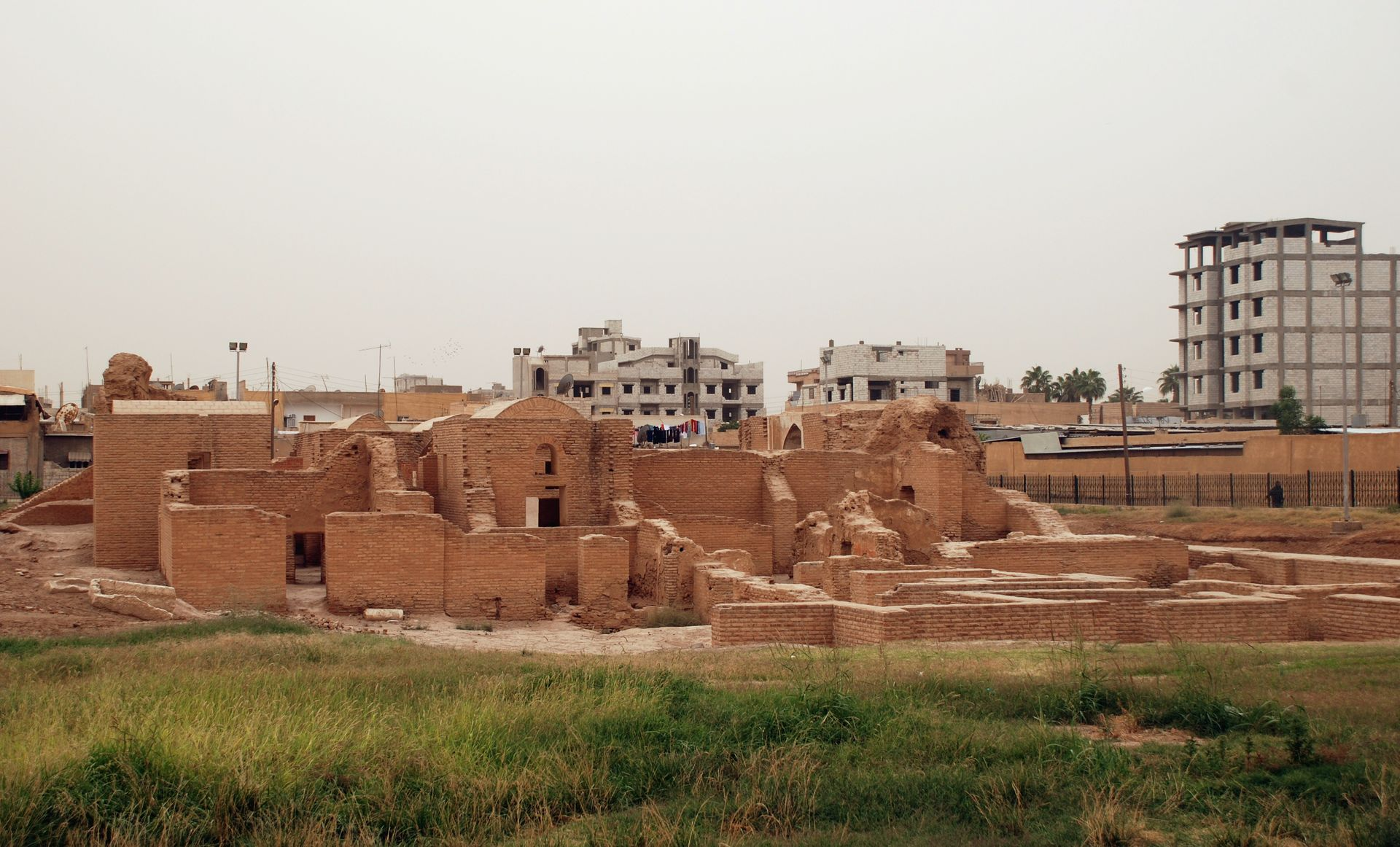
Qasr al-Banat, ancienne cité de Ar-Raqqa au XIIe siècle

- Photographies des sites endommagés par la guerre civile syrienne de 2011, sur cette région :

### Rif Dimashq(Rif Dimachq)

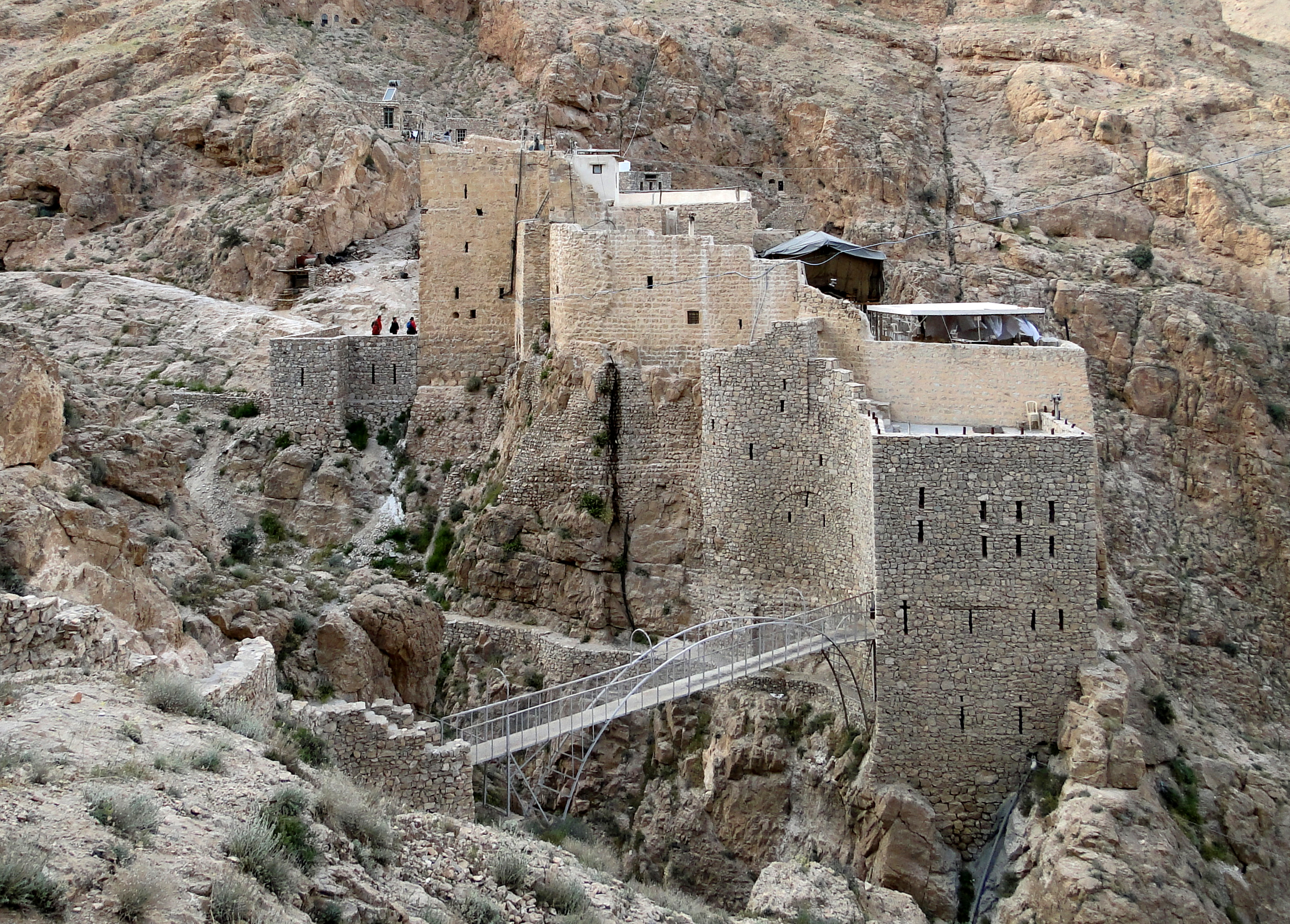
Deir Mar Musa al-Habashi ou Monastère de Saint Moïse l'Abyssin

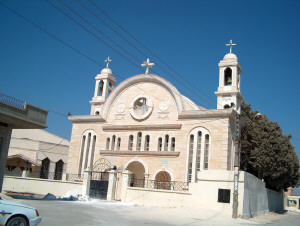
Deir Mar Elias, le Monastère de St Elias, à Fairouzeh

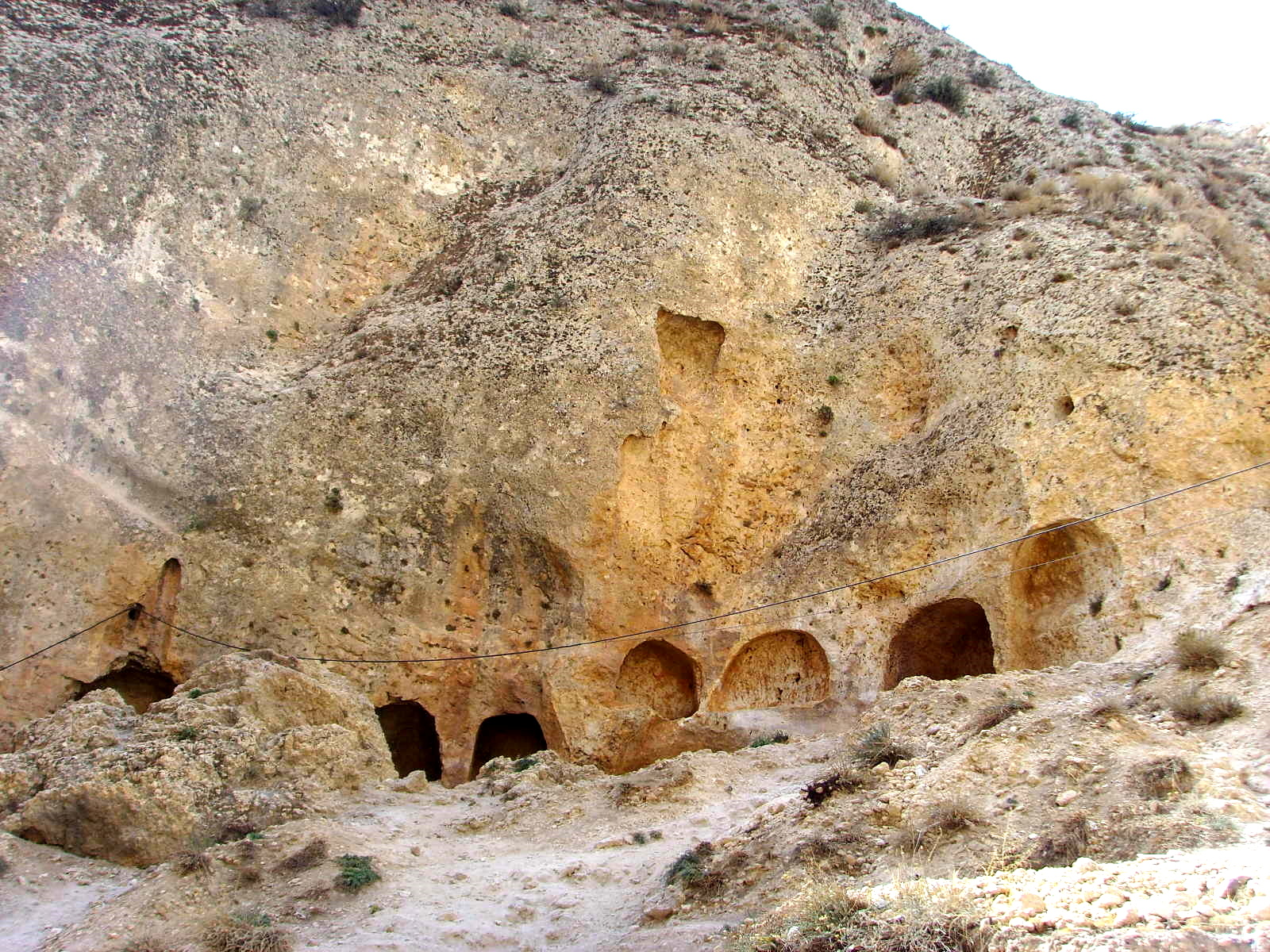
Habitat troglodytique devant une gorge menant au Deir Mar Takla, le Monastère de Sainte-Thècle

Rif Dimachq, que l'on peut traduire par Damas-campagne, et qui correspond à la partie non-urbaine de la capitale Damas. Cette vaste région rurale s'étend des frontières du Liban jusqu'à celle de la Jordanie.
- Ce site a subi les dommages de la première offensive de Rif Dimachq d'avril à mai 2011 (Reprise et positionnement des loyalistes)
- Château de Deir Atiyah à Deir Atiyah
- Deir Mar Elias, en français « Monastère de Saint Elias » à Fairouzeh, Syrie : bombardements[20]
- Deir Mar Musa al-Habashi, en français « Monastère de Saint Moïse l'Abyssin » : bombardements[20]
- Douma ou Duma dans le district de Douma :
  -  Ce site a subi les dommages de la bataille de Douma en janvier 2012 (Reprise et positionnement des loyalistes)
- Maaloula, Seidnaya, et autres villages araméens de l'anti-Liban :
  - Maaloula, au Nord-est de Damas
    - Village chrétien à refuges troglodytiques datant des premiers siècles du christianisme. Comme à Seidnaya, on y parle encore l'araméen, la langue du Christ (Jésus est l'appellation romanisée de Yeshua, son vrai nom aaraméen) et des premiers chrétiens.
      - Deir Mar Takla, le Monastère de Sainte-Thècle (St Takla)

  - Seidnaya, près de Damas :
    - ville à population chrétienne de la montagne syrienne, qui est le refuge des chrétiens de Damas les chauds mois de l'été.
      - Monastère Notre-Dame de Saidnaya : bombardements[17]
        - Le monastère Notre-Dame de Saidnaya est particulièrement renommé.

Vue panoramique de Maaloula, un très ancien village chrétien à l'origine troglodyte, dont la population parle encore l'araméen.

- Photographies des sites endommagés par la guerre civile syrienne de 2011, sur cette région :

### Tartous(Tortose)

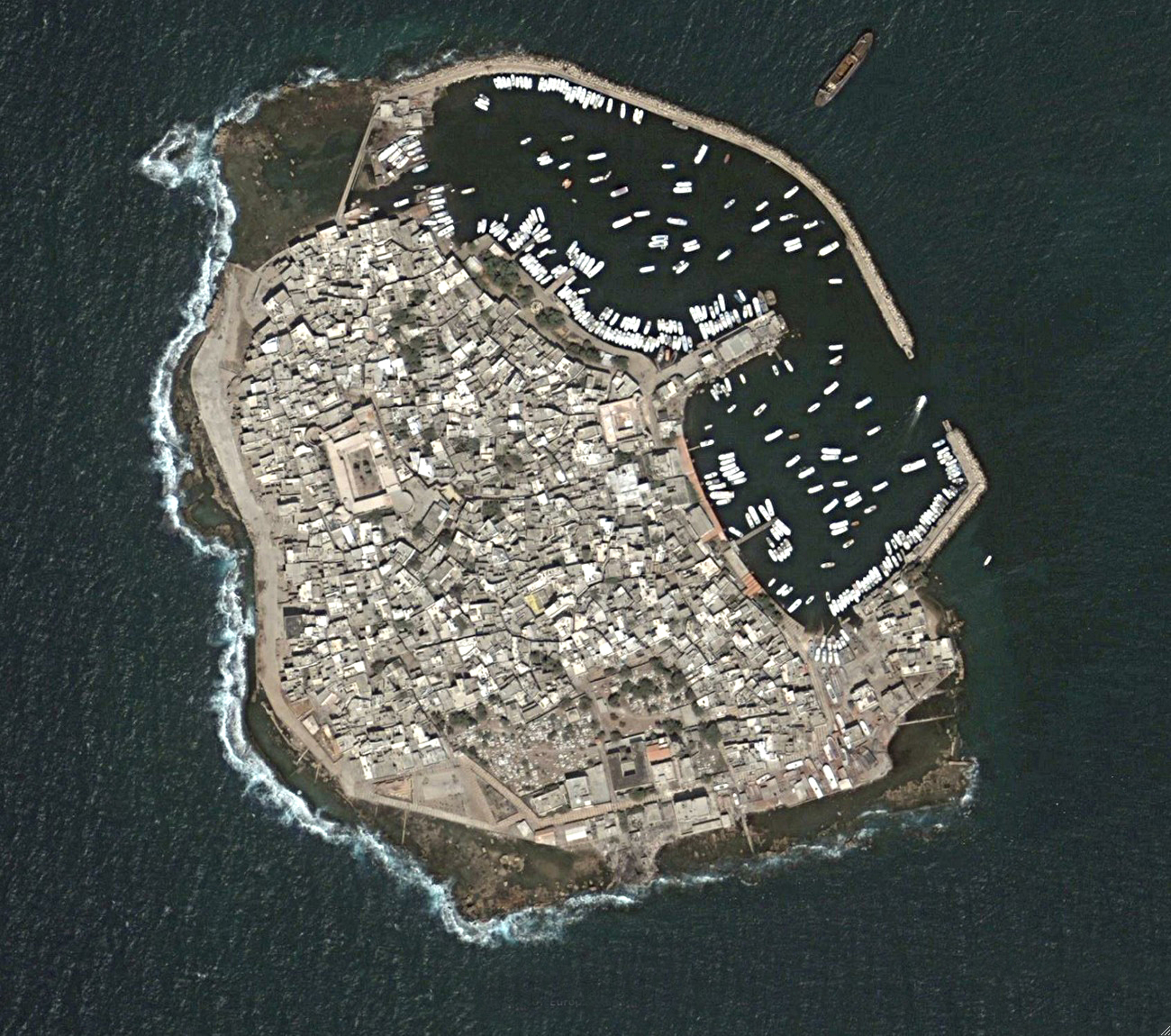
Image satellite de l'ile de Arwad fortifiée par les templiers, et qui résista jusqu'au bout…

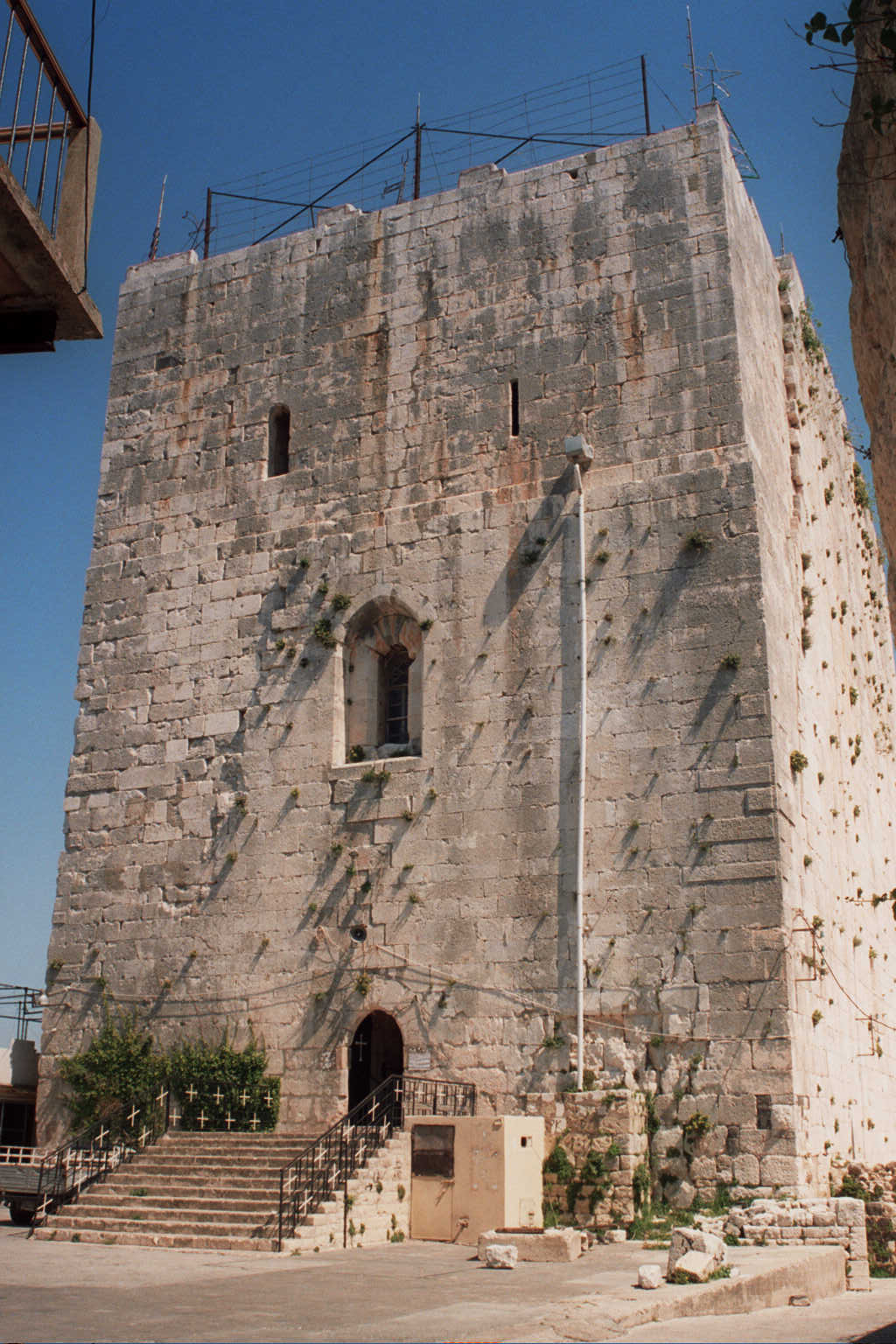
Chastel Blanc, le « blanc château », était l'une des forteresses orientales des chevaliers du Temple.

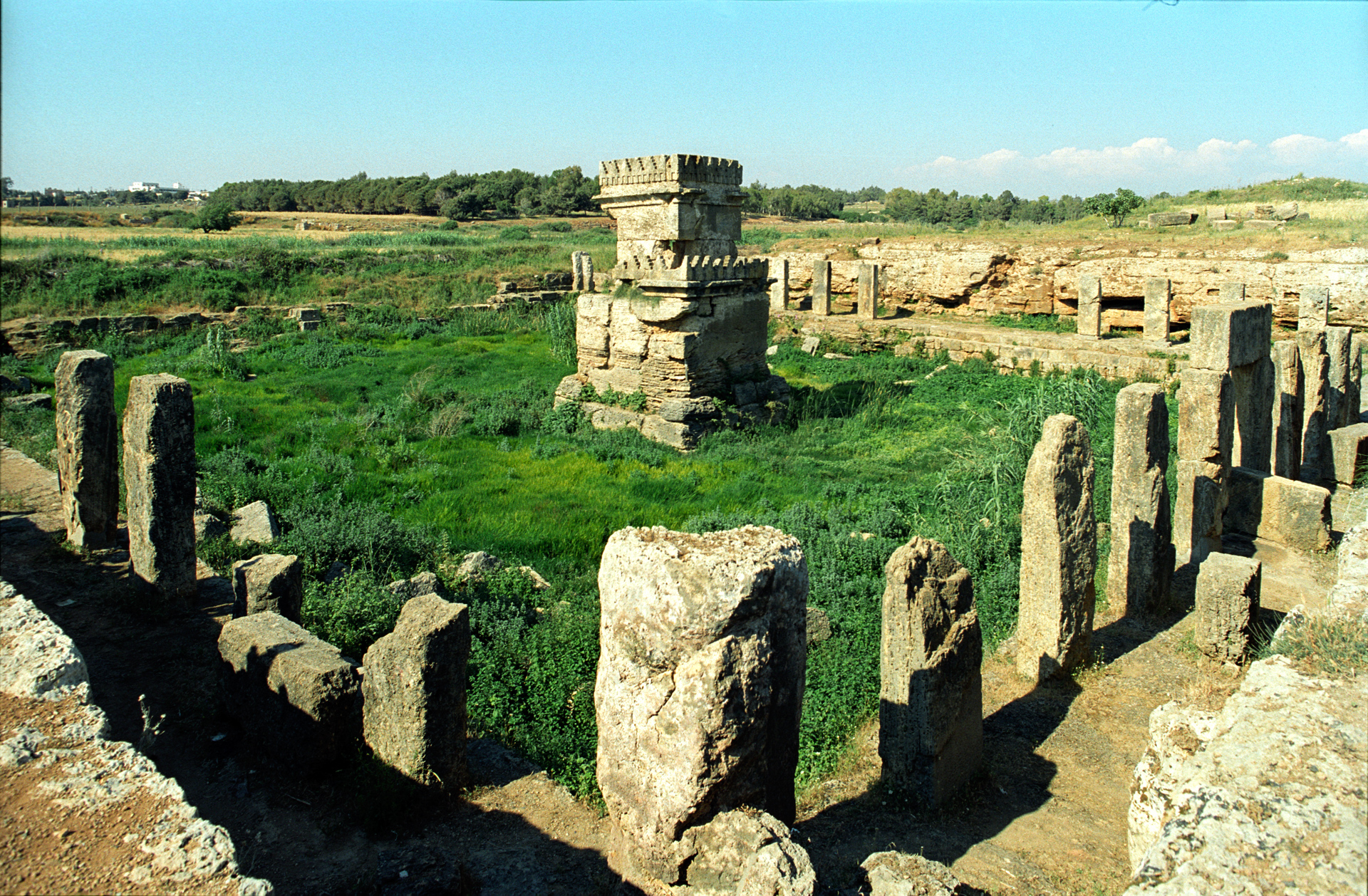
Sanctuaire sacré d'Amrit : une petite chapelle au centre d'un bassin de forme rectangulaire.

- Ville de Tartous : Aucune information sur ce site
  - Ville côtière qui se situe à environ 160 km au nord-ouest de la capitale Damas et 0 kilomètres au nord de la frontière libanaise.
    - Cathédrale romane abritant un petit musée
    - Château de Tortose ou « Tartosa », une cité-citadelle des Croisés
      - Ce château des croisades fut donné à la garde des chevaliers du Temple vers 1165. Il est une importante forteresse templière sur la ligne de fortifications du bord de la mer Méditerranée.
- Amrit, un site archéologique phénicien près de Tartous, en Syrie
  - Ce centre commercial très actif du nord de la Phénicie faisait face à Arwad. Les rois venus de Mésopotamie et de Perse s'y arrêtaient quand ils faisaient route vers la Méditerranée.
- Arwad (« Arouad » ou « Rouad »), une ile fortifiée en face de Tartous
  - Les Templiers arrivés sur l'ile, ils y construisent une forteresse. Ils y resteront jusqu'en 1302, faisant de l'île le dernier territoire croisé, en « terre sainte ».
- Banias, sis sur la mer Méditerranée, entre Lattaquié et Tartous :
  -  Ce site a subi les dommages du siège de Banias en mai 2011 (Reprise et positionnement des loyalistes)
  - Cette ville portuaire de Syrie remontent à l'époque phénicienne. Elle est appelée « Leucas », ou bien « Balanea » (par Pline l'Ancien). Les Croisés s'y établirent en 1098, la nommèrent « Valénie », et en firent une ville fortifiée. Elle appartenait à la principauté d'Antioche et était stratégique : le ruisseau qui passe au sud la séparait du comté de Tripoli. C'est à cette époque que fut alors construit la forteresse du Margat (Qalaat Marqab).
- Château de Al-Kahf, situé à 30 km au sud-est de la forteresse du Margat
- Chastel Rouge Qal`at Yahmour ou qalʿa yaḥmur
- Forteresse d'Arima, située au sud-est de Tortose.
  - C'est une forteresse franque et templière de trois cents mètres de long qui appartenait au Comté de Tripoli. Gardienne de la plaine de la Bocquée, elle était de haut intérêt stratégique.
- Minet el-Beida, « le port blanc »
  - Ce site archéologique date de l'âge du bronze.
- Qalaat Marqab, « Le Margat », situé à quelques km au sud du port de Baniyas sur la côte syrienne
  - Cette forteresse (un krak) est « le Margat » du temps des Croisés. En 1281, « le Margat » est assiégé par 7000 musulmans. Les 420 défenseurs croisés les mettront pourtant en fuite…
- Qala'at al-Khawabi, à 20 km au nord-est de Tartous et 12 km à l'est de al-Sawda (en:Khawabi)
  - C'est à la fois un village d'origine phénicienne et une forteresse médiévale de 350 m sur 200 m.
- Ras Shamra, l'ancienne cité de « Mahadou »
  - C'était le port du royaume d'Ougarit (voir à Lattaquié), situé aujourd'hui un kilomètre vers l'intérieur des terres. Les marins de Mahadou menaient des expéditions sur un rayon de plus de 600 km autour du port.
- Safita, ville au sud-est de Tartous et au nord-ouest du Krak des Chevaliers.
  - Chastel Blanc, au sud de Lattaquié
    - Dans le cadre des forteresses templières, la tour templière du Chastel Blanc n’était pas l'unique fortification de la ville syrienne de Safita. Mais c’est la seule du site à avoir résisté au cours du temps.

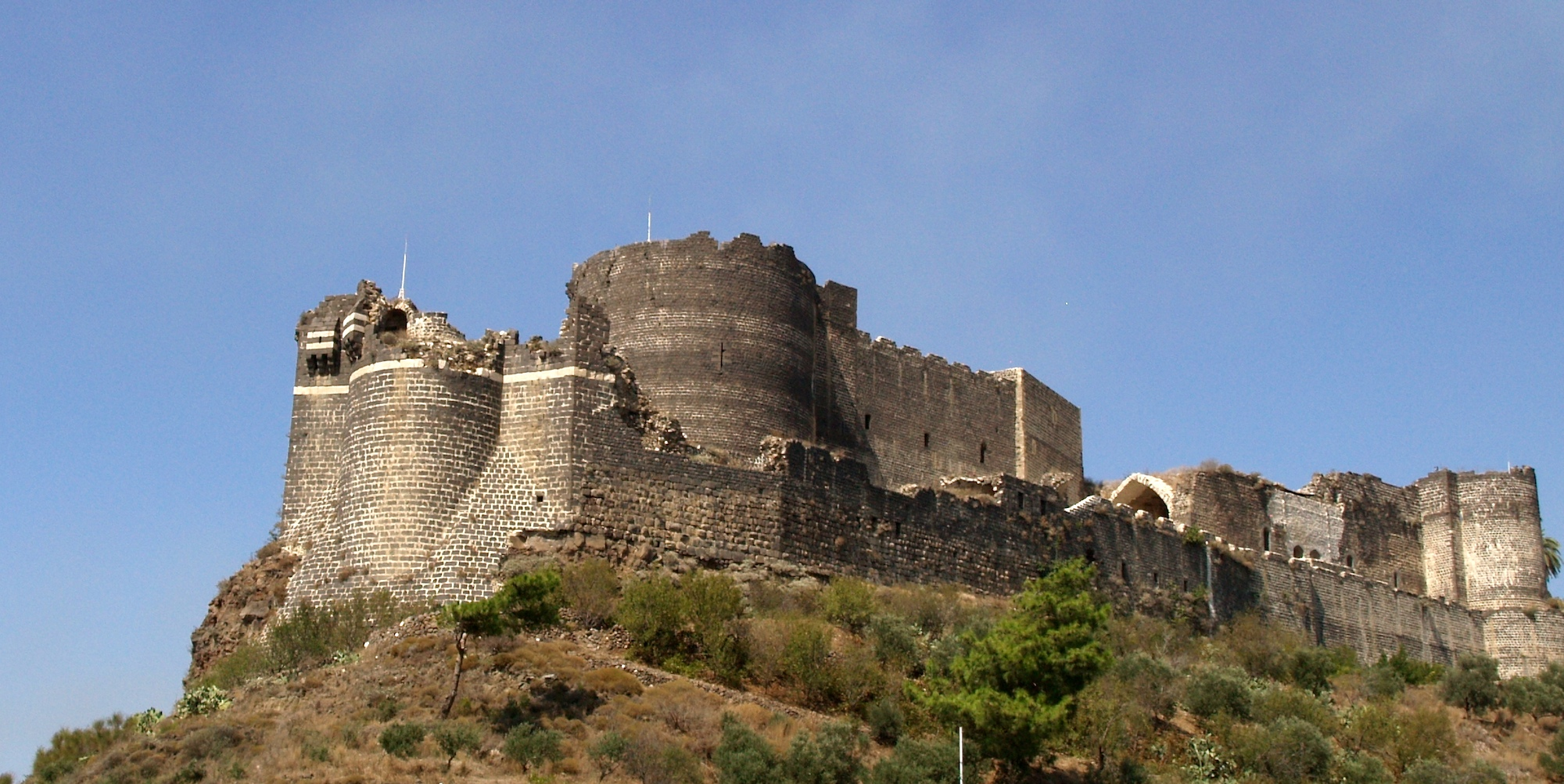
Le Margat, invincible forteresse de Qalaat Marqab

- Photographies des sites endommagés par la guerre civile syrienne de 2011, sur cette région :

## Réactions
À l'image de ce qui s'est passé dès l'année 2003 pendant la guerre d'Irak, ou aussi en Égypte en 2012, l'ensemble de la communauté internationale assiste impuissante à la destruction quasi systématique d’un patrimoine architectural inégalé dans la région du Machrek ou Proche-Orient. Les protestations contre ce massacre du patrimoine syrien affluent de toutes parts. Mais les pilleurs et combattants n'en ont cure. Ils restent sourds à toutes protestations internationales :
- Au début de 2012, l'archéologue et chercheur Ali Othman, aidé par plusieurs archéologues et chercheurs syriens et européens (dont Ghayad Daoud, Shaker al Shbib et Taysir al Halebi), a créé le groupe "Le patrimoine archéologique syrien en danger".
  - Le but de cette organisation est de recenser et documenter les dommages subis par le patrimoine historique syrien.
  - Leur porte-parole actuel est l'archéologue espagnol Rodrigo Martin[22].
- Dès le 1er mars 2012, Irina Bokova, la directrice générale de l’Unesco, a appelé à l’arrêt des violences et à la protection des richesses archéologiques de Syrie.
  - Le 30 mars, madame Bokova a lancé un appel public international pour la protection du patrimoine culturel de la Syrie. Et elle a exprimé sa « grave préoccupation au sujet de possibles dommages sur des sites si précieux."[23]
  - Le 2 octobre, Mme Bokova a publié une nouvelle déclaration spécifique au sujet de l'incendie qui a détruit le très ancien souk de la vieille ville de Alep. Elle l'a qualifié de « carrefour des cultures depuis le IIe millénaire avant notre ère". Elle a appelé les parties concernées à se conformer strictement à la Convention de La Haye de 1954 (sur la protection des biens culturels en cas de conflit armé). De plus, elle a promis d'envoyer une équipe dans la province d'Alep, pour évaluer la situation et fournir une assistance d'urgence[24].

En juin 2013, et après toutes ces alertes, l'UNESCO a fini par placer les sept sites classés du patrimoine mondial de la Syrie sur la liste des sites en péril. Mais cet organisme reste totalement impuissant face à tous les autres sites syriens en danger…
Selon un rapport publié le 21 octobre 2015 par Near Eastern Archaeology et rédigé par Jesse Casana, professeur et spécialiste d'archéologie du Moyen-Orient de l'université de Dartmouth, 26 % des sites occupés par les rebelles et les Kurdes ont été pillés ainsi que 21,4 % des sites tenus par l'État islamique et 16,5 % des sites tenus par le régime syrien. Cependant 42,7 % des dégradations opérées par l'EI sont qualifiées de « lourdes », ainsi que 22,9 % dans les zones tenues par le régime, 14,3 % du côté des rebelles et 9,4 % chez les Kurdes. Le rapport se base sur l'analyse de données satellites de 1 300 des 8 000 sites archéologiques que compte la Syrie.

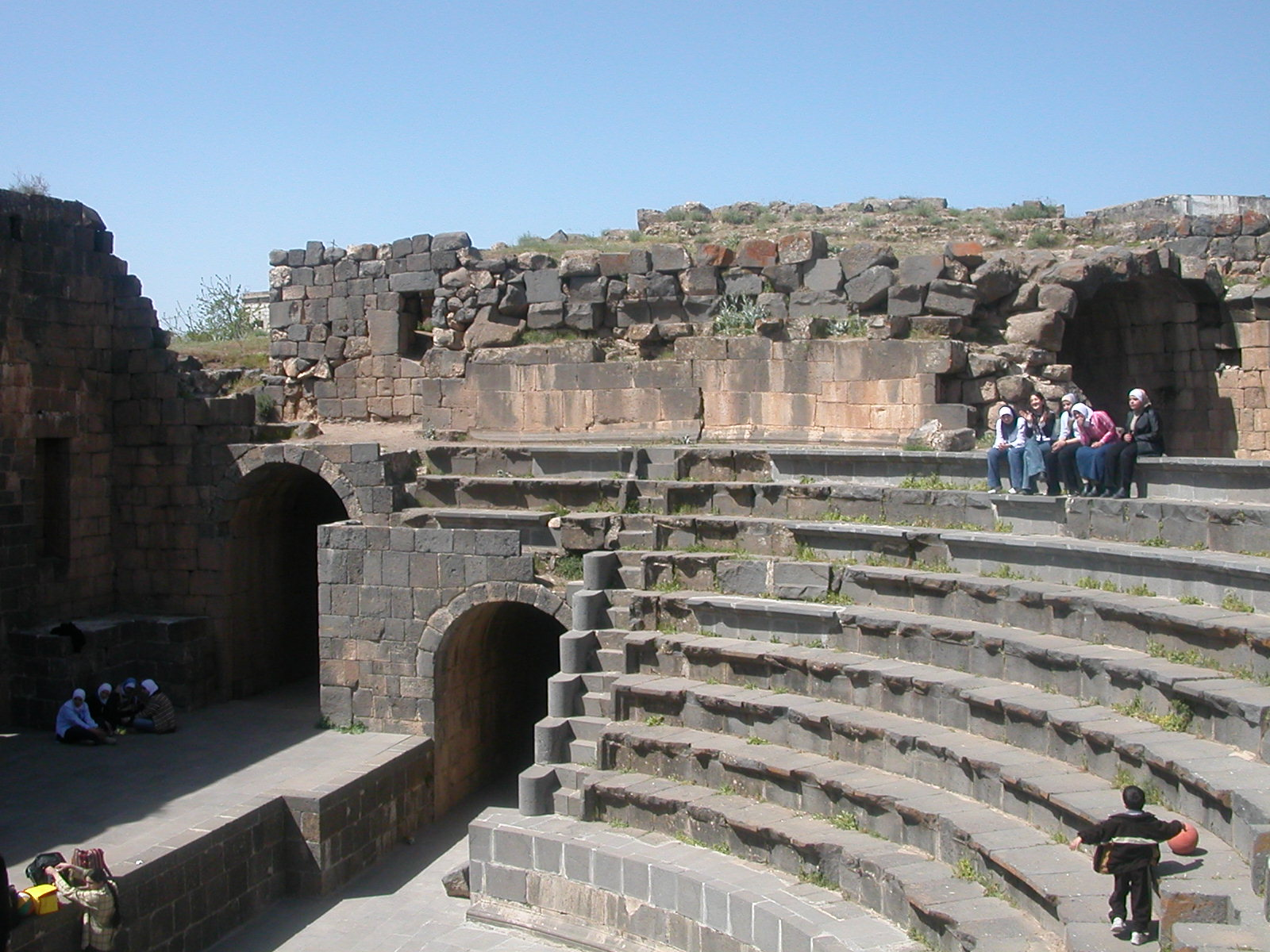
Le théâtre roman de Philippopolis
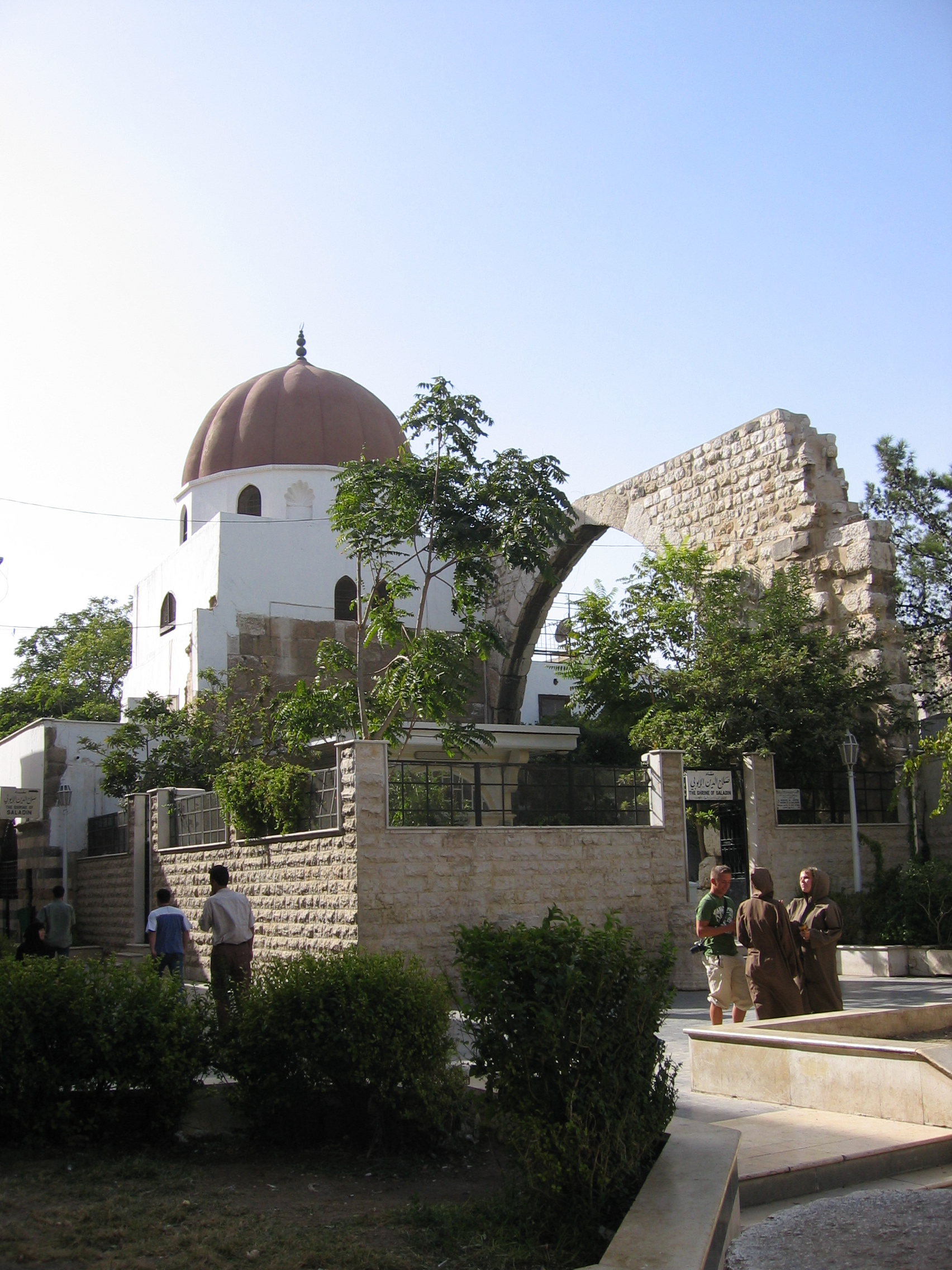
Tombe de Saladin à Damas
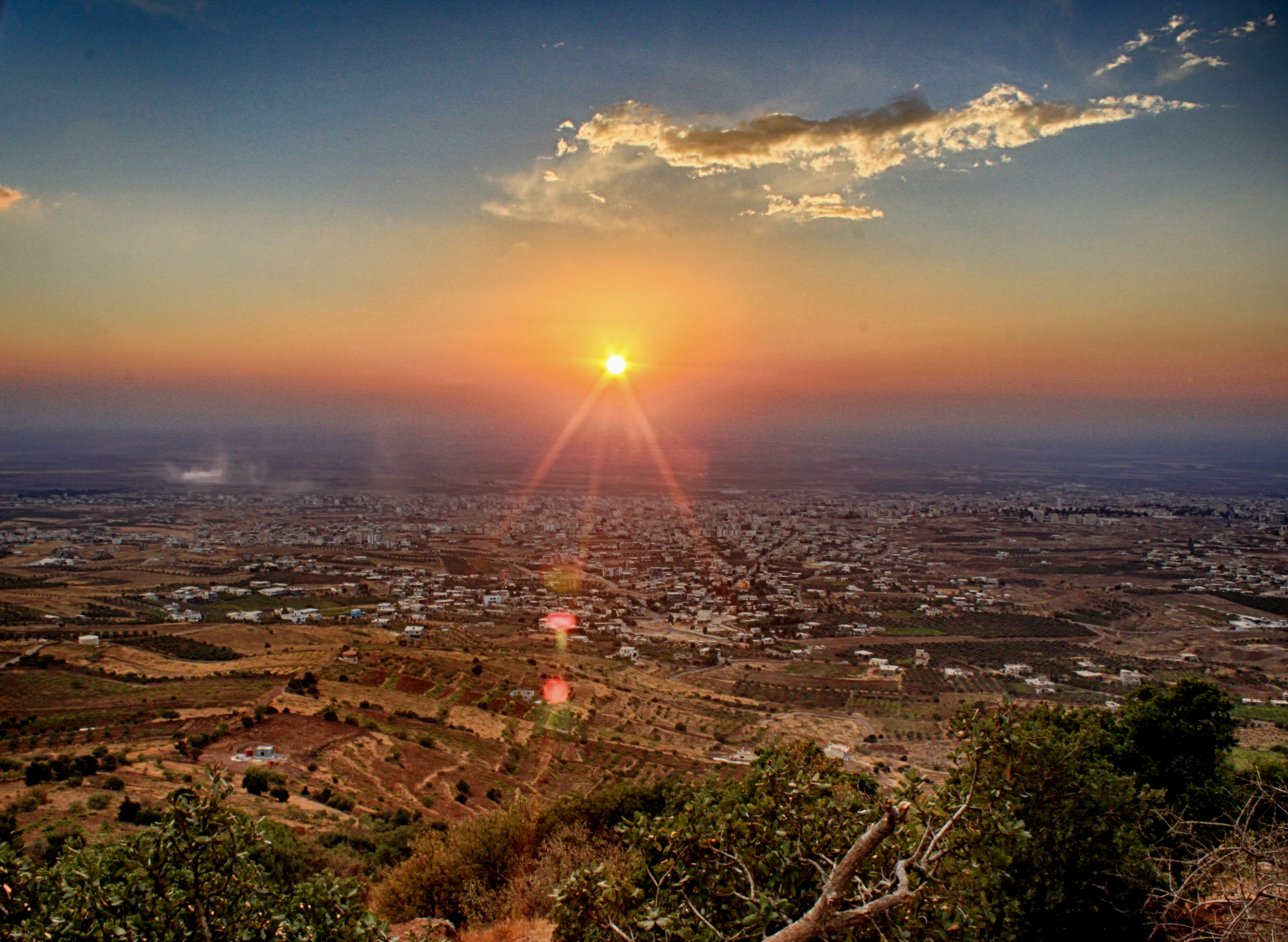
Vue sur la plaine de Soueïda
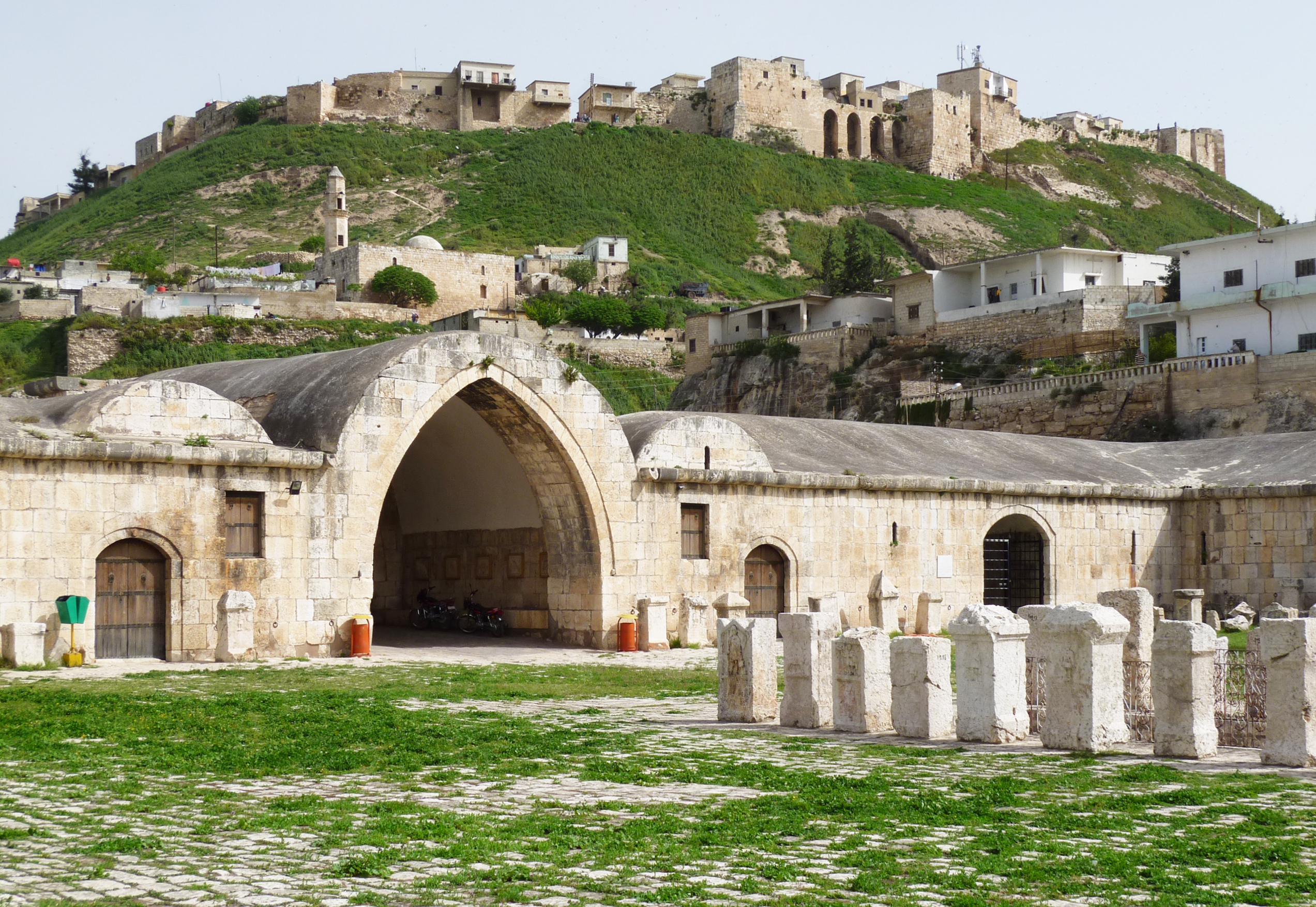
Caravanserail de Qalaat al-Moudiq
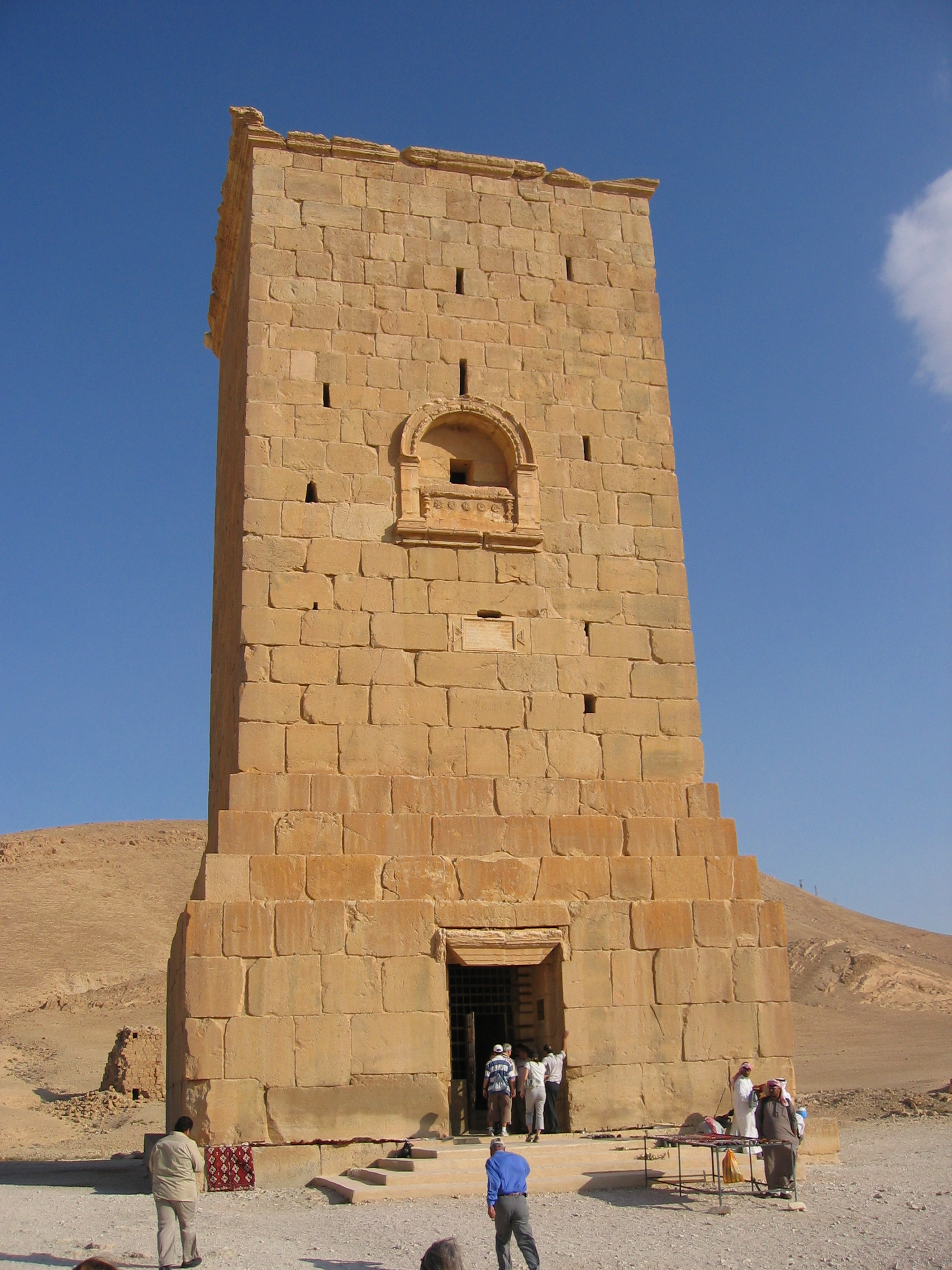
Tombe à Palmyre
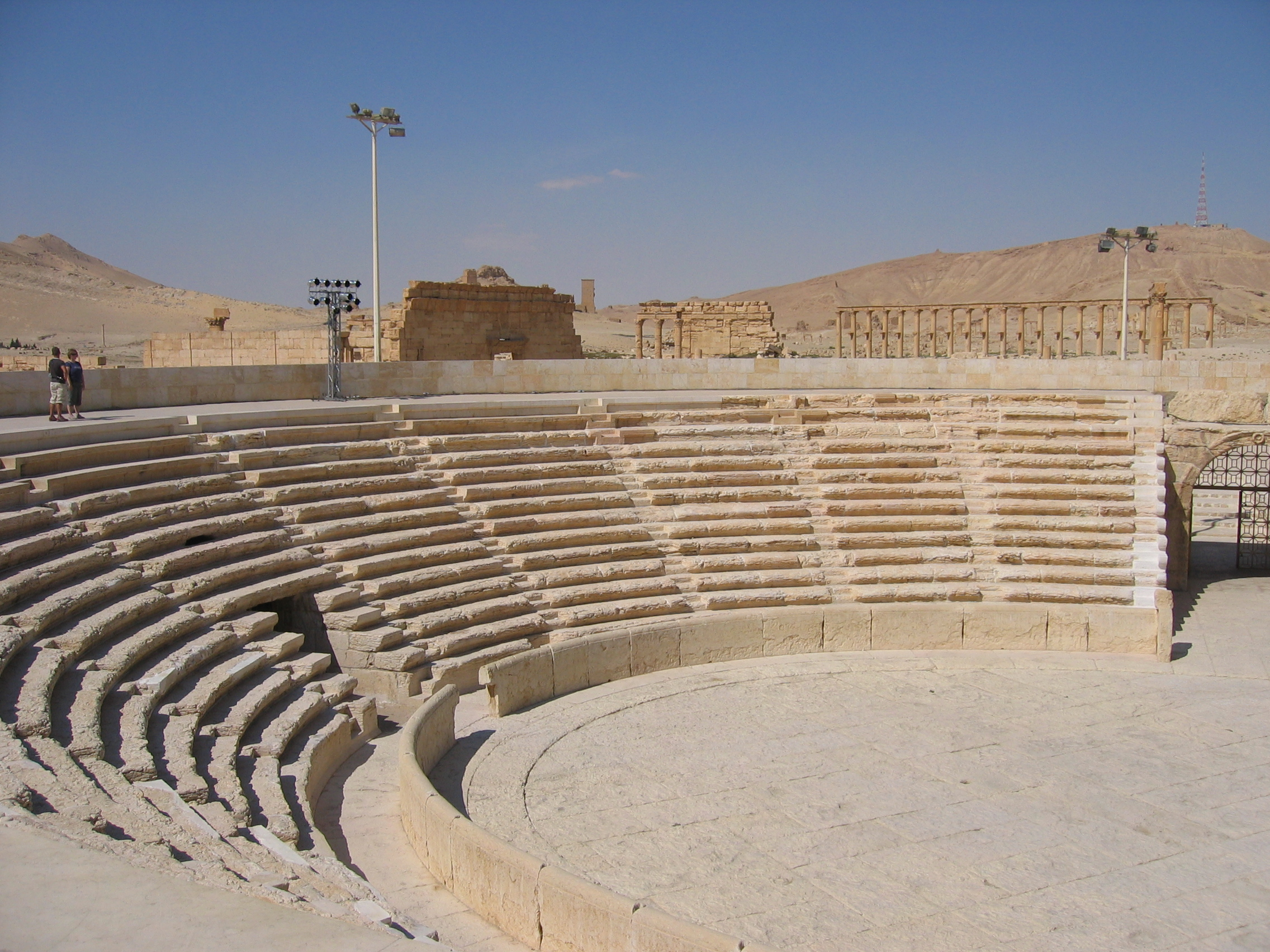
Amphithéâtre romain à Palmyre

Villages antiques du Nord de la Syrie dans le Gouvernorat d'Idlib
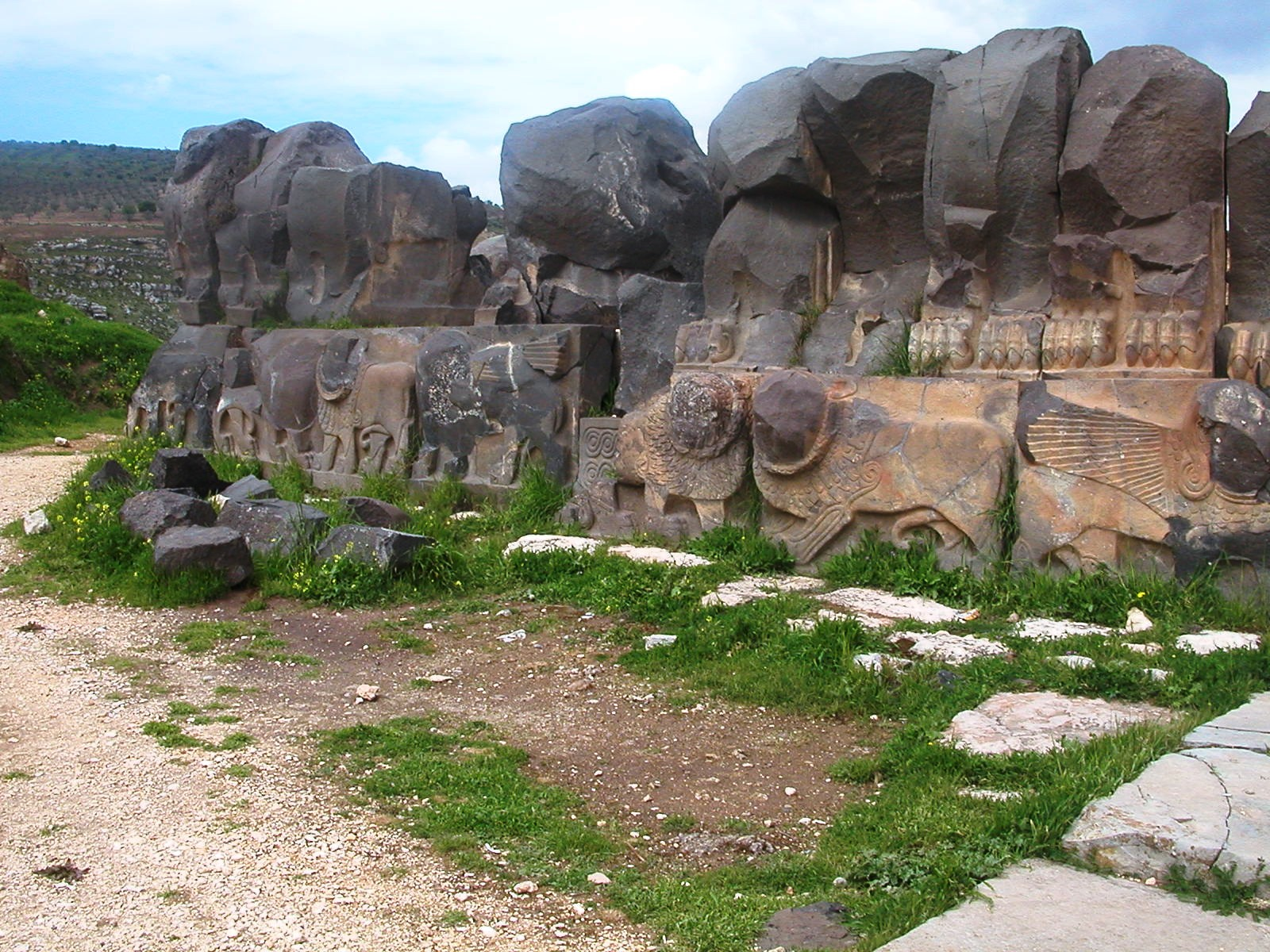
Ruines du temple de Ain Dara
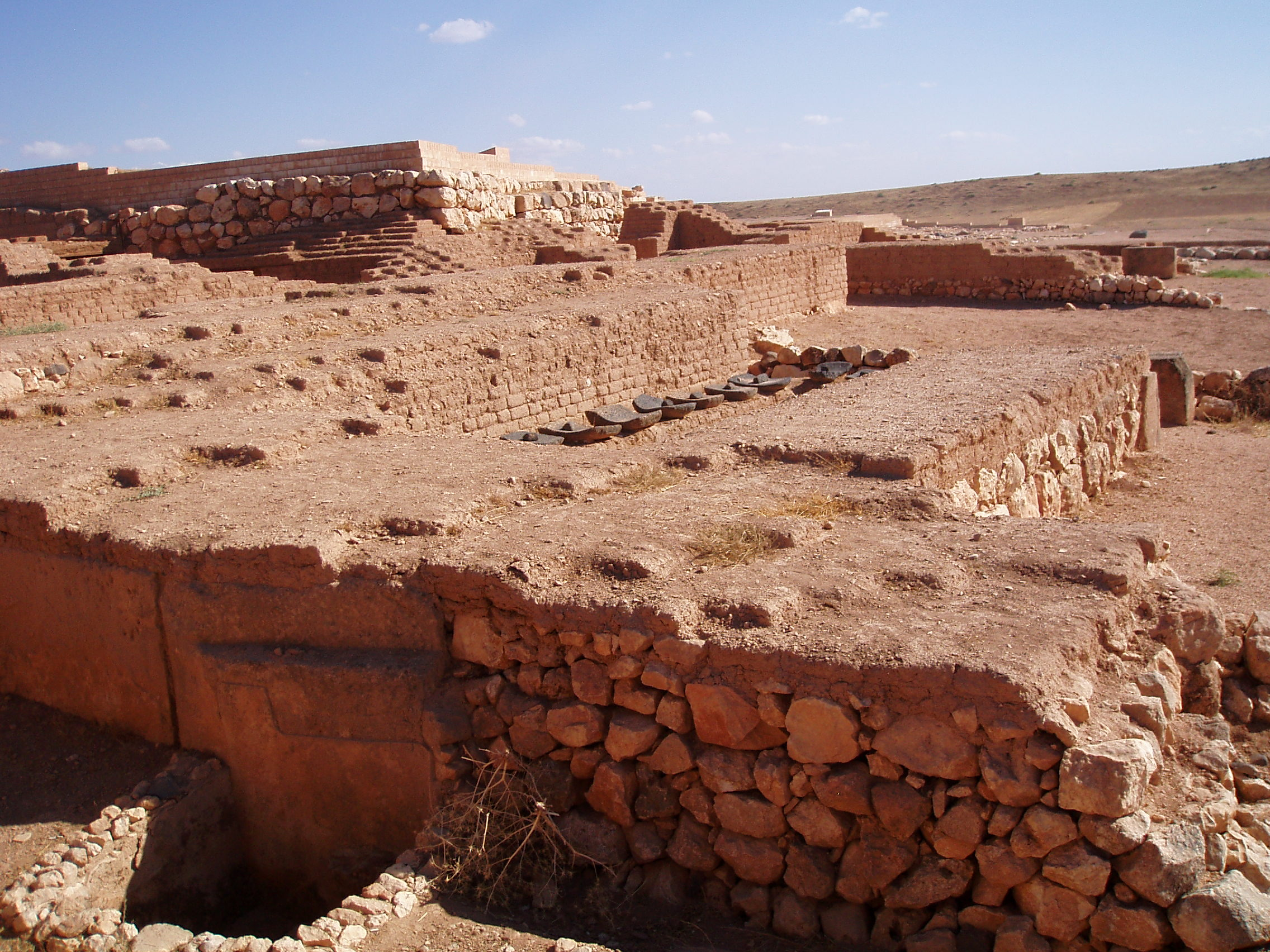
L'ancienne cité de Ebla
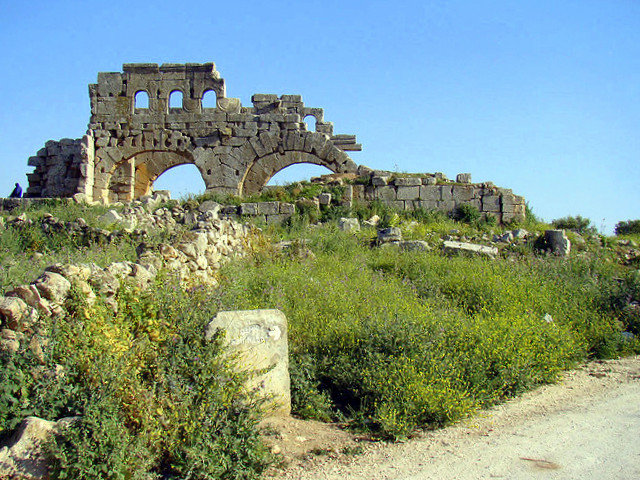
Basilique maronite de Brad
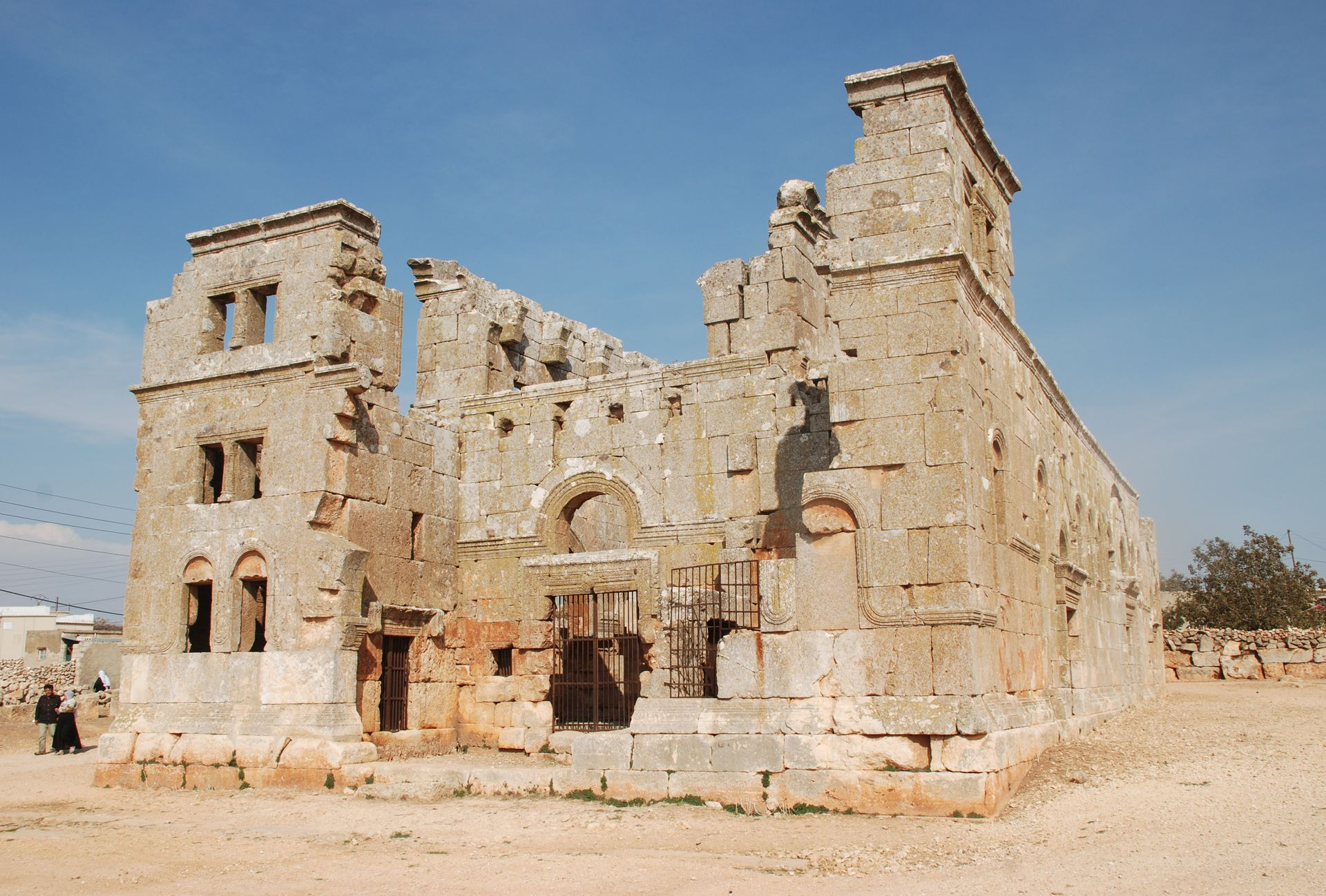
La basilique de Qalb Loze
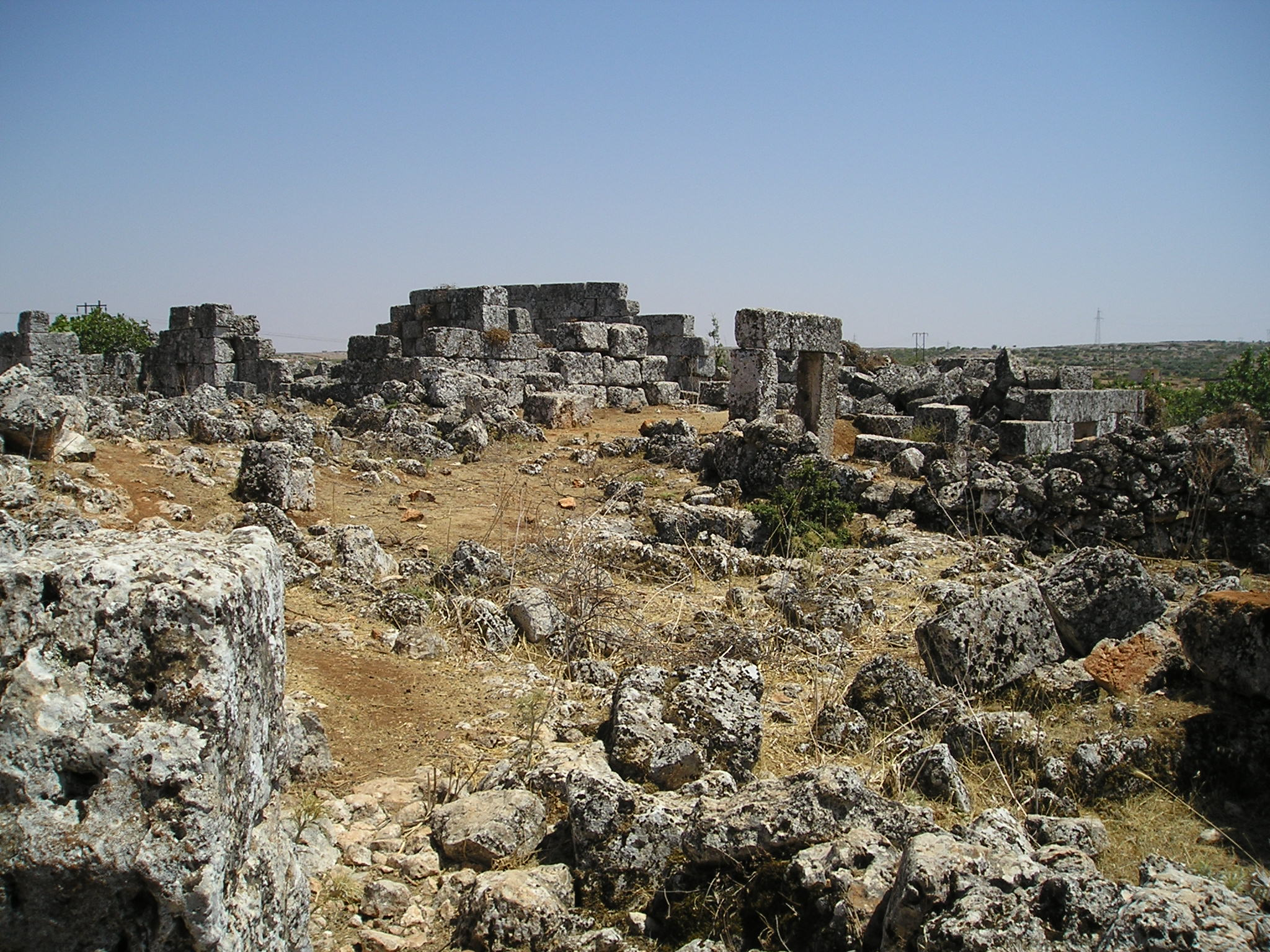
Les ruines de Bara
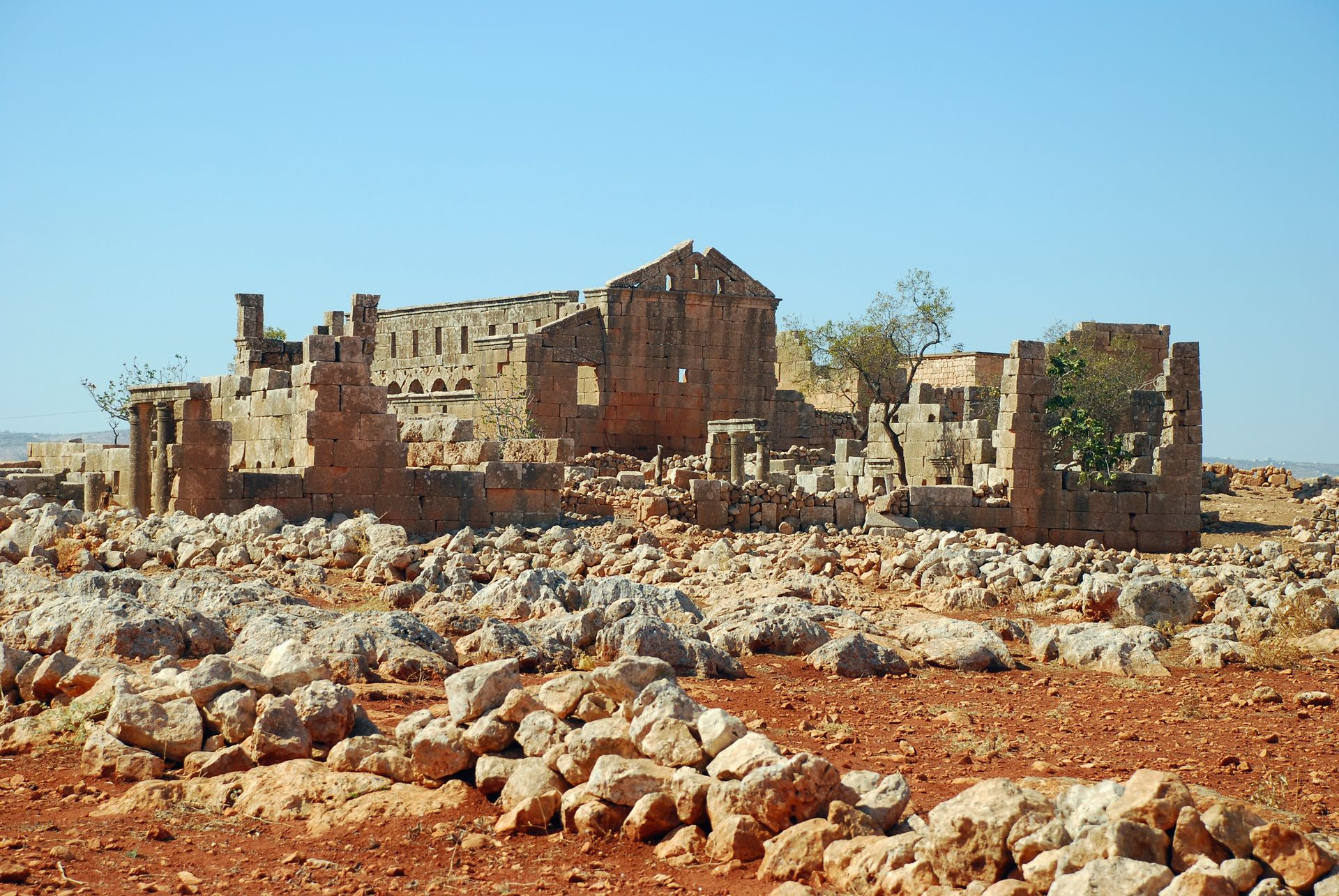
La basilique de Ruweiha, dans le jebel Zawiyé
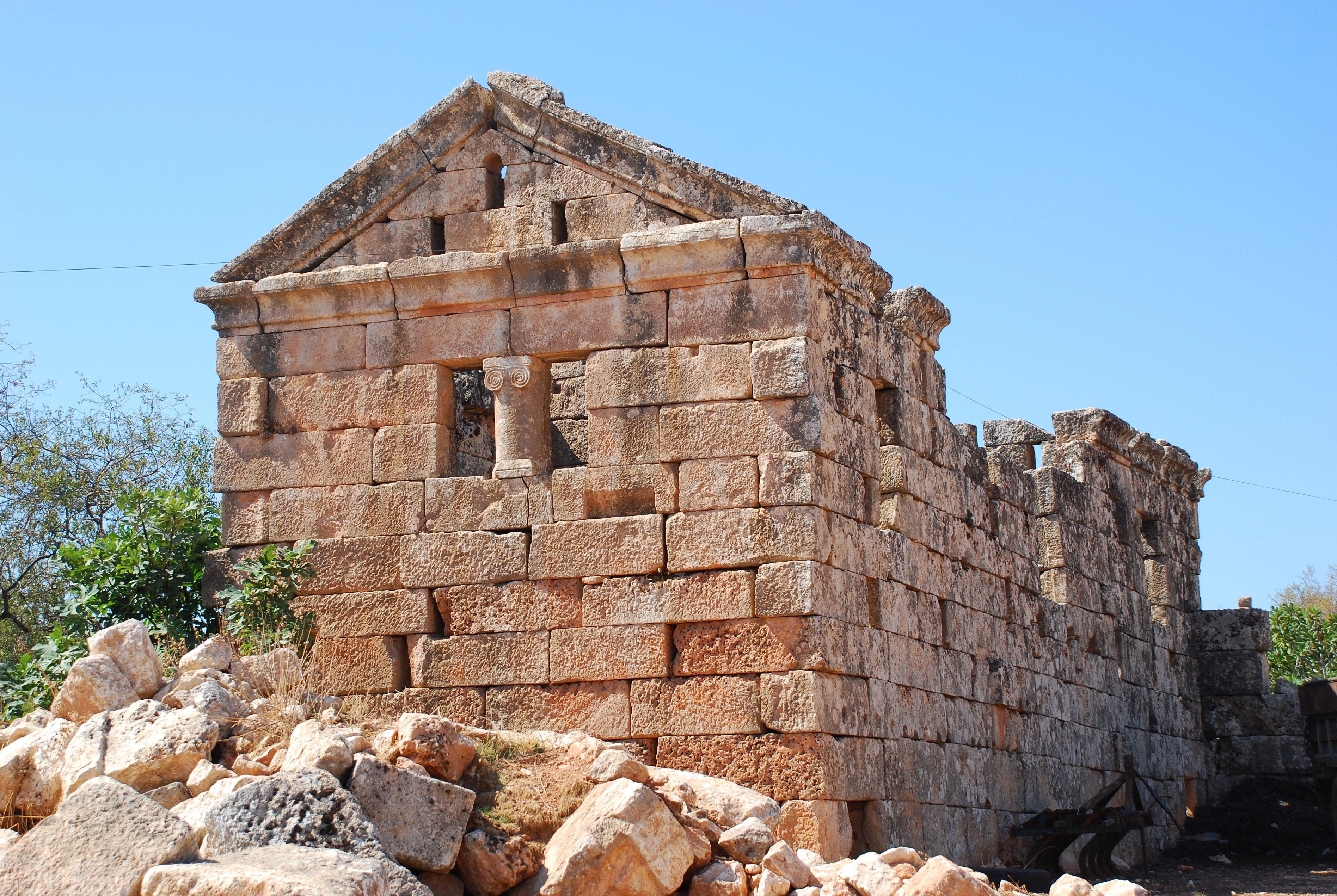
Le village de Jerada
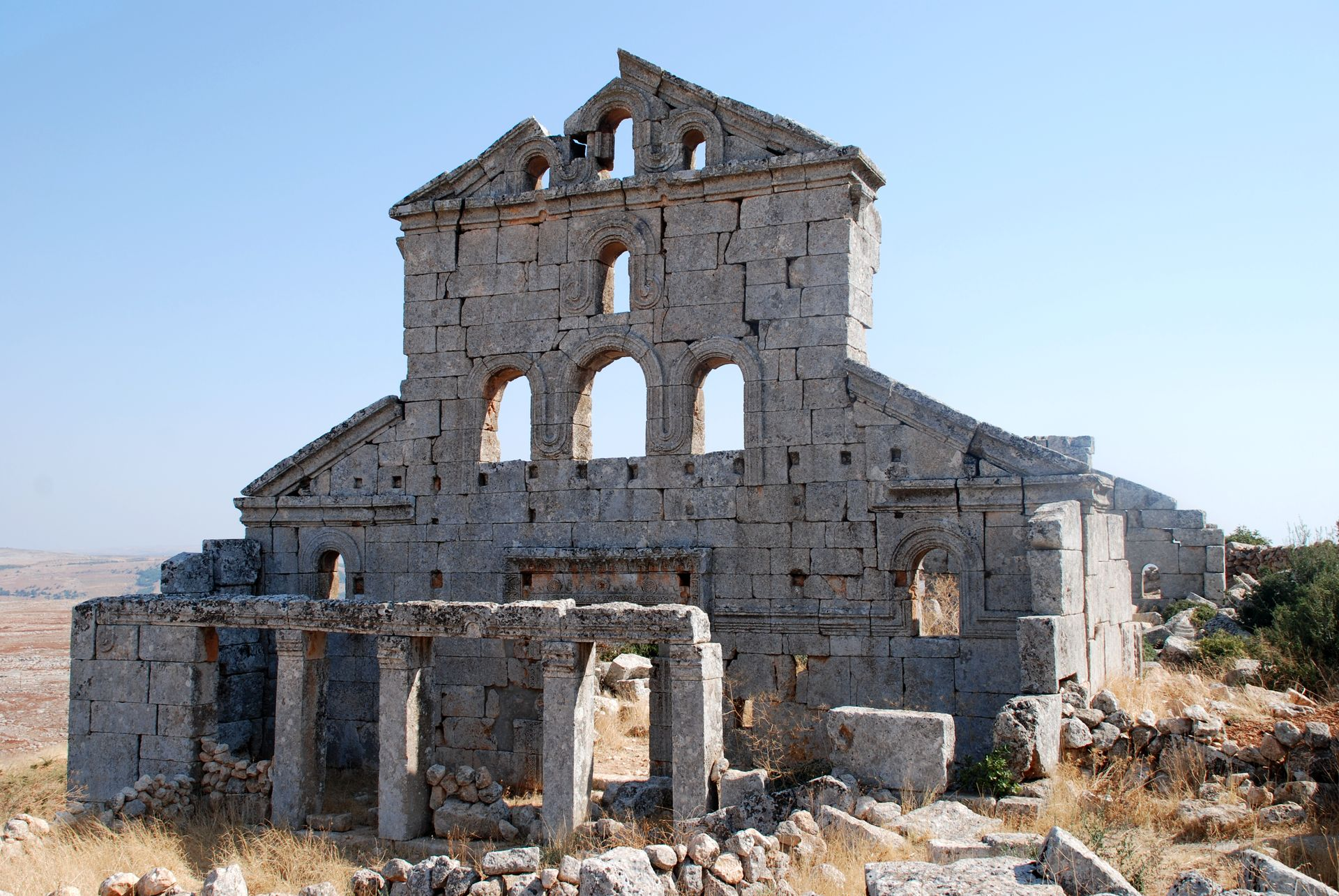
L'église de Baqirha
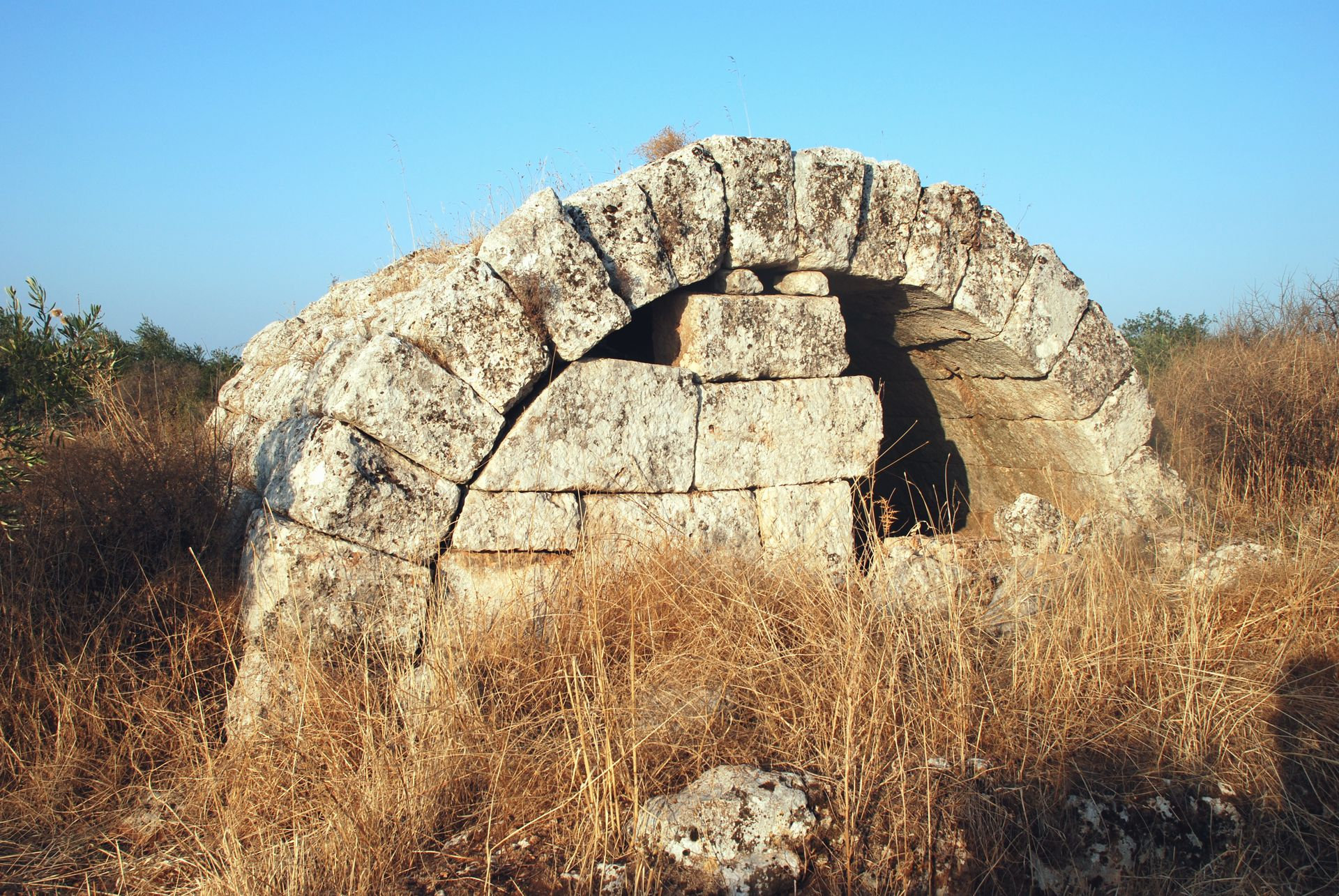
Le village de Barisha
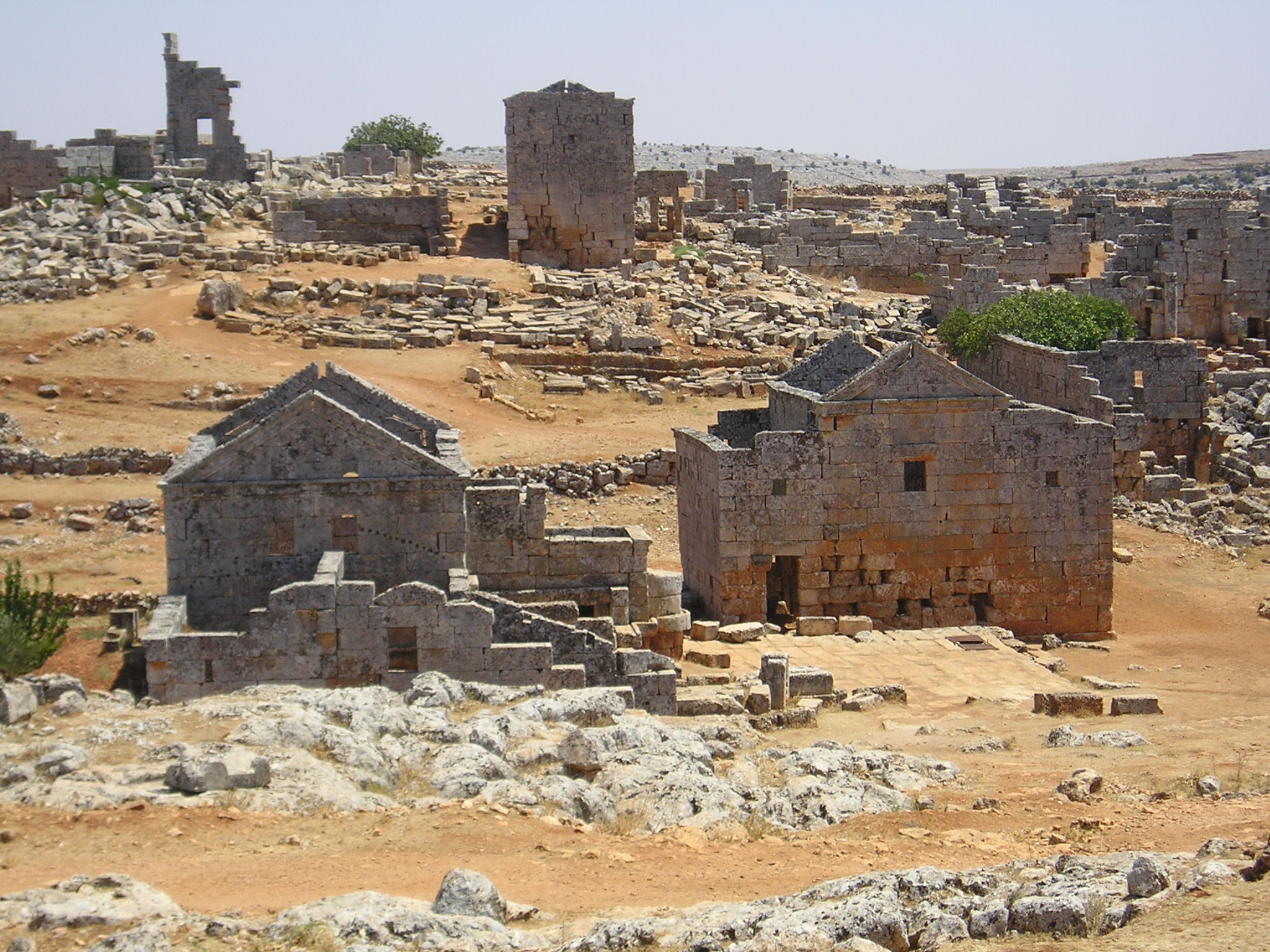
Ruines du village mort de Sergilla (plan ci-dessous)

### Articles connexes

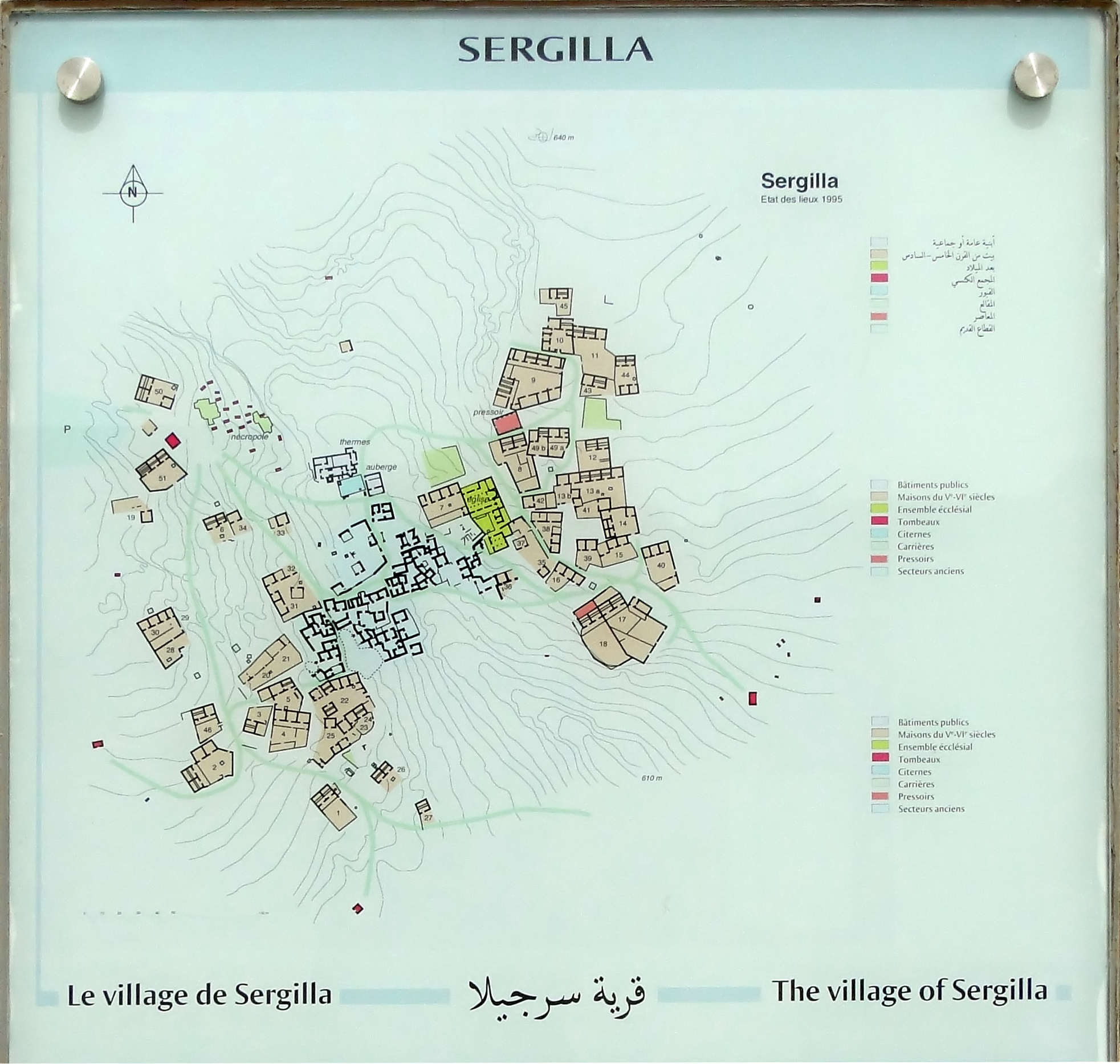
Sergilla, l'un des 40 villages antiques entre Alep et Idlib